# Frankreich
Frankreich ˈfʁaŋkʁaɪ̯ç (französisch Franceⓘ [fʁɑ̃s], amtlich la République française [ʁe.py.ˈblik fʁɑ̃.ˈsɛz], deutsch Französische Republik) ist ein interkontinentaler Einheitsstaat in Westeuropa mit Überseegebieten. Sein Staatsgebiet befindet sich auf allen Kontinenten mit Ausnahme von Asien.
Metropolitan-Frankreich, also der europäische Teil des Staatsgebietes, erstreckt sich vom Mittelmeer bis zum Ärmelkanal und zur Nordsee sowie vom Rhein bis zum Atlantischen Ozean. Sein Festland wird wegen der Landesform als Hexagone (Sechseck) bezeichnet. Frankreich ist flächenmäßig das größte und nach Einwohnern (hinter Deutschland) das zweitgrößte Land der Europäischen Union. Es umfasst (nach Russland und der Ukraine) das drittgrößte Staatsgebiet in Europa. Paris ist die Hauptstadt und als Agglomeration mit dem Gemeindeverband Métropole du Grand Paris und den umliegenden Gebieten der Region Île-de-France größter Ballungsraum des Landes vor Lyon, Marseille-Aix-en-Provence, Lille und Toulouse.
Aus dem westlichen Teil des Fränkischen Reiches hervorgegangen, erweiterte Frankreich während des Mittelalters, meist in Rivalität mit dem Königreich England und dem Heiligen Römischen Reich, seinen kulturellen und militärischen Einfluss in Europa, bis Frankreich schließlich im 17. und 18. Jahrhundert eine europäische Führungsrolle und Vormachtstellung innehatte.
Bedeutend war die politische und kulturelle Ausstrahlung: Die Hofhaltung Ludwigs XIV. wurde zum Vorbild absolutistischer Staaten in ganz Europa und die Französische Revolution mit der Erklärung der Menschen- und Bürgerrechte gab zusammen mit Okkupationen durch Napoleon Bonaparte in vielen Ländern den Auftakt zu der immer wieder von Rückschlägen unterbrochenen Entwicklung zur Demokratie.
In Übersee baute Frankreich zweimal ein Kolonialreich auf. Das erste umfasste u. a. große Teile Nordamerikas und ging großenteils Mitte des 18. Jahrhunderts im Siebenjährigen Krieg verloren; das zweite mit Schwerpunkt in Afrika war im 19. und frühen 20. Jahrhundert das zweitgrößte der Welt. Im 21. Jahrhundert gilt Frankreich mit Deutschland als treibende Kraft der europäischen Integration.
Die Französische Republik wird in ihrer Verfassung als unteilbar, laizistisch, demokratisch und sozial erklärt. Ihr Grundsatz lautet: „Regierung des Volkes durch das Volk und für das Volk“. Das Entwicklungsprogramm der Vereinten Nationen zählt Frankreich zu den Ländern mit sehr hoher menschlicher Entwicklung. Gemessen am nominalen Bruttoinlandsprodukt ist es die siebtgrößte Volkswirtschaft der Welt. Lebensstandard, Bildungsgrad und Lebenserwartung gelten als hoch. Als meistbesuchtes Land der Welt empfängt Frankreich rund 83 Millionen ausländische Touristen pro Jahr.
Die französischen Streitkräfte gehören zu den sieben stärksten der Welt und waren 2023 die drittstärksten in der NATO, 2024 die fünftstärksten nach den USA, dem Vereinigten Königreich, der Türkei und Italien. Das Land ist die einzige Atommacht der Europäischen Union, eines der fünf ständigen Mitglieder des UN-Sicherheitsrates und hatte 2010 die weltweit dritthöchste Anzahl an Kernwaffen. Es ist Gründungsmitglied der Europäischen Union und der Vereinten Nationen, Mitglied der Frankophonie, der G7, der G20, der NATO, der Organisation für wirtschaftliche Zusammenarbeit und Entwicklung (OECD), der Welthandelsorganisation (WTO) und der Lateinischen Union.

## Geographie

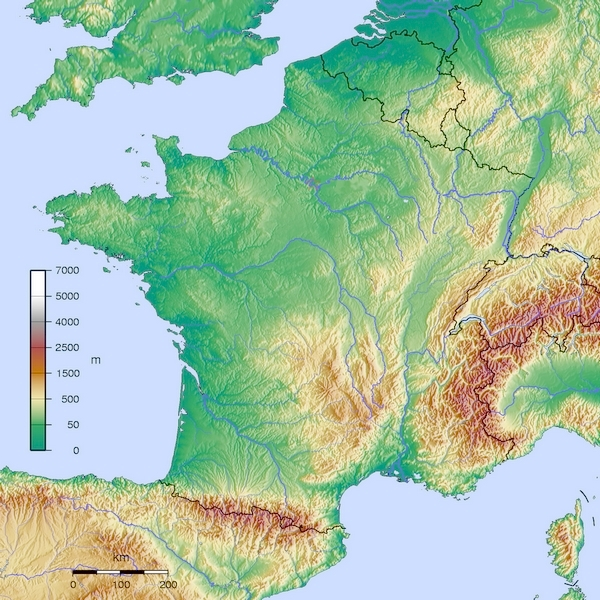
Topografie Frankreichs

Das gesamte Territorium der Französischen Republik zählt 632.733,9 Quadratkilometer. Das „französische Mutterland“ in Europa, auch Metropolitan-Frankreich (France métropolitaine) genannt, hat eine Fläche von 543.939,9 Quadratkilometern. Es wird wegen seiner Form als Hexagone (Sechseck) bezeichnet.
Als eines der größten Länder Europas weist Frankreich zahlreiche, zum Teil sehr unterschiedlich geprägte Landschaftsformen auf. Das Landschaftsbild wird überwiegend von Ebenen oder Hügeln geprägt. Im Südosten und an der Grenze zur Iberischen Halbinsel ist das Land gebirgig. Hauptgebirge sind die Pyrenäen im Südwesten, das Zentralmassiv im Zentrum der Südhälfte des Landes sowie im Osten (aufgezählt von Norden nach Süden) die Vogesen, der Jura und die Alpen. Der höchste Berg Frankreichs ist der 4805 Meter hohe Mont Blanc in den Alpen; er wird oft auch als höchster Berg Europas angesehen. Der Elbrus im europäisch-asiatischen Grenzbereich ist zwar höher, aber keinem Kontinent eindeutig zugeordnet.
Frankreich hat Meeresküsten im Süden zum Mittelmeer, im Westen und im Norden zum Atlantischen Ozean, zum Ärmelkanal und zur Nordsee. Es grenzt im Südwesten an Spanien und Andorra, im Norden und im Osten an Belgien, Luxemburg, Deutschland, die Schweiz und Italien sowie im Südosten an Monaco. Zudem grenzt Frankreich durch das Übersee-Département Französisch-Guayana an die Länder Suriname und Brasilien und durch das Überseegebiet Saint-Martin an das autonome Land Sint Maarten des Königreichs der Niederlande.

### Regionen
Frankreich ist in 18 Regionen unterteilt, davon befinden sich 13 in Europa, fünf sind französische Überseegebiete (France d’outre-mer, FOM) – Französisch-Guayana, Guadeloupe, Martinique, Mayotte und Réunion. Bis zum 31. Dezember 2015 war Metropolitan-Frankreich in 22 Regionen unterteilt (Frankreich hatte einschließlich der fünf FOM 27 Regionen).

### Naturschutzgebiete

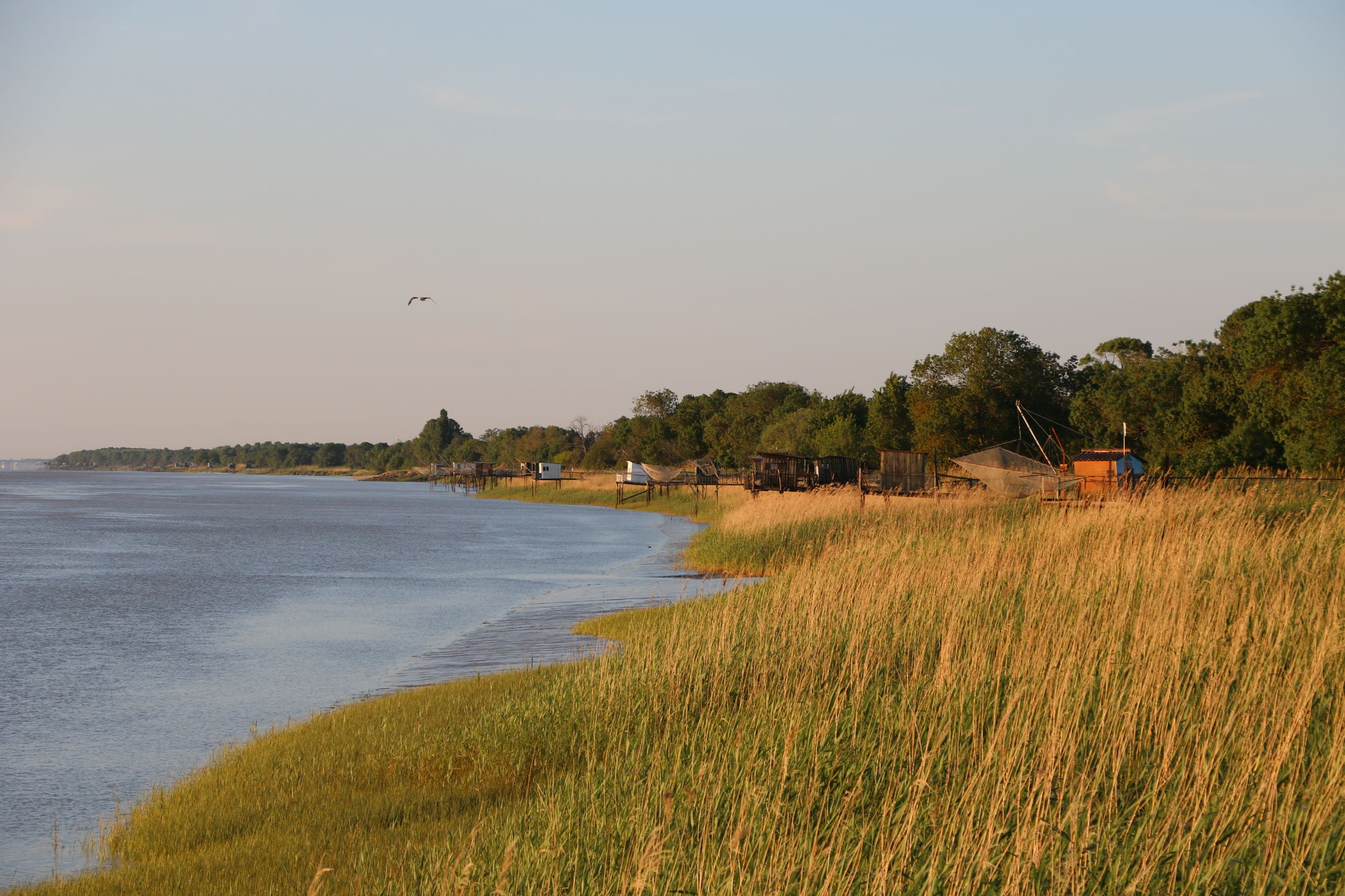
Röhricht und Fischerhütte an der Gironde, Teil eines Meeresnaturparks und des regionalen Naturparks Médoc

Frankreich unterhält Naturschutzgebiete verschiedener Kategorien im europäischen Kernland und in den Übersee-Départements. Es sind
- elf Nationalparks mit einer Fläche von etwa 4,5 Millionen Hektar,
- neun Meeresnaturparks,
- 54 regionale Naturparks mit einer Fläche von mehr als neun Millionen Hektar und
- eine Vielzahl von Schutzzonen, wie Naturreservate (réserve naturelle), Natura-2000-Gebiete der EU und Biosphärenreservate der UNESCO.

### Städte
Im Jahr 2023 lebten 82 Prozent der Einwohner Frankreichs in Städten.
| Paris |

| Bordeaux |

| La Rochelle |

| Clermont-Ferrand |

| Caen |

| Rennes |

| Dijon |

| Orléans |

| Reims |

| Tours |

| Straßburg |

| Besançon |

| Rouen |

| Ajaccio |

| Montpellier |

| Limoges |

| Metz |

| Toulouse |

| Lille |

| Nantes |

| Amiens |

| Poitiers |

| Marseille |

| Lyon |

| Grenoble |

| Nizza |

| Brest |

| Mont Blanc |

| SPANIEN |

| VEREINIGTES KÖNIGREICH |

| BELGIEN |

| LUXEMBURG |

| DEUTSCH- LAND |

| SCHWEIZ |

| ITALIEN |

| ANDORRA |

| ATLANTIK |

| MITTELMEER |

| GOLF VON BISKAYA |

| ÄRMELKANAL |

| Genfersee |

| Korsika |

| Rang | Stadt       | Einwohner 2019 |
| ---- | ----------- | -------------- |
| 01   | Paris       | 2.113.705      |
| 02   | Marseille   | 0.877.215      |
| 03   | Lyon        | 0.520.774      |
| 04   | Toulouse    | 0.511.684      |
| 05   | Nizza       | 0.353.701      |
| 06   | Nantes      | 0.325.070      |
| 07   | Montpellier | 0.307.101      |
| 08   | Straßburg   | 0.291.313      |
| 09   | Bordeaux    | 0.265.328      |
| 10   | Lille       | 0.238.695      |

## Bevölkerung

### Demografie

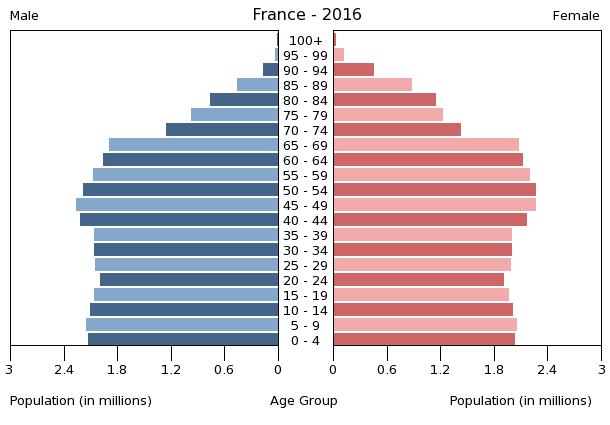
Bevölkerungspyramide Frankreichs im Jahr 2016

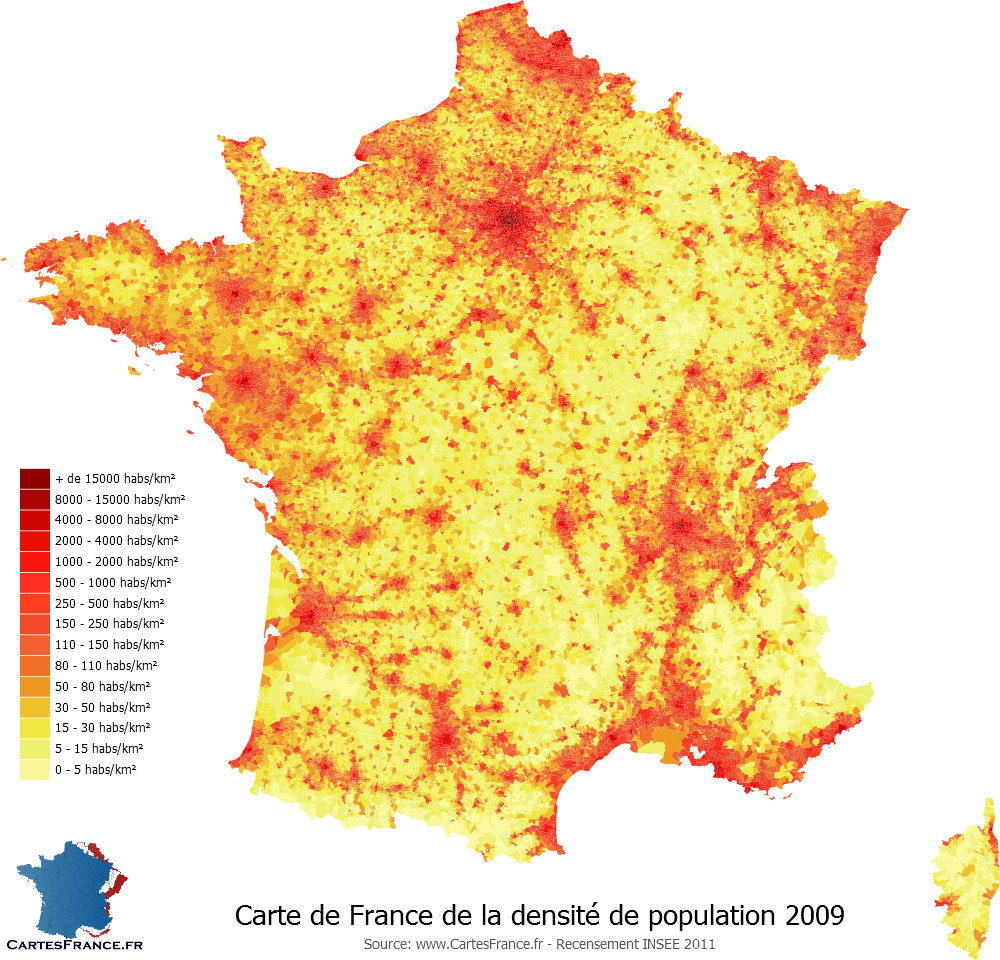
Bevölkerungsdichte im Jahr 2009

Frankreich hatte am 1. Januar 2022 67,8 Millionen Einwohner, wobei 65,2 Millionen Einwohner auf Metropolitan-Frankreich, den europäischen Teil Frankreichs, entfielen. 2021 betrug das jährliche Bevölkerungswachstum + 0,3 %.
Die Bevölkerung Frankreichs im Jahre 1750 wurde auf etwa 25 Millionen geschätzt. Damit war es das bei weitem bevölkerungsreichste Land Westeuropas. Bis 1850 stieg die Einwohnerzahl bis auf 37 Millionen; danach trat eine im seinerzeitigen Europa einzigartige Stagnation der Bevölkerungsentwicklung ein. Als Ursache hierfür werden der relative Wohlstand und die fortgeschrittene Zivilisation Frankreichs angesehen. Empfängnisverhütendes Sexualverhalten wurde praktiziert und war weiter verbreitet als in anderen Ländern, zugleich war der Einfluss der katholischen Kirche bereits geschwächt. So wuchs die Einwohnerzahl in knapp 100 Jahren nur um drei Millionen: 1940 zählte Frankreich, trotz starker Zuwanderung nach 1918, nur etwa 40 Millionen Einwohner. Diese Bevölkerungsstagnation wird als eine der Ursachen dafür angesehen, dass sich Frankreich während der beiden Weltkriege gegen den bevölkerungsstärkeren Nachbarn Deutschland nur mit großer Mühe behaupten konnte. Noch dazu hatte Frankreichs Armee im Ersten Weltkrieg die relativ höchsten Verluste aller kriegführenden Staaten erlitten. Nach dem Zweiten Weltkrieg war dann nach langer Zeit wieder ein Geburtenzuwachs und Bevölkerungsanstieg zu verzeichnen, der zum Teil durch die transnationale geburtenstarke Generation ebenso verursacht war wie durch verstärkte Zuwanderung vor allem aus früheren französischen Kolonien.
Zum Bevölkerungswachstum 2021 trug ein Geburtenüberschuss (Geburtenziffer: 10,9 pro 1000 Einwohner vs. Sterbeziffer: 9,7 pro 1000 Einwohner) bei.
Die Anzahl der Geburten pro Frau lag 2020 statistisch bei 1,8 und damit über dem Wert der Europäischen Union von 1,5. Die Lebenserwartung der Einwohner Frankreichs ab der Geburt lag 2020 bei 82,2 Jahren (Frauen: 85,3, Männer: 79,2). Der Median des Alters der Bevölkerung lag im Jahr 2020 bei 40,1 Jahren und damit unter dem europäischen Wert von 42,5.
Im Jahr 2021 wurden 3,2 Ehen pro 1000 Einwohner geschlossen. Zahlreiche Franzosen wählten alternativ den Zivilen Solidaritätspakt als Form des Zusammenlebens. Diese Pacs genannte Partnerschaft wurde 1999 eingeführt; 2009 wurden 175.000 Pacs geschlossen.

### Migration
| Rang | Staatsangehörigkeit    | Anzahl    |
| ---- | ---------------------- | --------- |
| 01.  | Algerien               | ≈ 870.500 |
| 02.  | Marokko                | ≈ 819.900 |
| 03.  | Portugal               | ≈ 587.300 |
| 04.  | Tunesien               | ≈ 310.200 |
| 05.  | Italien                | ≈ 282.400 |
| 06.  | Türkei                 | ≈ 245.800 |
| 07.  | Spanien                | ≈ 238.600 |
| 08.  | Vereinigtes Königreich | ≈ 142.200 |
| 09.  | Komoren                | ≈ 137.000 |
| 10.  | Rumänien               | ≈ 135.300 |

Aufgrund des langsamen Bevölkerungswachstums kannte Frankreich bereits in der Mitte des 19. Jahrhunderts das Problem des Arbeitskräftemangels. Seit Beginn der Industrialisierung kamen deshalb Gastarbeiter aus verschiedenen europäischen Ländern (Italiener, Polen, Deutsche, Spanier, Belgier) nach Frankreich, etwa in den Großraum Paris oder in die Bergbaureviere und Montangebiete von Nord-Pas-de-Calais und Lothringen. Ab 1880 lebten und arbeiteten somit etwa eine Million Ausländer in Frankreich; sie stellten sieben bis acht Prozent der Erwerbstätigen. Das Phänomen einer Massenauswanderung, das gleichzeitig in Deutschland herrschte, kannte Frankreich nicht. Während des Ersten Weltkrieges waren etwa drei Prozent der Bevölkerung Frankreichs Ausländer, es kam zu ersten ausländerfeindlichen Tendenzen, bis 1931 wuchs der Ausländeranteil auf 6,6 Prozent. Danach wurde die Einwanderung stark eingeschränkt, Flüchtlinge etwa aus dem Spanischen Bürgerkrieg ausgewiesen oder interniert. Nach dem Zweiten Weltkrieg warb Frankreich wiederum Gastarbeiter vor allem aus Spanien und Portugal an und behielt bis 1974 eine sehr liberale Einwanderungspolitik bei. Europäer, vor allem Italiener und Polen, hatten 1931 mehr als 90 Prozent der ausländischen Bevölkerung ausgemacht, in den 1970er-Jahren lag dieser Anteil nur noch bei etwa 60 Prozent, der größte Anteil waren nun Portugiesen.
Der Anteil der ausländischen Wohnbevölkerung 2006 betrug 5,8 Prozent, dazu kamen 4,3 Prozent Français par acquisition, also Menschen, die im Ausland geboren sind und die französische Staatsbürgerschaft angenommen haben. Im Jahr 2008 lebten 5,23 Millionen Einwanderer in Frankreich, was 8,4 % der Gesamtbevölkerung ausmachte. Davon hatten 2,72 Millionen die französische Staatsbürgerschaft angenommen. Nachkommen von Einwanderern, bei denen mindestens ein Elternteil mit ausländischer Staatsangehörigkeit im Ausland geboren wurde, wurden im Jahr 2010 auf etwa 10,4 % der Gesamtbevölkerung geschätzt. Heute (2014) sind die meisten Einwanderer in Frankreich nordafrikanischen Ursprungs (Algerier, Marokkaner, Tunesier), gefolgt von Südeuropäern (Portugiesen, Italiener, Spanier).
2018 wurden 273.000 Einwanderer registriert (davon 39 % aus Afrika und 35 % aus Europa).
Die höchste Konzentration von Einwanderern lebt im Großraum Paris oder im Südosten Frankreichs (in der Region Marseille).
Seit dem Beginn der europäischen Flüchtlingskrise ist die Zahl der Asylsuchenden in Frankreich angestiegen, die größte Gruppe kam dabei aus Afghanistan.

### Bildungswesen

Schulsystem Frankreichs

Die Verfassung der Fünften Französischen Republik definiert, dass der Zugang zu Bildung, Ausbildung und Kultur für alle Bürger gleich zu sein hat und dass das Unterhalten eines unentgeltlichen und laizistischen öffentlichen Schulwesens Aufgabe des Staates ist. Demnach ist das Bildungssystem Frankreichs zentralistisch organisiert; die Gebietskörperschaften müssen die Infrastruktur bereitstellen. Es koexistieren private und öffentliche Einrichtungen, wobei die größtenteils katholischen Privatschulen in der Vergangenheit mehrmals Gegenstand intensiver politischer Auseinandersetzung waren. Im Gegensatz zu den Schulsystemen der deutschsprachigen Länder liegt in Frankreich mehr Schwerpunkt auf Auslese und Bildung von Eliten, bzw. Ausbildung über Bildung. Seit 1967 herrscht Unterrichtspflicht bis zum 16. Lebensjahr; Hausunterricht ist erlaubt. In Frankreich lag die mittlere Schulbesuchsdauer von über 25-Jährigen bei 11,6 Jahren (Stand: 2015).
Der Kindergarten heißt in Frankreich École maternelle und bietet Vorschulerziehung für Kinder ab zwei Jahren an. Er wird von einem hohen Prozentsatz der Kinder besucht. Der Besuch ist ganztägig und gebührenfrei, nur optionale Zusatzangebote für Betreuung zu Randzeiten sowie die mittägliche Verpflegung müssen von den Eltern bezahlt werden. Die École maternelle wird in Frankreich sehr viel stärker als Schule betrachtet, als dies bei den Kindergärten in deutschsprachigen und anderen Ländern der Fall ist. Die Betreuer in den Maternelles haben eine Lehrerausbildung und sind von der staatlichen Schulbehörde Éducation nationale angestellt, die auch die Lehrpläne festlegt.
Die auf die Maternelle folgende, der deutschen Grundschule entsprechende École élémentaire dauert fünf Jahre. Nach ihrem Abschluss besuchen die Kinder das Collège, eine vier Jahre dauernde Gesamtschule, und machen dort den Abschluss Brevet des collèges.

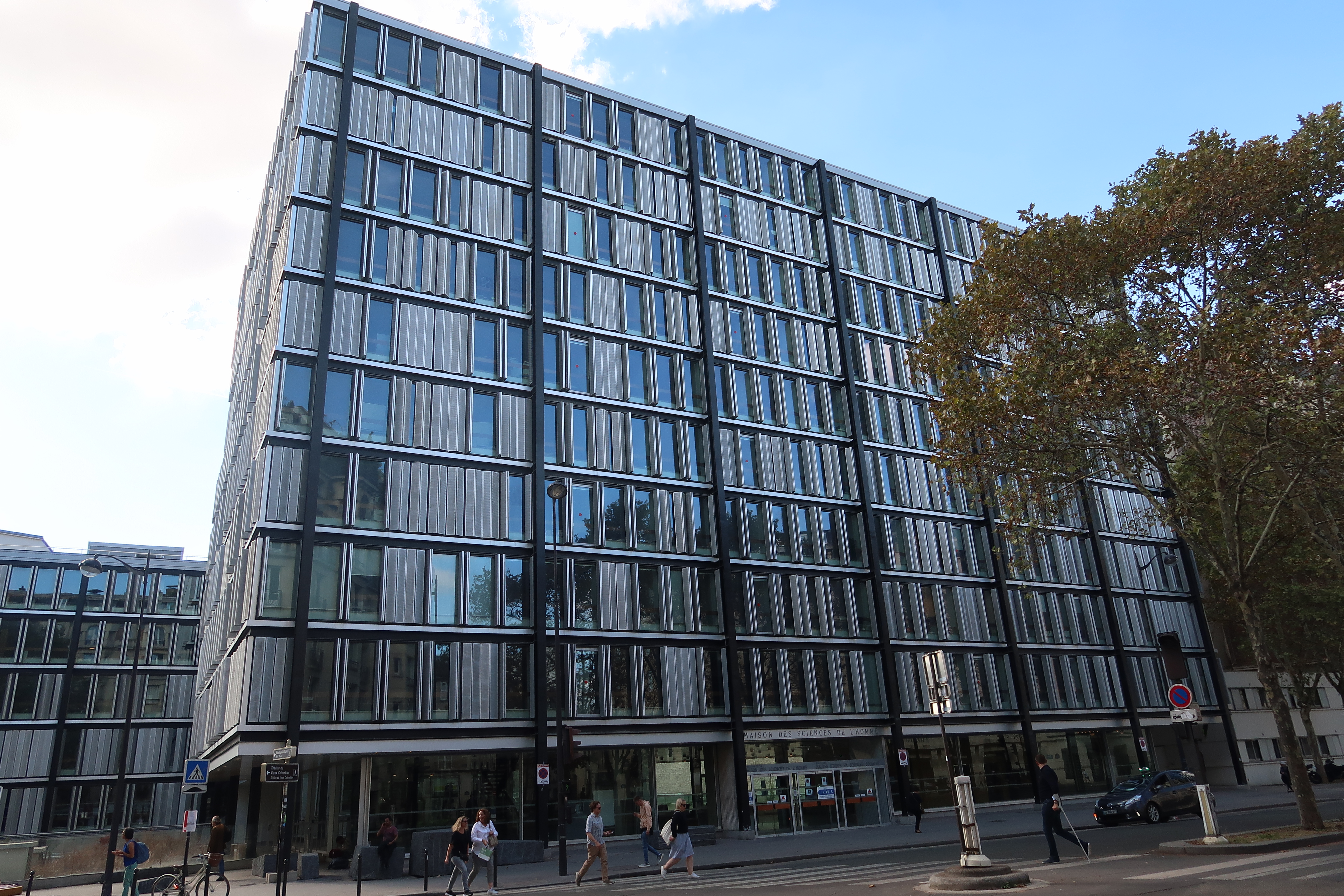
Die Elitehochschule École des hautes études en sciences sociales (EHESS) in Paris ist ein Grand établissement und gehört als solches zu den prestigeträchtigsten Forschungseinrichtungen des ganzen Landes.

Hiernach hat der Jugendliche mehrere Möglichkeiten. Er kann in eine berufsbildende Schule eintreten, die er mit dem Certificat d’aptitude professionelle abschließt; ein duales Ausbildungssystem wie in Deutschland ist sehr wenig verbreitet. Das Lycée entspricht in etwa dem Gymnasium. Es führt nach zwölf Schuljahren zum Baccalauréat. Mehrere Schulzweige wie naturwissenschaftlich, wirtschaftlich oder literarisch werden unterschieden. Wer ein Lycée professionnel oder ein Centre de formation d’apprentis besucht, kann nach 13 Schuljahren mit einem Baccalauréat professionnel abschließen. Im Fremdsprachenunterricht wird eher Englisch und Spanisch gelehrt als Deutsch, das als „Intello-Idiom“ gilt.
Die akademische Bildung wird geprägt von der Koexistenz der Grandes écoles und der Universitäten. Die Grandes écoles haben gegenüber den Universitäten Frankreichs eine höhere Reputation, niedrige Studentenzahlen und hohe persönliche Betreuung. Man kann sie meist erst nach dem Besuch der Classe préparatoire besuchen, die in der Regel von Lycées angeboten wird. Zu den bedeutenderen der Grandes écoles zählen die École polytechnique, die École normale supérieure, die École nationale d’administration, die École des hautes études en sciences sociales und die École Centrale Paris. Im Zuge der europaweiten Harmonisierung der Studienabschlüsse im Rahmen des Bologna-Prozess wurde auch an französischen Hochschulen das LMD-System eingeführt. LMD bedeutet, dass nacheinander die Licence bzw. Bachelor (nach drei Jahren), der Master (nach fünf Jahren) und das Doktorat (nach acht Jahren) erworben werden können. Die traditionellen nationalen Diplome (DEUG, Licence, Maîtrise, DEA und DESS) sollen im Rahmen dieses Prozesses entfallen. Ende 2009 studierten rund 2,25 Millionen Studentinnen und Studenten an französischen Hochschulen.
Im PISA-Ranking von 2015 erreichen Frankreichs Schüler Platz 26 von 72 Ländern in Mathematik, Platz 16 in Naturwissenschaften und Platz 19 beim Leseverständnis. Frankreich liegt damit im Mittelfeld unter den OECD-Staaten.

### Gesundheitswesen
Das Gesundheitswesen ist Teil der öffentlichen Sozialversicherung Sécurité Sociale, die 1945 gegründet wurde und eine paritätische Arbeitgeber- und Arbeitnehmervertretung beinhaltet. Die Organisation des Systems obliegt dem Staat sowie der gesetzlichen Krankenversicherung. Private Zusatzversicherungen sind aber weit verbreitet. Nach Einschätzung des Europäischen Verbraucherzentrums liegen die Ausgaben für Medikamente höher als in Deutschland, obwohl Arzneimittel in Frankreich vergleichsweise günstiger sind.
Im Jahr 2019 praktizierten in Frankreich 32,7 Ärztinnen und Ärzte je 10.000 Einwohner. Probleme der medizinischen Versorgung bestehen vor allem in den unzureichend finanzierten Krankenhäusern. Hinzu kommt Personalmangel, da das Einkommen der Pflegekräfte unter dem nationalen Durchschnitt liegt. Auf 1000 Einwohner kommen in Frankreich 5,6 Klinikbetten, in Deutschland liegt das Verhältnis bei 1000 zu 7,9. Insbesondere die Intensivstationen bieten nur mangelhafte Kapazitäten. Seit März 2019 kommt es zu Protesten von Mitarbeitern in Notaufnahmen sowie von Ärzten.

### Sprachen

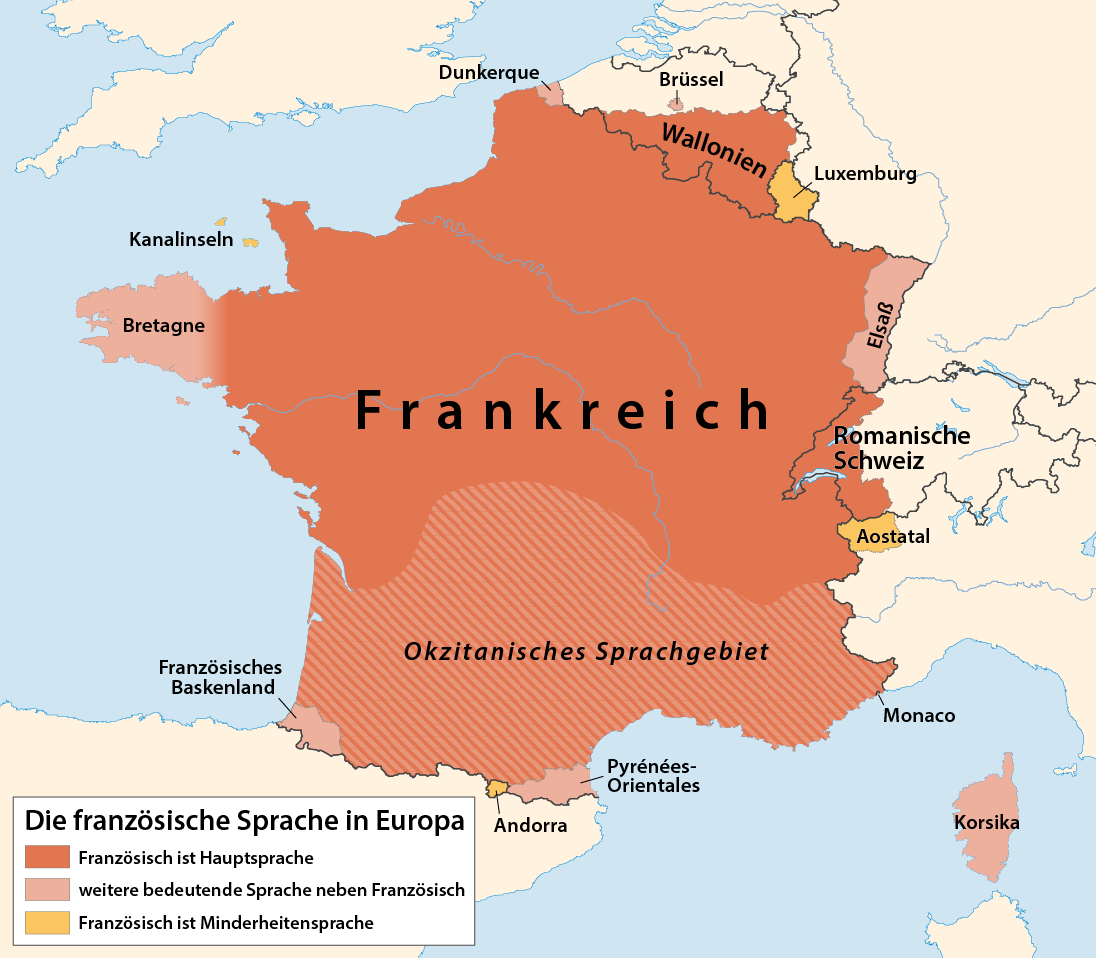
Neben Französisch (dunkelrot) sind in Frankreich mehrere Regionalsprachen verbreitet. Hellrot (im Uhrzeigersinn): Flämisch um Dunkerque, Elsässisch im Nordosten, Korsisch auf Korsika, Katalanisch in Pyrénées-Orientales, Baskisch in den westlichen Pyrenäen, Bretonisch in der West-Bretagne. Schraffiert: Okzitanisch.

Dialekte des Französischen und Okzitanischen sowie die übrigen Regionalsprachen

Die französische Sprache entwickelte sich aus der Sprache des französischen Königshofes, die wahrscheinlich auf der romanischen Mundart der Île-de-France (seit dem 19. Jahrhundert in der Linguistik als francien bezeichnet) beruhte und zugleich Einflüsse der Mundarten angrenzender Gebiete (namentlich der Champagne) aufnahm. Diese Sprache wurde als françoys ([frãswè]) bezeichnet und breitete ihren kulturellen Einfluss etwa in dem Maße aus, in dem die französischen Könige ihr Herrschaftsgebiet ausdehnten. Im Jahr 1539 verfügte König Franz I., dass die „französische Muttersprache“ („langage maternel françoys“) die Verwaltungssprache seines Königreiches sein sollte, womit vor allem das Lateinische zurückgedrängt wurde. Regionalsprachen kamen in den Provinzen z. B. als Gerichtssprache weiterhin zum Einsatz; siehe Edikt von Villers-Cotterêts. Zu dieser Zeit sprachen etwa 10 bis 20 Prozent der Bevölkerung Frankreichs Französisch; im 18. Jahrhundert sollen es etwa 50 Prozent gewesen sein. Nach der Französischen Revolution wurden die Regionalsprachen zurückgedrängt. Französisch, die Sprache der Aufklärung, galt als Sprache der Vernunft und der Wissenschaft und wurde zur einzigen Sprache der Republik und mit Einführung der allgemeinen Schulpflicht zur einzigen Unterrichtssprache erhoben. Erst ein 1951 verabschiedetes Gesetz erlaubte Unterricht in Regionalsprachen. Auch heute legt Artikel 2 der Verfassung von 1958 Französisch als alleinige Amtssprache Frankreichs fest. Es ist nicht nur die in Frankreich allgemein gesprochene Sprache, sondern auch Träger der französischen Kultur in der Welt. Die in Frankreich gesprochenen Regionalsprachen drohen aufgrund interner Wanderungen und der fast ausschließlichen Verwendung des Französischen in den Medien auszusterben. Die Europäische Charta der Regional- oder Minderheitensprachen hat Frankreich zwar unterschrieben, jedoch nicht ratifiziert. Unter anderem urteilte der Verfassungsrat im Jahr 1999, dass Teile der Charta mit der französischen Verfassung unvereinbar seien. Seit 2008 erwähnt die Verfassung in Artikel 75-1 die Regionalsprachen als Kulturerbe Frankreichs.
Regionalsprachen, die in Frankreich gesprochen werden, sind die romanischen Oïl-Sprachen in Nordfrankreich, die teilweise als französische Dialekte angesehen werden, wie Picardisch, Normannisch, Gallo, Poitevin-Saintongeais, Wallonisch und Champenois, das Franko-Provenzalische im französischen und (west-)schweizerischen Alpen- und Juraraum, Okzitanisch in Südfrankreich, Katalanisch im Département Pyrénées-Orientales, Elsässisch und Lothringisch im Nordosten Frankreichs, Baskisch und seine Dialekte im äußersten Südwesten, Bretonisch im Nordwesten, Korsisch auf Korsika und Flämisch im Norden des Landes. Weiterhin werden in den Überseebesitzungen verschiedenste Sprachen wie Kreolsprachen, Polynesische Sprachen oder Kanak-Sprachen in Neukaledonien gesprochen.
Anders als z. B. in Italien gibt es in Frankreich keine regionalen Amtssprachen.
Auch bei den Ortsnamen und Flurnamen spiegeln sich regionale Einflüsse nur bedingt wider. So sind deutschsprachige Bezeichnungen im Elsass noch sehr weit verbreitet, nicht jedoch in Lothringen. Analog dazu blieben auf Korsika die italienischen Namen auch nach der Angliederung an Frankreich weitestgehend bestehen, dies ist bei den Gebieten auf dem Festland (Savoyen, Grafschaft Nizza bzw. Alpes-Maritimes), welche früher mit Italien assoziiert waren, dagegen nicht der Fall. Der Ortsname Nizza stammt zwar aus dem Italienischen (italienisch Nizza), vor Ort ist jedoch nur die französische Bezeichnung Nice die offiziell gebräuchliche.
Im äußersten Norden Frankreichs, in den Grenzgebieten zu Flandern, gibt es einige niederländische Ortsnamen, wogegen in den Grenzgebieten zu Spanien baskische und katalanische Einflüsse zu erkennen sind.
Französisch ist Arbeitssprache bei den Vereinten Nationen, der Organisation für Sicherheit und Zusammenarbeit in Europa, der Europäischen Kommission und der Afrikanischen Union. Um die französische Sprache vor der Vereinnahmung durch Anglizismen zu schützen, wurde 1994 die Loi Toubon verabschiedet. Mit dem Durchführungsdekret von 1996 wurde ein Mechanismus zur Einführung neuer Wörter festgelegt, der von der Délégation générale à la langue française et aux langues de France und der Commission générale de terminologie et de néologie gesteuert wird. Dieses Dekret verpflichtet die Behörden, die im Amtsblatt und im Wörterbuch FranceTerme veröffentlichten Neuschöpfungen zu gebrauchen.
Die Einwanderer verschiedener Nationen, vor allem aus Portugal, Osteuropa, dem Maghreb und dem restlichen Afrika, haben ihre Sprachen mitgebracht. Im Unterschied zu den traditionellen Sprachen konzentrieren sich diese Sprechergemeinden besonders in den großen Städten, sind aber keinem bestimmten geographischen Gebiet zuzuordnen.

### Religionen

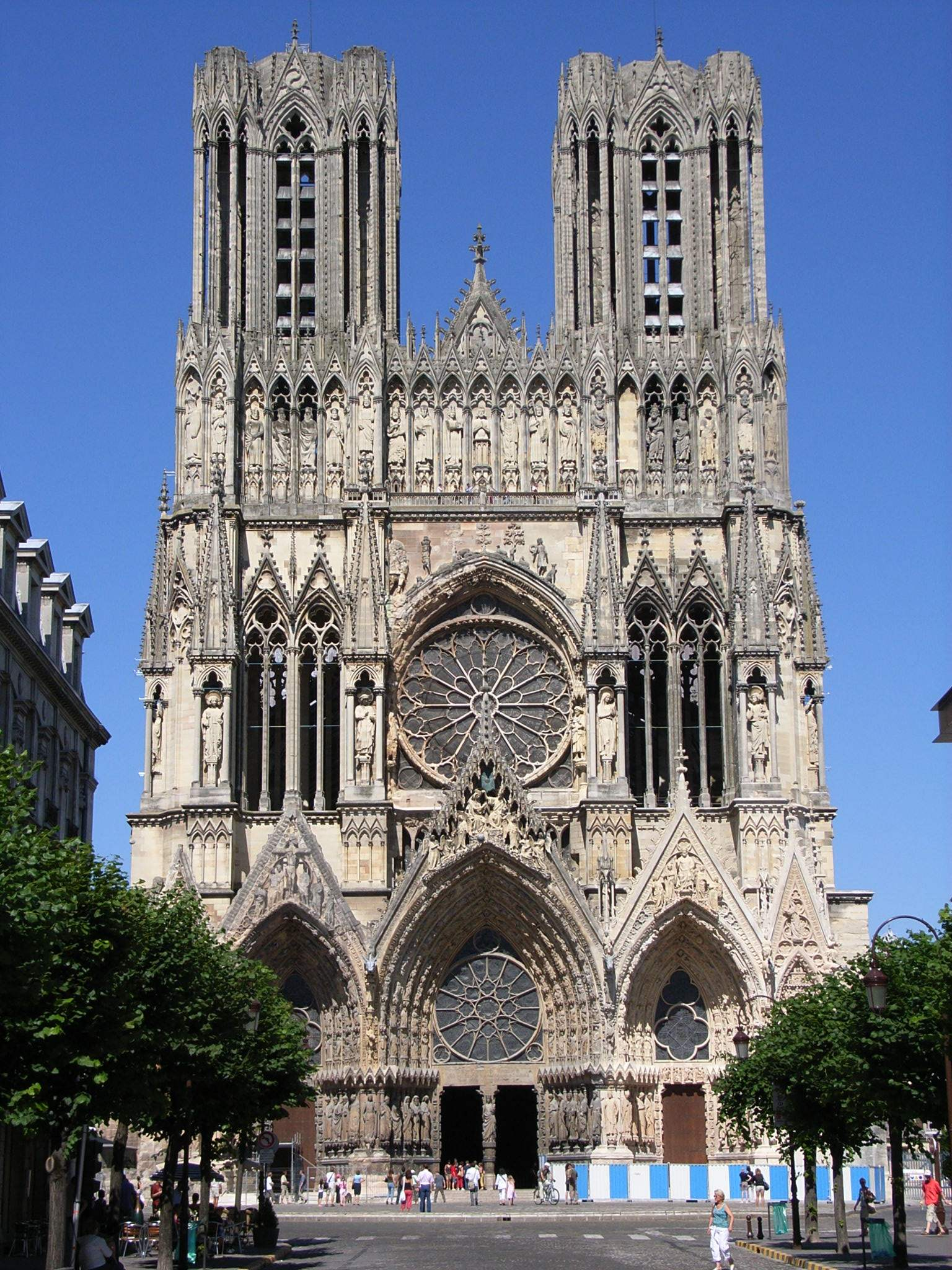
Die Kathedrale Notre-Dame in Reims gilt als eine der architektonisch bedeutendsten gotischen Kirchen Frankreichs und ist UNESCO-Welterbe.

Frankreich ist offiziell ein laizistischer Staat, das heißt, Staat und Religionsgemeinschaften sind vollkommen voneinander getrennt. Da von staatlicher Seite keine Daten über die Religionszugehörigkeit der Einwohner erhoben werden, beruhen alle Angaben über die konfessionelle Zusammensetzung der Bevölkerung auf Schätzungen oder den Angaben der Religionsgemeinschaften selbst und weichen deshalb oft erheblich voneinander ab, weshalb auch die folgenden Zahlen mit Vorsicht zu behandeln sind.
In einer Umfrage von Le Monde des religions bezeichneten sich 51 Prozent der Franzosen als katholisch, 31 Prozent erklärten, keiner Religion anzugehören, und etwa 9 Prozent gaben an, Muslime zu sein. 3 Prozent bezeichneten sich als Protestanten. Fast alle protestantischen Kirchen in Frankreich, von denen die Vereinigte Protestantische Kirche Frankreichs die mitgliederstärkste ist, arbeiten im Französischen Evangelischen Kirchenbund zusammen. Ein Prozent bezeichneten sich als Juden. Dies entspricht auf die Bevölkerungszahl hochgerechnet 32 Millionen Katholiken, 5,7 Millionen Muslimen, 1,9 Millionen Protestanten und 600.000 Juden sowie 20 Millionen Nichtreligiösen. 6 Prozent machten andere oder keine Angaben. Unter den Katholiken ist laut Umfragen nur ein geringer Teil tatsächlich gläubig und praktizierend, allerdings sind umgekehrt auch Strömungen des katholischen Traditionalismus in Frankreich stark vertreten. Außerdem leben in Frankreich, bedingt durch Zuwanderung aus Osteuropa und dem Nahen Osten, etwa eine Million Orthodoxe und Angehörige orientalisch-orthodoxer Kirchen. Vorrangig aus dem ehemaligen Französisch-Indochina stammten die Vorfahren der etwa 600.000 Buddhisten. Weiterhin gibt es eine größere Zahl an Hindus.
Eine repräsentative Umfrage im Auftrag der Europäischen Kommission im Rahmen des Eurobarometers ergab 2020, dass für 26 Prozent der Menschen in Frankreich Religion wichtig ist, für 25 Prozent ist sie weder wichtig noch unwichtig und für 48 Prozent ist sie unwichtig.
Schätzungen der 2018 veröffentlichten Swiss Metadatabase of Religious Affiliation (SMRE) gehen für den Zeitraum 2000 (1996 bis 2005) von 51,7 Prozent Katholiken, 2,3 Prozent Protestanten, 0,2 Prozent Orthodoxen, 0,5 Prozent Juden, 0,5 Prozent Muslimen, 44,2 Prozent Personen ohne Religionszugehörigkeit und 0,6 Prozent Anderen aus. Für den Zeitraum 2010 (2006 bis 2015) gehen die Schätzung der SMRE von 40 Prozent Katholiken, 1,7 Prozent Protestanten, 0,3 Prozent Orthodoxen, 0,8 Prozent anderen Christen, 0,3 Prozent Juden, 5,1 Prozent Muslimen, 50,5 Prozent Personen ohne Religionszugehörigkeit und 1,3 Prozent Anderen aus.

#### Christliche Konfessionen
Historisch war Frankreich lange Zeit ein katholisch dominierter Staat. Seit Ludwig XI. († 1483) trugen die französischen Könige mit Einverständnis des Papstes den Titel eines roi très chrétien (allerchristlichsten Königs). In der Reformationszeit blieb Frankreich immer mehrheitlich katholisch, auch wenn es starke protestantische Minderheiten (Hugenotten) gab. Diese mussten aber spätestens nach der Bartholomäusnacht 1572 die Hoffnung auf ein protestantisches Frankreich aufgeben. Als der Protestant Heinrich von Navarra Thronerbe Frankreichs wurde, trat er aus politisch-taktischen Gründen zum katholischen Glauben über (Paris vaut bien une messe, „Paris ist eine Messe wert“), garantierte aber gleichzeitig im Edikt von Nantes 1598 den Protestanten Sonderrechte und insbesondere Religionsfreiheit. Das Edikt von Nantes wurde 1685 unter Ludwig XIV. wieder aufgehoben, was trotz schwerster Strafandrohungen zu einer Massenflucht der Hugenotten ins benachbarte protestantische Ausland führte. Erst kurz vor der Französischen Revolution erhielten die Protestanten eine begrenzte Glaubensfreiheit zugestanden. Die Französische Revolution hob dann alle Beschränkungen der Glaubensfreiheit auf. Es kam in den Jahren nach der Revolution in der Ersten Französischen Republik zu einer kurzen Phase einer heftigen Kirchenfeindlichkeit, da die katholische Kirche als Vertreterin des Ancien Régime gesehen wurde. Nicht nur die Privilegien der Kirche, sondern sogar der christliche Kalender und Gottesdienst wurden abgeschafft und durch einen Revolutionskalender bzw. einen „Kult des höchsten Wesens“ ersetzt. Unter Napoleon Bonaparte kam es mit dem Konkordat von 1801 aber wieder zu einem Ausgleich zwischen katholischer Kirche und Staat. Unter der bourbonischen Restauration nach 1815 gewannen die katholisch-monarchistische Ideen wieder die Oberhand: So wurden die 1823 zur Niederschlagung der liberalen Revolution nach Spanien entsandten bourbonischen Truppen als die „100.000 Söhne des heiligen Ludwig“ bezeichnet, die jesuitische Mission in Übersee wurde gefördert.
In der Dritten Republik ergab sich erneut ein Konflikt zwischen Kirche und Staat. Letztlich war dieser Konflikt Teil der Auseinandersetzungen zwischen den republikanischen, „liberalen“ Kräften auf der einen Seite und restaurativen, konservativen Strömungen, die einen autoritären Umbau des Staates bis hin zur Wiedereinführung der Monarchie anstrebten, auf der anderen. Die katholische Kirche als Institution wurde zu den letzten gerechnet, und viele Republikaner nahmen ausgesprochen antiklerikale Standpunkte ein. Mit dem am 9. Dezember 1905 verabschiedeten Gesetz zur Trennung von Kirche und Staat wurden der Kirchenbesitz weitgehend enteignet und die strikte Trennung von Kirche und Staat festgeschrieben. Da die heutigen drei Départements Moselle, Haut Rhin und Bas Rhin damals als Reichsland Elsaß-Lothringen zum Deutschen Kaiserreich gehörten, fand das Gesetz dort keine Anwendung und wurde auch später, als Elsaß-Lothringen nach dem Ersten Weltkrieg 1918 wieder zu Frankreich kam, dort nicht eingeführt. Dort gilt bis heute im Wesentlichen die Regelung von 1801. Katholische Priester, protestantische Pfarrer und jüdische Rabbiner werden in diesen drei Départements vom französischen Staat bezahlt und an öffentlichen Schulen wird katholischer und protestantischer Religionsunterricht angeboten. Außerdem sind die kirchlichen Feiertage Karfreitag und zweiter Weihnachtsfeiertag dort weiterhin arbeitsfreie Feiertage.

#### Judentum und Islam

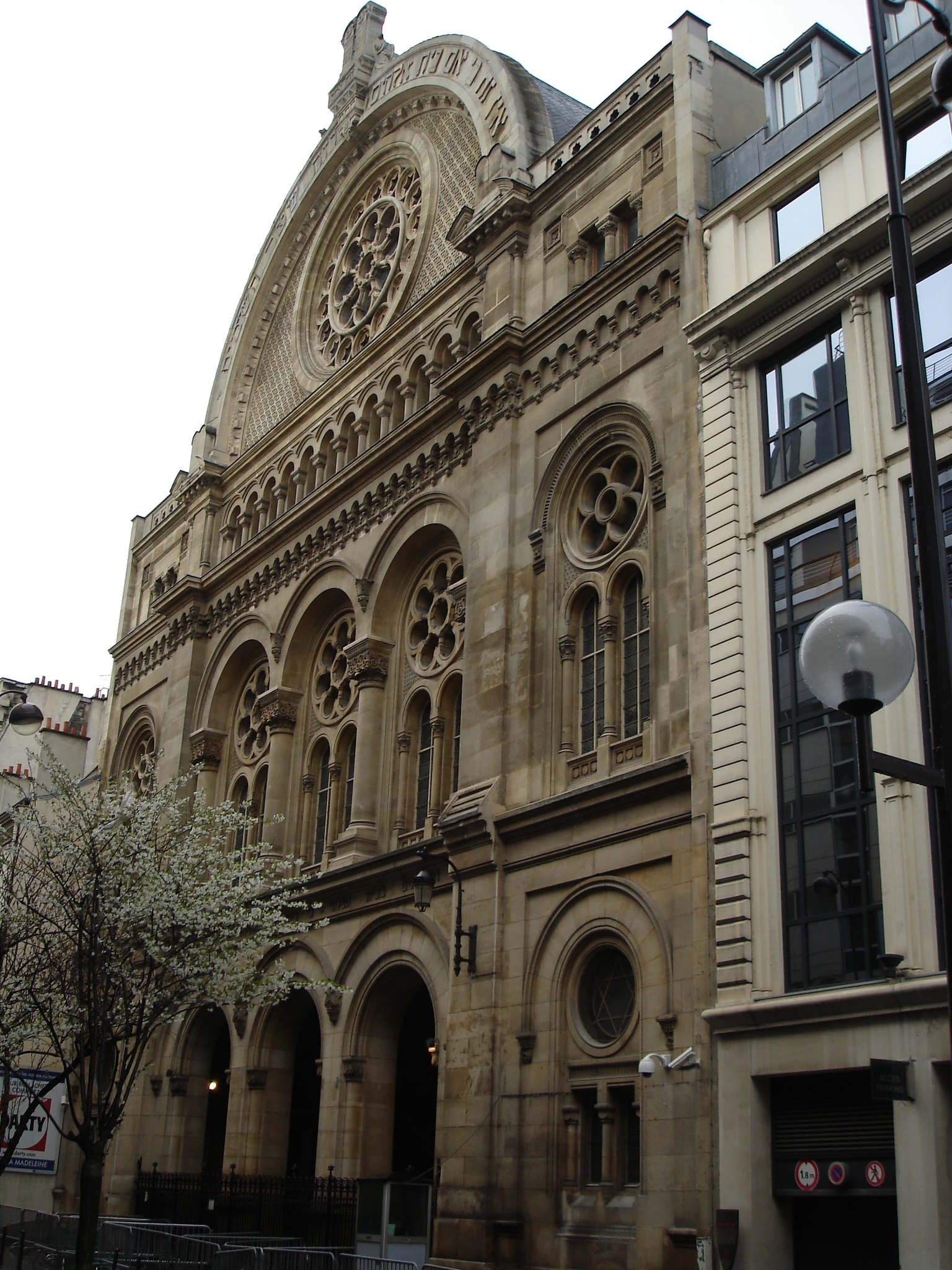
Die Große Synagoge in Paris

Die jüdische Gemeinschaft in Frankreich hat eine wechselhafte Geschichte. Seit der Römerzeit lebten Juden in Frankreich. Sie wurden jedoch in zwei Wellen 1306 unter Philipp IV. und 1394 unter Karl VI. alle des Landes verwiesen. Über viele Jahrhunderte gab es danach kaum ein jüdisches Leben in Frankreich. Einzige Ausnahme blieben die im 18. und 19. Jahrhundert erworbenen Gebiete im Osten des Landes, insbesondere das Elsass, das lange einen Sonderstatus besaß. Die Französische Revolution gewährte schließlich den Juden die bürgerliche Gleichberechtigung. Frankreich blieb aber bis Anfang des 20. Jahrhunderts ein Land mit vergleichsweise geringer jüdischer Bevölkerung. Nach dem Ersten, aber vor allem nach dem Zweiten Weltkrieg setzte eine starke Zuwanderung aus Osteuropa und dem arabischen Mittelmeerraum ein, sodass Frankreich heute das Land Europas mit der größten jüdischen Bevölkerungsgruppe darstellt.

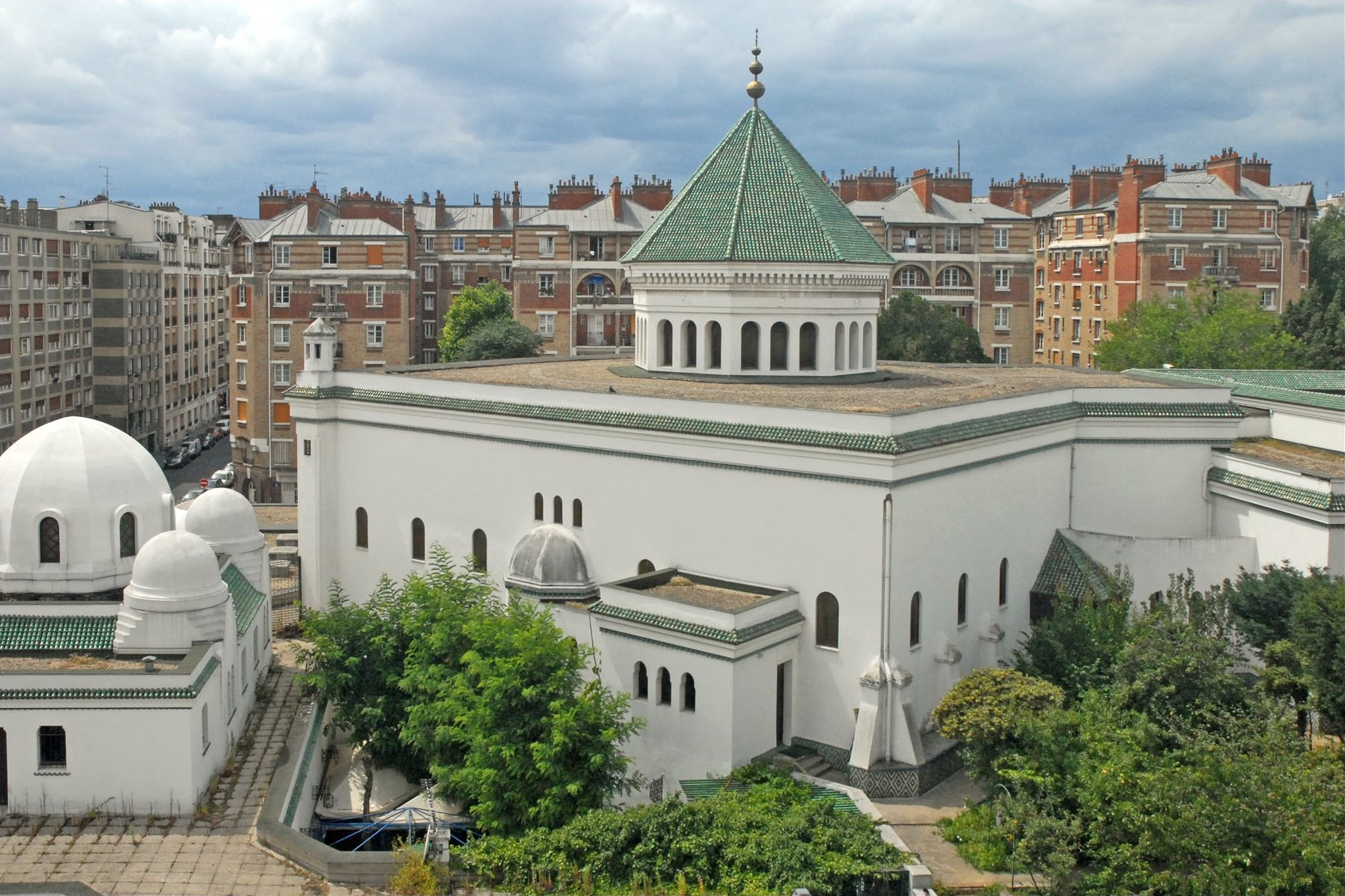
Die Große Pariser Moschee

Im Zusammenhang mit einem rasant steigenden Antisemitismus und der stagnierenden Wirtschaft gibt es jedes Jahr Tausende von jüdischen Auswanderern. Es wird vermutet, dass zwischen den Jahren 2010 und 2015 mehr als 100.000 Juden das Land verlassen haben, so dass es nur noch etwa 400.000 Juden in Frankreich gibt.
Ebenfalls seit Ende des Zweiten Weltkrieges ist eine starke Zunahme des Anteils an Muslimen zu verzeichnen, die auf Zuwanderung aus den ehemaligen Kolonien zurückgeht. Der französische Zentralstaat fördert eine „Gallikanisierung des Islam“; er traut ihm Reformfähigkeit zu und fordert, dass der Islam eine Körperschaft als zentralen Ansprechpartner für den Staat benennt.

## Geschichte

### Urgeschichte bis Frühmittelalter

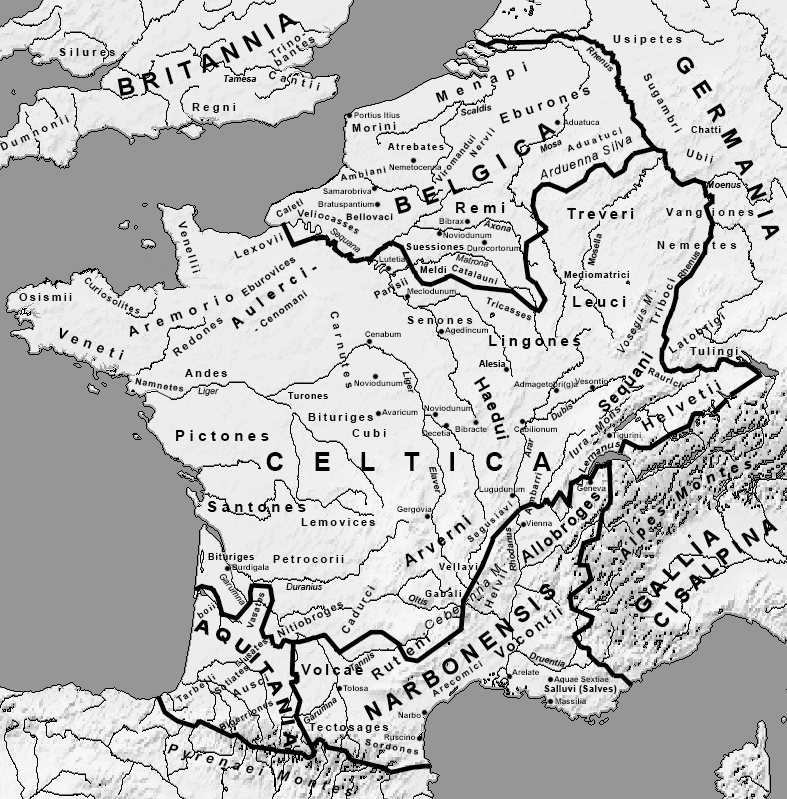
Karte von Gallien zur Zeit Caesars (58 v. Chr.)

Die Expansion des Frankenreichs von 481 bis 814

Es wird geschätzt, dass das heutige Frankreich vor etwa 48.000 Jahren besiedelt wurde. Aus der Altsteinzeit sind in der Höhle von Lascaux bedeutende Felsmalereien erhalten geblieben. Ab 600 v. Chr. gründeten phönizische und griechische Händler Stützpunkte an der Mittelmeerküste, während Kelten vom Nordwesten her das Land besiedelten, das später von den Römern als Gallien bezeichnet wurde. Die keltischen Gallier mit ihrer druidischen Religion werden heute häufig als Vorfahren der Franzosen gesehen und Vercingetorix zum ersten Nationalhelden Frankreichs verklärt, wenngleich kaum gallische Elemente in der französischen Kultur verblieben sind. (Siehe auch Keltomanie)
Zwischen 58 und 51 v. Chr. eroberte Caesar im Gallischen Krieg die Region; es wurden die römischen Provinzen Gallia Belgica, Gallia cisalpina und Gallia Narbonensis eingerichtet. In einer Periode von Prosperität und Frieden übernahmen diese Provinzen römische Fortschritte in Technik, Landwirtschaft und Rechtsprechung; große, elegante Städte entstanden. Ab dem 5. Jahrhundert wanderten vermehrt germanische Völker nach Gallien ein, die nach dem Zerfall des Römischen Reiches 476 eigene Reiche gründeten. Nach einer vorübergehenden Dominanz der Westgoten gründeten die Franken unter Chlodwig I. das Reich der Merowinger. Sie übernahmen zahlreiche römische Werte und Einrichtungen, u. a. den Katholizismus (496). Im Jahre 732 gelang es ihnen, in der Schlacht von Tours und Poitiers der von der iberischen Halbinsel ausgehenden Islamischen Expansion Einhalt zu gebieten. Die Karolinger folgten den Merowingern nach. Karl der Große wurde 800 zum Kaiser gekrönt, 843 wurde das Frankenreich mit dem Vertrag von Verdun unter Karls Enkeln geteilt; aus dem westlichen Teil entwickelte sich das Königreich Frankreich.

### Mittelalter

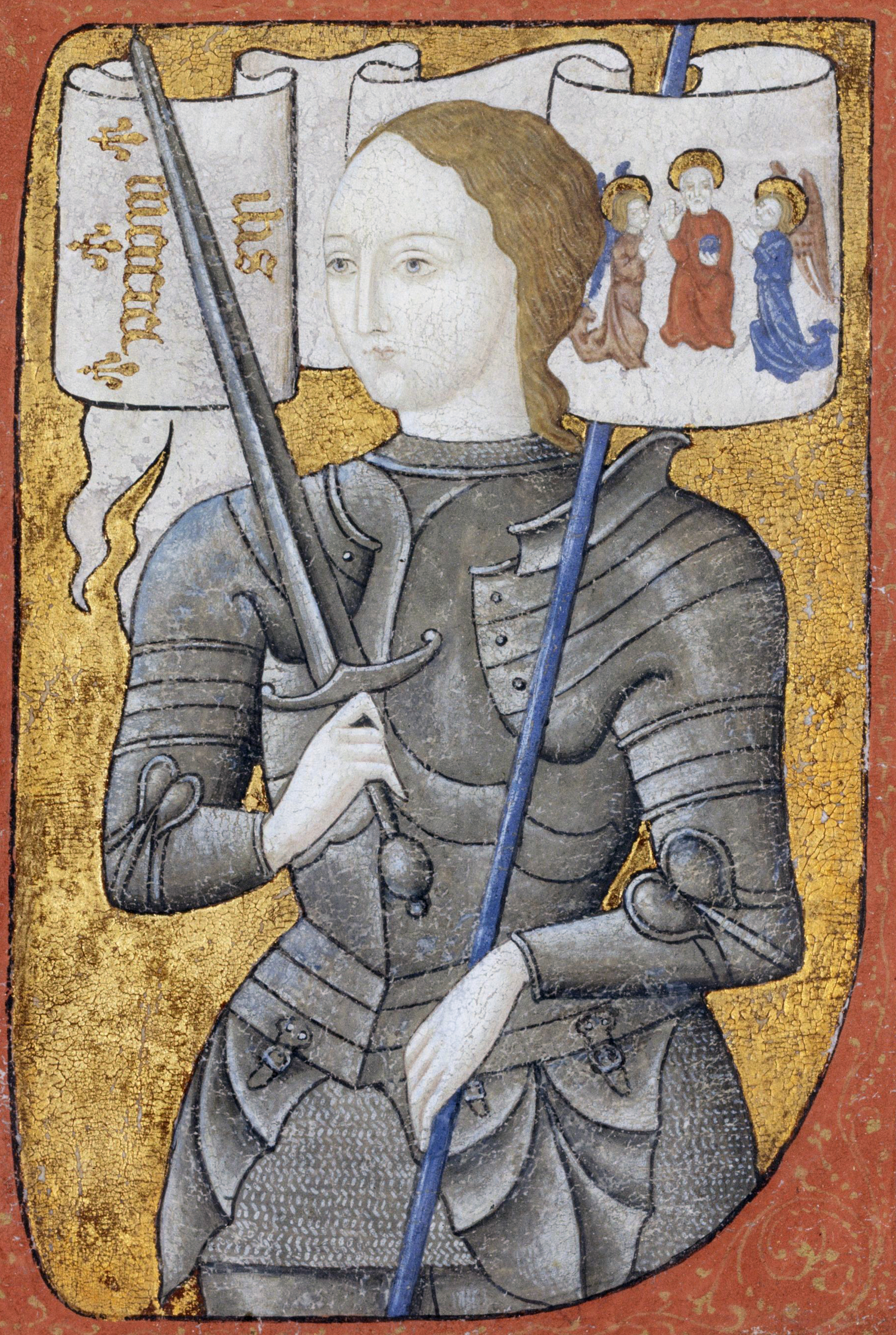
Jeanne d’Arc. Anonyme Miniaturmalerei, zweite Hälfte des 15. Jahrhunderts

Frankreich 1477

Das französische Mittelalter war geprägt durch den Aufstieg des Königtums im stetigen Kampf gegen die Unabhängigkeit des Hochadels und die weltliche Gewalt der Klöster und Ordensgemeinschaften. Die Kapetinger setzten, ausgehend von der heutigen Île-de-France, die Idee von einem Einheitsstaat durch, die Teilnahme an verschiedenen Kreuzzügen untermauerten dies. Die Wikinger fielen ab der ersten Hälfte des 9. Jahrhunderts wiederholt in den Unterlauf der Seine ein und siedelten sich dort an. Nachdem im Jahr 911 der westfränkische König Karl der Einfältige den Normannenführer Rollo mit der Grafschaft Rouen betraut hatte, wurde das Gebiet als Normandie bekannt. Im Jahre 1066 eroberten die romanisierten Normannen England. Unter König Ludwig VII. begann eine lange Serie kriegerischer Auseinandersetzungen mit England, nachdem Ludwigs geschiedene Frau Eleonore von Aquitanien 1152 Heinrich Plantagenet, ab 1154 König von England, geheiratet hatte und damit etwa die Hälfte des französischen Staatsgebiets an England gefallen war. Philipp II. August konnte England zusammen mit den Staufern bis 1299 weitgehend aus Frankreich verdrängen; der englische König Heinrich III. musste zudem Ludwig IX. von Frankreich als Lehnsherrn anerkennen. Ab 1226 wurde Frankreich zu einer Erbmonarchie; im Jahre 1250 war Ludwig IX. einer der mächtigsten Herrscher des Abendlandes.
Nach dem Tod des letzten Kapetingers wurde 1328 Philipp von Valois zum neuen König gewählt, er begründete die Dynastie der Valois. Die Bevölkerung Frankreichs wird für diese Zeit auf 15 Millionen geschätzt. Das Land verfügte mit der Scholastik, der gotischen und romanischen Architektur über bedeutende kulturelle Errungenschaften. Thronansprüche, die Eduard III. Plantagenet, König von England und Herzog von Aquitanien, erhob, führen 1337 zum Hundertjährigen Krieg. Nach großen Anfangserfolgen Englands, das den gesamten Nordwesten Frankreichs eroberte, konnte Frankreich die Invasoren zunächst zurückdrängen. Eine Rebellion Burgunds und die Ermordung des Königs führten dazu, dass England sogar Paris und Aquitanien besetzen konnte. Erst der von Jeanne d’Arc entfachte nationale Widerstand führte zur Rückeroberung der verlorenen Gebiete (mit Ausnahme von Calais) bis 1453. Zusätzlich zum Hundertjährigen Krieg raffte die Pest von 1348 etwa ein Drittel der Bevölkerung dahin.

### Frühe Neuzeit

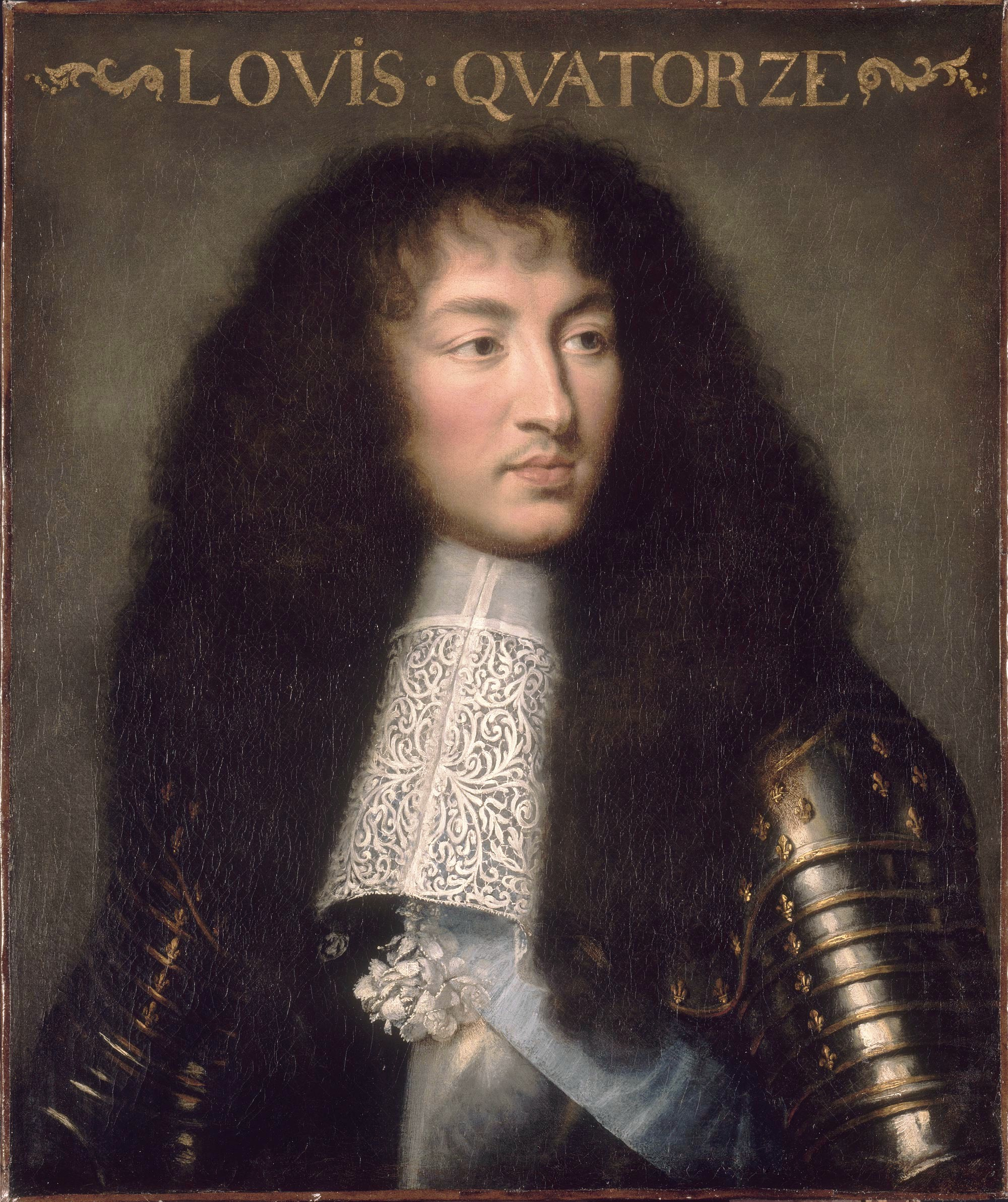
Der „Sonnenkönig“ Ludwig XIV. ist der wohl bekannteste Bourbone.

Mit der Eingliederung Burgunds und der Bretagne in den französischen Staat befand sich das Königtum auf einem vorläufigen Höhepunkt seiner Macht, wurde jedoch während der Renaissance in dieser Position durch Habsburg bedroht – der habsburgische Kaiser Karl V. beherrschte ein Reich, dessen Länder sich rund um Frankreich gruppierten. Ab der Reformation im frühen 16. Jahrhundert breitete sich, vor allem durch das Wirken von Johannes Calvin, der Protestantismus nach Frankreich aus. Die französischen Calvinisten, genannt Hugenotten, wurden in ihrer Glaubensausübung stark unterdrückt. Die Hugenottenkriege führten zu bis zu 4 Millionen Toten. Als Höhepunkt gilt die Bartholomäusnacht im Jahre 1572. Erst der erste Herrscher aus dem Haus Bourbon, Heinrich von Navarra, gewährte den Hugenotten im Edikt von Nantes 1598 Religionsfreiheit.
Die Zeit der Renaissance war auch von einer stärkeren Zentralisierung geprägt, der König wurde von der Kirche und dem Adel unabhängig. Es gelang den leitenden Ministern und Kardinälen Richelieu und Jules Mazarin, einen absolutistischen Staat zu errichten. Auf Betreiben Richelieus griff 1635 Frankreich aktiv in den Dreißigjährigen Krieg in Mitteleuropa ein; im Zusammenhang damit kam es zum Krieg gegen Spanien. Im Westfälischen Frieden von 1648 erhielt Frankreich Gebiete im Elsass zugesprochen; das Heilige Römische Reich und Spanien wurden geschwächt. Es begann das Zeitalter der französischen Dominanz in Europa. Alle Herrscher Europas orientierten sich am Vorbild der französischen Kultur. Das Französische wurde zur dominierenden Bildungssprache. Die teuren Kriege und die Adelsopposition führten jedoch zum Staatsbankrott und zum Aufstand (Fronde). Mit dem Edikt von Fontainebleau 1685 hob Ludwig XIV. die Religionsfreiheit der Hugenotten wieder auf. Trotz schwerer Strafandrohungen flohen abermals zirka 200.000 Hugenotten. Mehr als 400.000 hintergebliebenen Protestanten konvertierten zum Katholizismus und weniger als 200.000 verblieben beim reformierten Glauben, zumeist im Languedoc (überwiegend in den Cevennen). Unter Ludwig XIV., dem sogenannten Sonnenkönig, der 1643 als Vierjähriger inthronisiert wurde und bis 1715 herrschte, erreichte der Absolutismus seinen Höhepunkt. In dieser Zeit wurde das Schloss Versailles errichtet.

### Zeitalter der Revolutionen

Der Sturm auf die Bastille am 14. Juli 1789

Die Kriege, die die absolutistischen Könige führten (etwa Devolutionskrieg, Holländischer Krieg, Pfälzischer Erbfolgekrieg, Spanischer Erbfolgekrieg, Siebenjähriger Krieg, Teilnahme am Amerikanischen Unabhängigkeitskrieg), ihre teure Hofhaltung und Missernten lösten eine große Finanzkrise aus, die König Ludwig XVI. dazu zwang, die Generalstände einzuberufen. Die Nationalversammlung arbeitete eine Verfassung aus, beschränkte die Macht des Königs und beendete das Ancien Régime. Die sich weiter verschlechternden Lebensbedingungen des Volkes führten 1789 zur Französischen Revolution mit der Erklärung der Menschen- und Bürgerrechte als zentraler Errungenschaft. Die Kirche wurde enteignet und sogar ein neuer Kalender eingeführt. Die 1791 verabschiedete Verfassung machte Frankreich zu einer konstitutionellen Monarchie. Nach der versuchten Flucht des Königs wurde dieser verhaftet und 1793 hingerichtet, die Erste Republik wurde verkündet. Die erste Erfahrung mit republikanischer Herrschaft, die auf dem Gleichheitsprinzip beruhte, endete jedoch im Chaos und der Terrorherrschaft unter Robespierre.

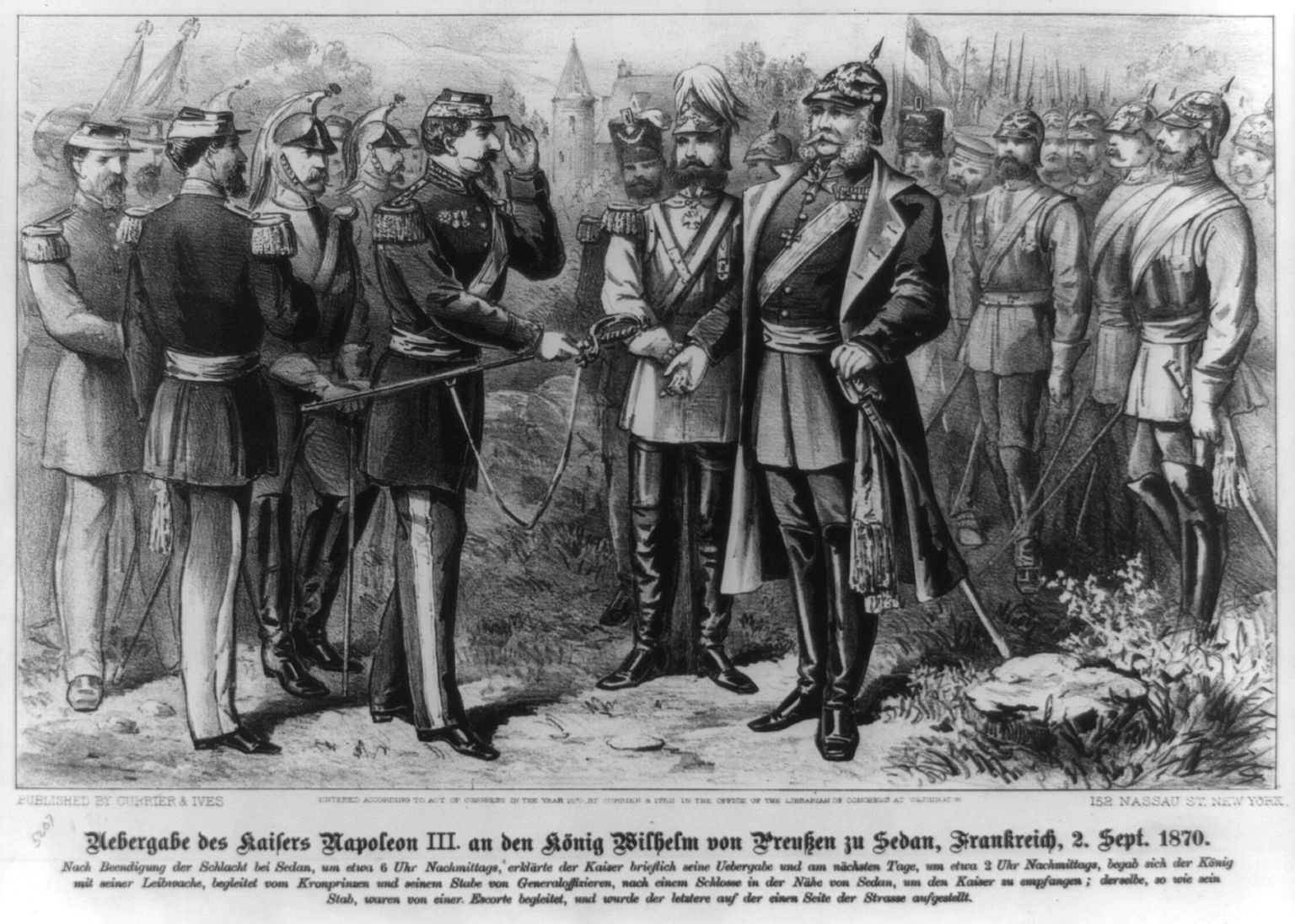
Kaiser Napoleon III. übergibt seinen Degen an König Wilhelm von Preußen.

Napoleon Bonaparte ergriff in dieser Situation 1799 mit einem Staatsstreich die Macht als Erster Konsul; 1804 krönte er sich selbst zum Kaiser. In den folgenden Koalitionskriegen brachte er fast ganz Europa unter seine Kontrolle. Sein Russlandfeldzug 1812 wurde jedoch ein Fehlschlag, die Völkerschlacht bei Leipzig 1813 besiegelte die Niederlage der französischen Truppen. Während des Exils in Elba regierte mit Ludwig XVIII. wieder ein Bourbone, Napoleon kam 1815 zurück und regierte weitere hundert Tage. Nach der Niederlage in der Schlacht bei Waterloo wurde er endgültig verbannt. Die Restauration brachte wieder die Bourbonen auf den Thron, die darangingen, das verlorene Kolonialreich wieder aufzubauen. In Frankreich fand gleichzeitig die Industrielle Revolution statt, wobei sich langsam eine Arbeiterklasse herausbildete. Die Julirevolution von 1830 stürzte den despotisch regierenden Karl X., der durch den Bürgerkönig Louis-Philippe I. ersetzt wurde. Eine erneute bürgerliche Revolution brachte Frankreich 1848 schließlich die Zweite Republik.
Zum Präsidenten der Zweiten Republik wurde Louis Napoléon Bonaparte gewählt, der sich bereits 1852 als Napoleon III. zum Kaiser krönen ließ. Unter seiner Herrschaft wurde Opposition gewaltsam unterdrückt, außenpolitisch gelangen jedoch Unternehmen wie der Erwerb von Nizza und Savoyen, die Eingliederung von Äquatorialafrika und Indochina ins Kolonialreich und der Bau des Suezkanals. Seine Herrschaft fällt zusammen mit der Nationalstaatsbildung in Deutschland unter Führung des Norddeutschen Bundes. Der Deutsch-Französische Krieg, den Napoleon III. begann, um einen mächtigen Konkurrenten um die Hegemonie in Europa zu verhindern, endete mit einer Niederlage, Wilhelm I. ließ sich im Spiegelsaal von Versailles zum deutschen Kaiser proklamieren. Die Pariser Kommune, ein Aufstand, der sich gegen die Kapitulation richtete, wurde mit Gewalt und zahlreichen Todesopfern niedergeschlagen.

### Imperialismus, Kolonialismus, Erster und Zweiter Weltkrieg

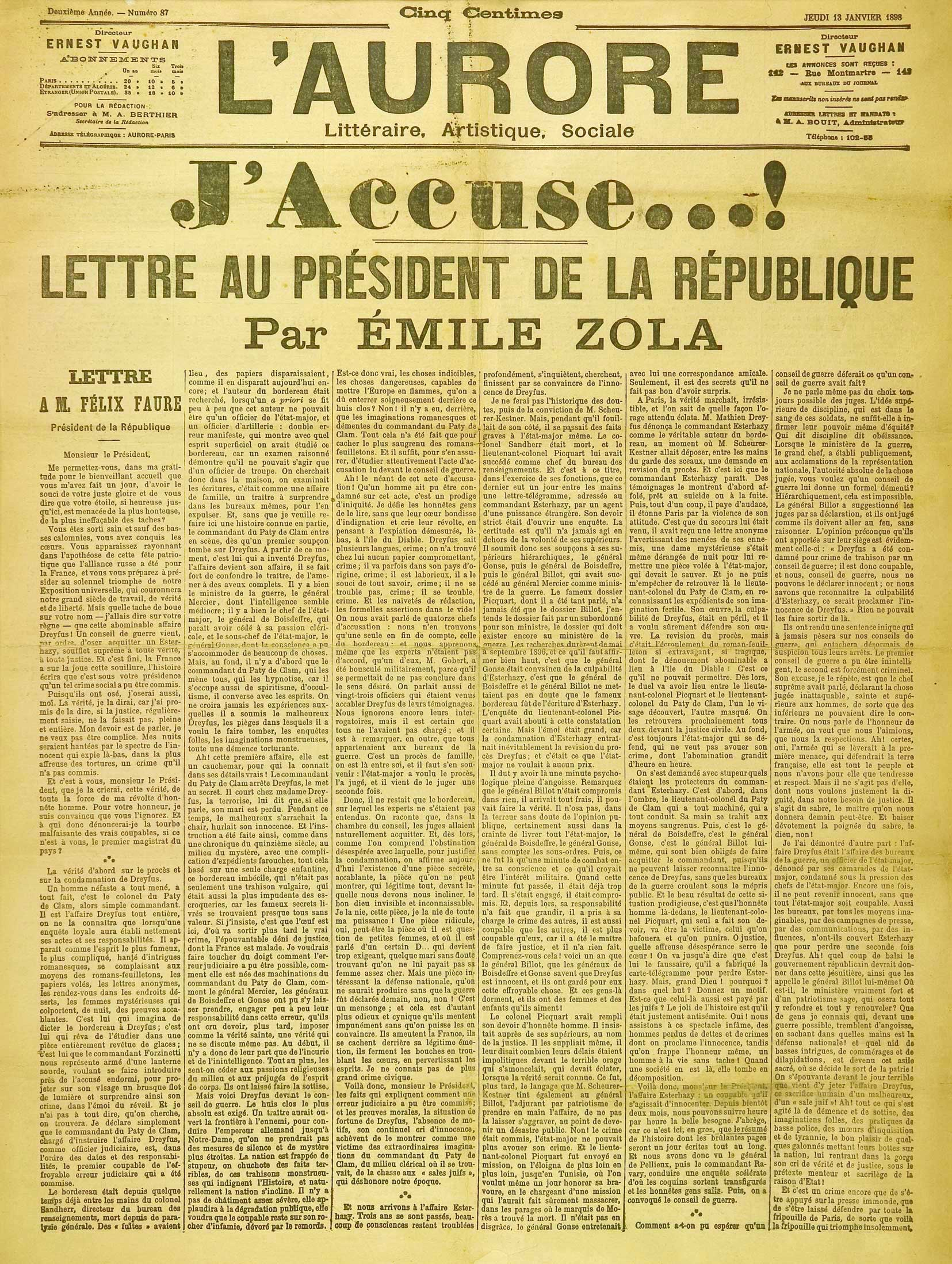
J’accuse, Paukenschlag von Émile Zola in der Dreyfus-Affäre

Schon unter Karl X. wurde zur Ablenkung von innenpolitischen Schwierigkeiten unter einem Vorwand 1830 Algier besetzt. 1831 wurde zur Absicherung die Fremdenlegion gegründet. Algerien wurde zur Kornkammer Frankreichs. Bis 1906 stieg der Anteil der französischen Siedler, später „Pieds-noirs“ genannt, auf 13 Prozent der Bevölkerung. 1854 wurden an der Küste des Senegal erste französische Stützpunkte errichtet. Bis zum Jahr 1891 kam das gesamte Gebiet des heutigen Senegal unter französische Kontrolle.
Die Dritte Republik währte von 1871 bis 1940. In dieser Zeit dehnte sich das französische Kolonialreich auf eine Fläche von 7,7 Millionen Quadratkilometer aus. Die Industrialisierung Frankreichs führte zu einem Wirtschaftsaufschwung: 1878, 1889 und 1900 fanden in Paris Weltausstellungen statt.
Zwischen Frankreich und dem Vereinigten Königreich kam es zu einem Wettlauf um Afrika. Beide Länder praktizierten Imperialismus. Höhepunkt des „Wettlaufs“ war die Faschoda-Krise 1898 zwischen den beiden Ländern. Das Vereinigte Königreich hatte sich zum Ziel gesetzt, einen Nord-Süd-Gürtel von Kolonien in Afrika zu erobern, vom Kap der Guten Hoffnung bis Kairo („Kap-Kairo-Plan“). Frankreich wollte dagegen einen Ost-West-Gürtel von Dakar bis Dschibuti. Die Ansprüche beider Staaten kollidierten schließlich in dem kleinen sudanesischen Ort Faschoda. Frankreich gab letztlich kampflos nach; die beiden Länder steckten im März 1899 ihre Interessengebiete ab („Sudanvertrag“). Die Dritte Republik erlebte mit dem Panamaskandal (1889–1893), der Faschoda-Krise und der Dreyfus-Affäre (1894–1905) drei große Krisen innerhalb von zehn Jahren.
Die Römisch-katholische Kirche in Frankreich praktizierte jahrzehntelang eine antimodernistische Haltung; unter anderem deshalb wurde Frankreich – auch im Zuge der Dreyfus-Affäre – zu einem ausgeprägt laizistischen Staat („Gesetz zur Trennung von Religion und Staat“ im „Gesetz zur Trennung von Kirche und Staat“ vom Dezember 1905).
1904 schloss Frankreich mit dem Vereinigten Königreich das Abkommen „Entente cordiale“, das im Ersten Weltkrieg eine der Kriegsparteien wurde. Nachdem Deutschland Frankreich 1914 den Krieg erklärt hatte, waren wesentliche Kriegsziele Frankreichs das Zurückgewinnen Elsass-Lothringens und eine entscheidende Schwächung Deutschlands. Nach dem Krieg war Frankreich zwar auf der Siegerseite, Nordfrankreich war jedoch weitgehend verwüstet. Zu den 1,5 Millionen gefallenen Soldaten  kamen 166.000 Opfer der Spanischen Grippe 1918/19.
Die Zwischenkriegszeit war in Frankreich vor allem von politischer Instabilität gekennzeichnet. Im Friedensvertrag von Versailles wurde Deutschland 1919 verpflichtet, hohe Reparationen an die Siegermächte zu leisten. Vor allem der französische Ministerpräsident und Außenminister Poincaré bestand auf einer kompromisslosen und pünktlichen Erfüllung der Leistungen. Französisches Militär nahm Verzögerungen der Lieferungen mehrfach zum Anlass, in unbesetztes Gebiet einzurücken. Beispielsweise besetzten am 8. März 1921 französische und belgische Truppen die Städte Duisburg und Düsseldorf in der Entmilitarisierten Zone. In der Folge wurde vorübergehend sogar das Ruhrgebiet besetzt.

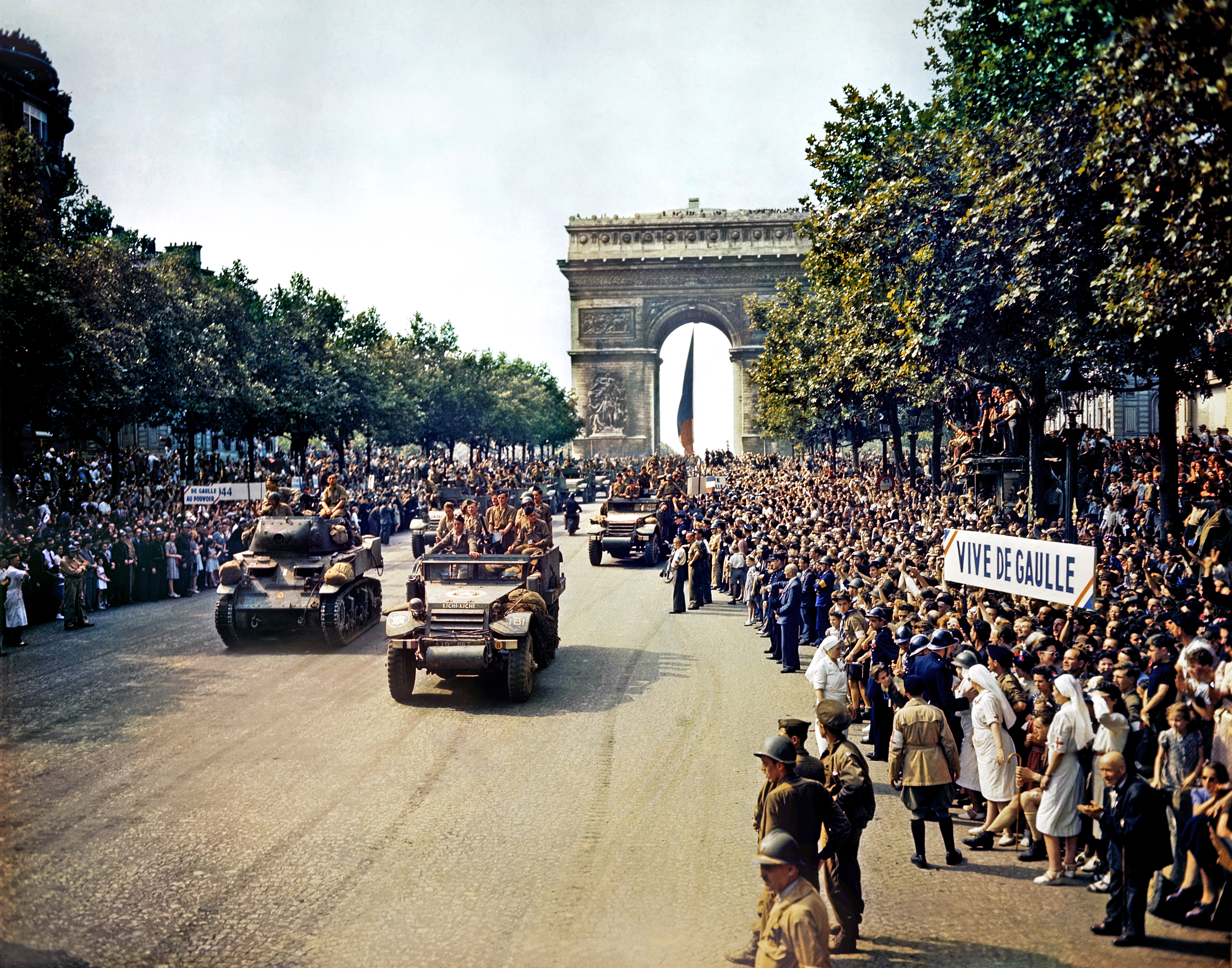
Die 2^{e} division blindée fährt am 26. August 1944 auf den Champs Elysées und wird von Menschen zur Befreiung von Paris bejubelt.

Die ab 1934 regierende „Volksfront“ war vor allem auf den Erhalt des Status quo aus, sodass Frankreich schlecht auf den Zweiten Weltkrieg vorbereitet war: In ihrem Westfeldzug umgingen die deutschen Truppen die Maginot-Linie und marschierten in ein unverteidigtes Paris ein. Der französische General Charles Huntziger musste am 22. Juni 1940 den „zweiten Waffenstillstand von Compiègne“ (in Frankreich: Armistice de Rethondes) und am 24. Juni den französisch-italienischen Waffenstillstand unterzeichnen. Frankreich wurde in eine besetzte Zone (zone occupée) und eine unbesetzte Zone (zone libre, „freie Zone“) geteilt, in der das von Deutschland abhängige, konservativ-autoritäre Vichy-Regime regierte, bis Deutschland im November 1942 auch sie besetzte. Bereits kurz nach der Unterzeichnung des Waffenstillstands bildeten sich Gruppen der Résistance, in London gründete Charles de Gaulle die Exilregierung Forces françaises libres. In der von den Alliierten durchgeführten Operation Overlord wurde Nordfrankreich ab dem 6. Juni 1944, der Süden das Landes im Rahmen der Operation Dragoon ab dem 15. August 1944 zurückerobert. Einen Monat nach der Befreiung von Paris im August 1944 bildete de Gaulle eine provisorische Regierung. Diese beschloss unter anderem im Oktober 1944 das Frauenwahlrecht, das den Französinnen bis dahin verwehrt geblieben war. Zur Anwendung kam es das erste Mal bei den Kommunalwahlen am 29. April 1945 und auf nationaler Ebene bei den Wahlen zur Nationalversammlung am 21. Oktober 1945.

### Nachkriegszeit und europäische Einigung

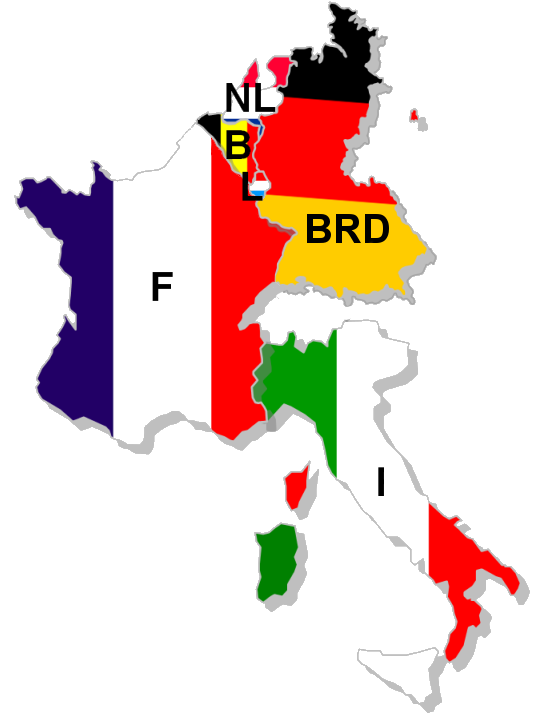
Gründungsmitglieder der Europäischen Wirtschaftsgemeinschaft

Die Verfassung der Vierten Republik war bereits am 13. Oktober 1946 durch einen Volksentscheid beschlossen worden. Frankreich, das sich auf Seiten der Siegermächte wiederfand, wurde zum Gründungsmitglied der Vereinten Nationen und erhielt im Sicherheitsrat ein Veto-Recht. Frankreich erhielt zur Förderung des Wiederaufbaus unter anderem Unterstützungsleistungen aus dem Marshallplan; unter Ökonomen ist umstritten, ob diese volkswirtschaftlich nennenswerte Wirkungen hatten. Der nach dem Zweiten Weltkrieg einsetzende lange wirtschaftliche Nachkriegsboom wurde als Trente Glorieuses bezeichnet. 1949 war Frankreich Gründungsmitglied der NATO; 1951 wurde mit der Gründung der Europäischen Gemeinschaft für Kohle und Stahl der erste Schritt zur Europäischen Integration gesetzt. Im März 1957 wurden die Römischen Verträge unterzeichnet; zum 1. Januar 1958 wurde die Europäische Wirtschaftsgemeinschaft (EWG) gegründet, aus der mittlerweile die Europäische Union geworden ist und in der Frankreich ein aktives und bedeutendes Mitglied ist.
Die Nachkriegszeit war auch durch den Zerfall des Kolonialreiches geprägt. Der erste Indochinakrieg (1946–1954) endete mit der Schlacht um Điện Biên Phủ und dem Verlust aller französischen Kolonien in Südostasien. Einen noch tieferen Schnitt bedeutete der Algerienkrieg (1954–1962), der mit großer Härte geführt wurde und an dessen Ende Algerien in die Unabhängigkeit entlassen werden musste. Hunderttausende Pied-noirs flohen nach Frankreich, wo ihre Integration in die französische Gesellschaft nicht immer reibungslos verlief (siehe auch Dekolonisation Afrikas).
Innenpolitisch wurde die instabile Vierte Republik im Oktober 1958 durch die Fünfte Republik abgelöst, die einen starken, von der Legislative weitgehend unabhängigen Präsidenten vorsieht. Diese Fünfte Republik wurde durch Studentenproteste und einen Generalstreik im Mai 1968 im Rahmen der weltweiten 68er-Bewegung erschüttert, was langfristig kulturelle, politische und ökonomische Reformen nach sich zog. Um 1971, also schon vor der Ölpreiskrise von 1973, beschloss Frankreich, sich durch Nutzung der Kernenergie vom Erdöl unabhängiger zu machen (siehe Kernenergie in Frankreich).
Eine weitere Zäsur war 1981 die Regierungsübernahme durch die Sozialistische Partei und die Präsidentschaft von François Mitterrand, die bis Mai 1995 andauerte. Während ihr wurden unter anderem Verstaatlichungen vorangetrieben, die Todesstrafe abgeschafft, die 39-Stunden-Woche und andere soziale Reformen eingeführt; 1992 wurde der Vertrag von Maastricht zur europäischen Integration ratifiziert. Mitterrands Nachfolger Jacques Chirac setzte die Einführung des Euro um und verweigerte 2002/2003 die Teilnahme am Irakkrieg.

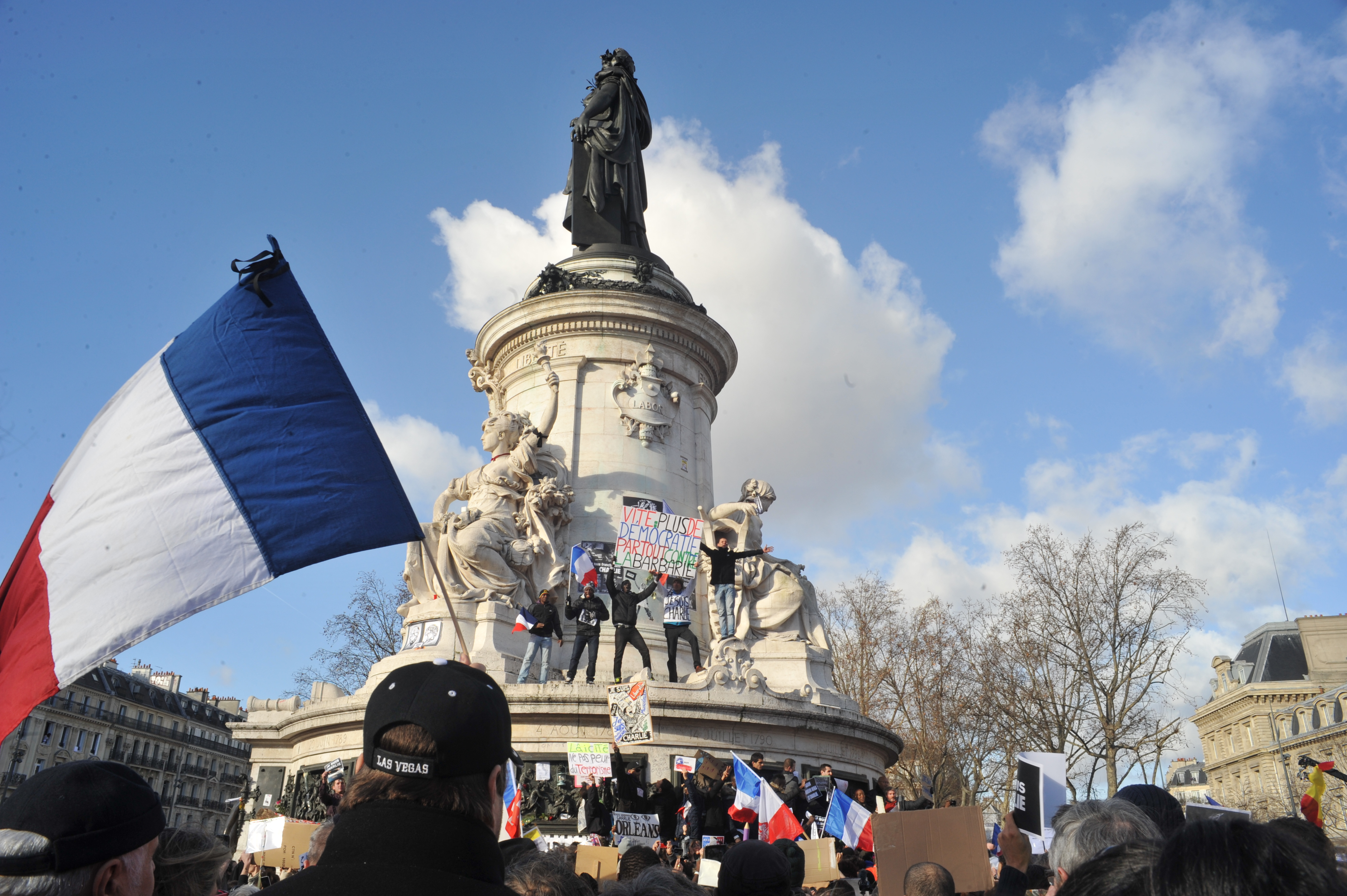
Szene des Republikanischen Marsches an der Place de la République als Reaktion auf die Pariser Anschläge vom Januar 2015

Dem ab 2007 amtierenden Staatspräsidenten Nicolas Sarkozy (UMP) folgten 2012 François Hollande (Parti socialiste) und 2017 Emmanuel Macron, der unter Hollande Minister gewesen war, die Regierung aber 2016 verlassen und seine eigene Partei En Marche gegründet hatte.
Im Rahmen der Eurokrise werden seit etwa 2010 Frankreichs Netto-Neuverschuldung, Staatsquote, Reformfähigkeit und anderes kritisch diskutiert.
2015 war Paris von mehreren islamistischen Terroranschlägen betroffen: Am 7. Januar kamen bei einem Attentat auf die Redaktion der Satirezeitschrift Charlie Hebdo zwölf Menschen ums Leben. Am 9. Januar wurden bei der Geiselnahme an der Porte de Vincennes in einem koscheren Supermarkt vier Menschen ermordet. Am Abend des 13. November verübten Terroristen an sechs verschiedenen Orten in der Stadt Anschläge, bei denen 130 Menschen starben. Zu diesen Anschlägen bekannte sich die Terrororganisation „Islamischer Staat“ (IS). Am Folgetag wurde der Ausnahmezustand verhängt. Nach sechsmaliger Verlängerung wurde der Ausnahmezustand zum 1. November 2017 offiziell beendet. An seine Stelle trat ein neues Anti-Terror-Gesetz, das den Sicherheitskräften mehr Befugnisse verleiht; insbesondere kann seither ohne Richterbeschluss die Bewegungsfreiheit von Gefährdern drastisch eingeschränkt werden.

## Politik

Organigramm des politischen Systems der Fünften Französischen Republik

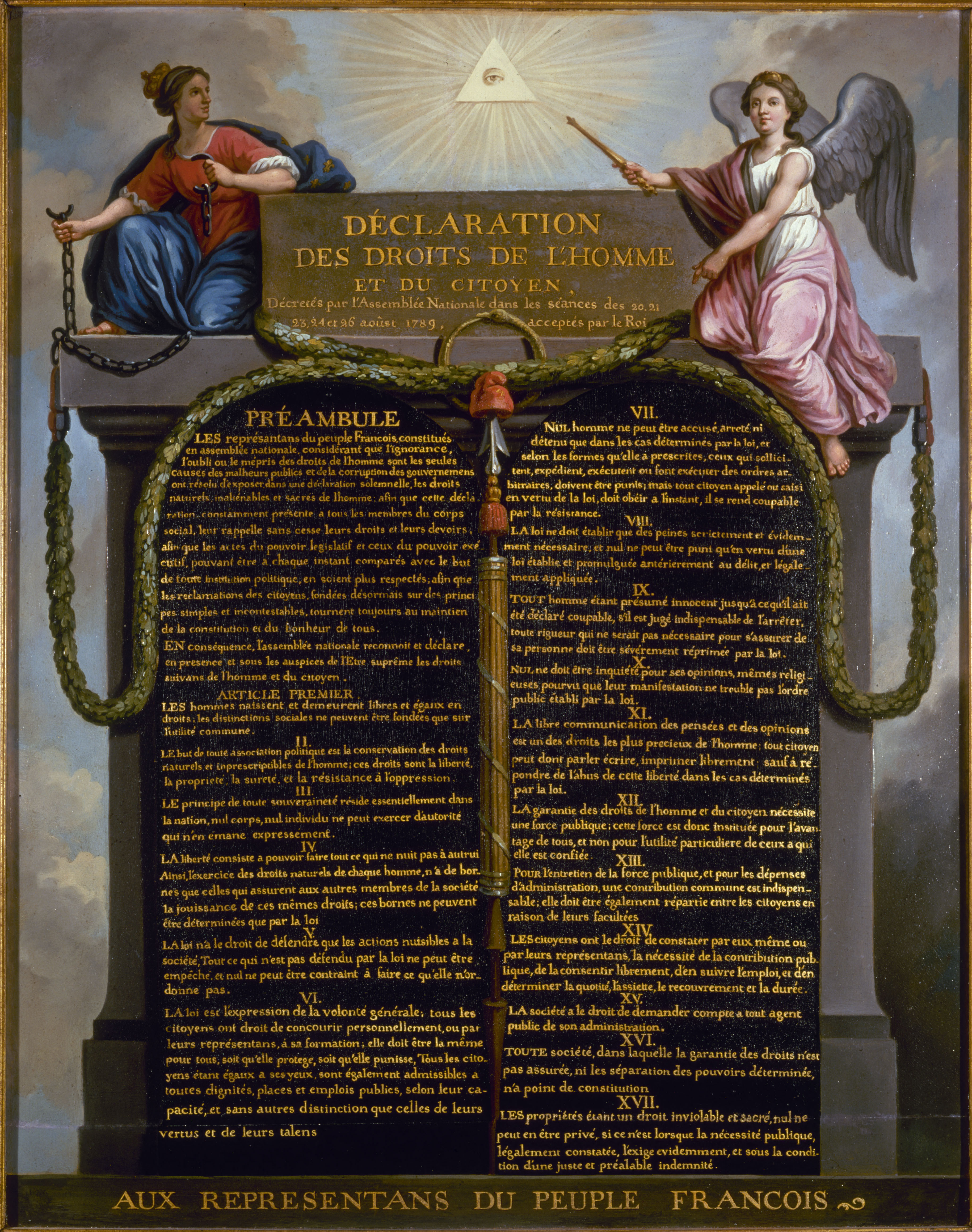
Die Erklärung der Menschen- und Bürgerrechte in Frankreich 1789

Seit der Annahme einer neuen Verfassung am 5. Oktober 1958 wird in Frankreich von der Fünften Republik gesprochen. Diese Verfassung macht Frankreich zu einer zentralistisch organisierten Demokratie mit einem semipräsidentiellen Regierungssystem. Gegenüber früheren Verfassungen wurde die Rolle der Exekutive und vor allem jene des Präsidenten weitgehend gestärkt. Dies war die Reaktion auf die politische Instabilität in der Vierten Republik. Sowohl Präsident als auch Premierminister spielen eine aktive Rolle im politischen Leben, wobei der Präsident nur dem Volk gegenüber verantwortlich ist. Die Macht des Parlaments wurde in der Fünften Republik eingeschränkt. Seit den 1980er-Jahren wurde die Verfassung modernisiert, vor allem durch die Dezentralisierung.
Die Verfassung enthält keinen Grundrechtekatalog, sondern verweist auf die Erklärung der Menschen- und Bürgerrechte von 1789 und die in der Verfassung der Vierten Französischen Republik von 1946 festgehaltenen sozialen Grundrechte.
Absolventen der 1946 gegründeten Elitehochschule ENA konnten sich in politischen Ämtern, in Schlüsselpositionen der Verwaltung und im Management großer französischer Unternehmen durchsetzen.

### Exekutive

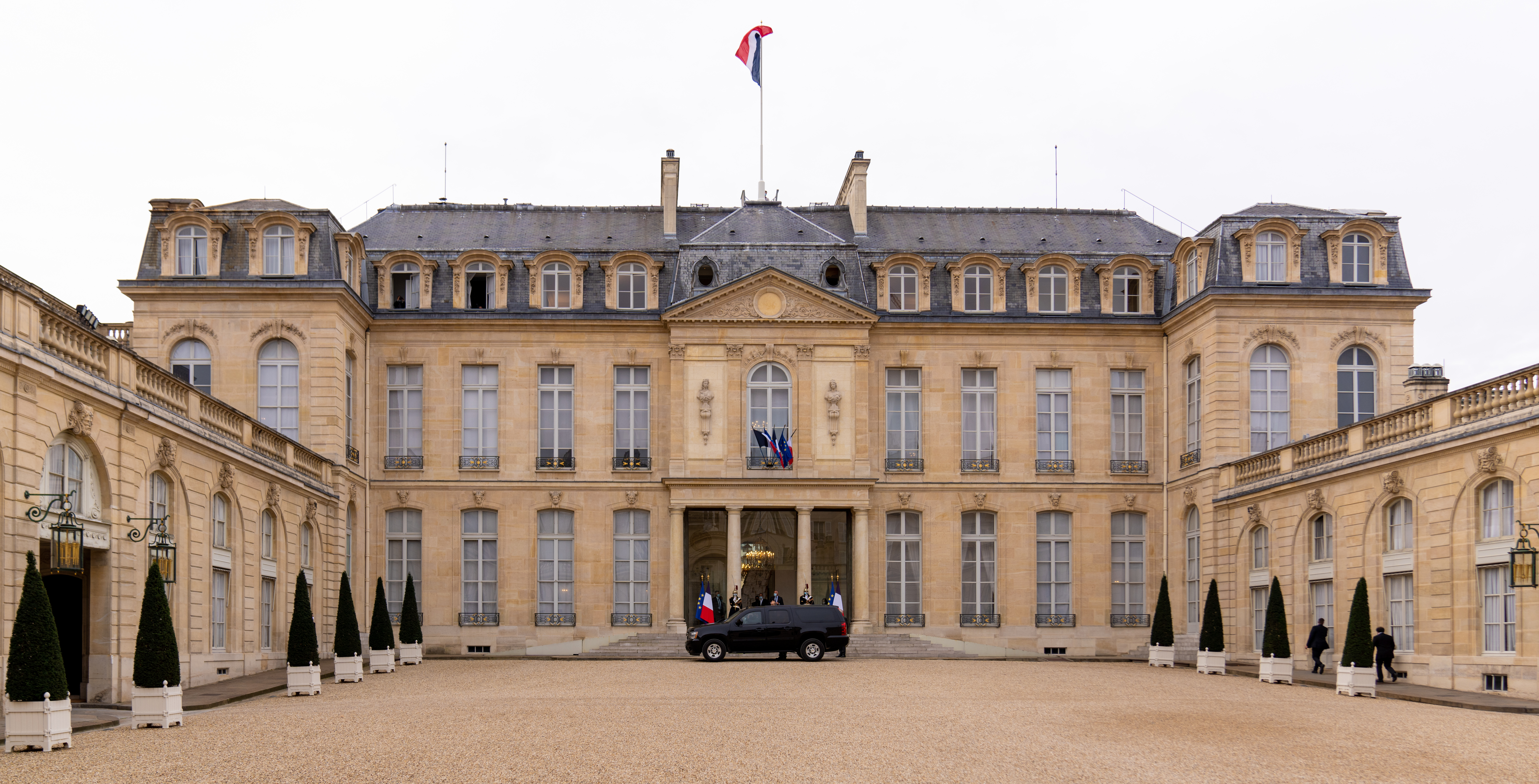
Der Élysée-Palast ist Amtssitz des Staatspräsidenten der Französischen Republik.

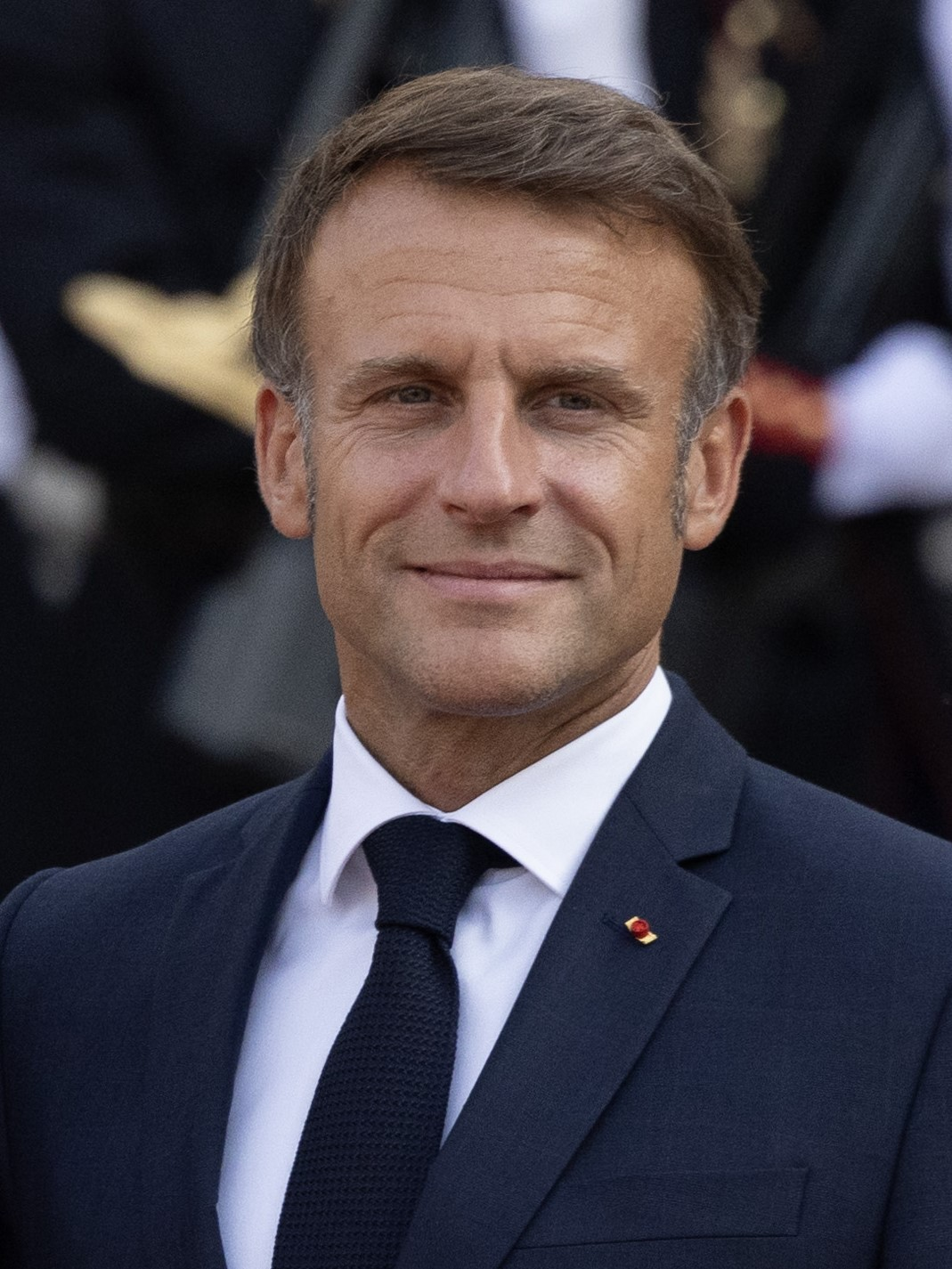
Amtierender französischer Staatspräsident Emmanuel Macron (2024)

Laut Verfassung ist der direkt vom Volk gewählte Staatspräsident das höchste Staatsorgan. Er steht über allen anderen Institutionen. Er wacht über die Einhaltung der Verfassung, sichert das Funktionieren der öffentlichen Gewalten, die Kontinuität des Staates, die Unabhängigkeit, die Unverletzlichkeit des Staatsgebietes und die Einhaltung von mit anderen Staaten geschlossenen Abkommen. Er tritt als Schiedsrichter bei Streitigkeiten zwischen staatlichen Institutionen auf. Er verkündet Gesetze (Art. 10) und hat das Recht, sie dem Verfassungsrat zur Prüfung vorzulegen. Er darf Gesetze oder Teile davon an das Parlament zur Neuberatung zurückweisen, hat aber kein Vetorecht. Dekrete und Verordnungen werden vom Ministerrat, dessen Vorsitz der Präsident führt, beschlossen; gegenüber diesen hat der Präsident ein aufschiebendes Veto. Bei der Außen- und Sicherheitspolitik verfügt der Staatspräsident sowohl über die Richtlinien- als auch über die Ratifikationskompetenz, sodass er sowohl die Außenpolitik gestaltet als auch völkerrechtliche Vereinbarungen für Frankreich verbindlich eingeht. Diese Praxis schälte sich in der Regierungszeit de Gaulles heraus und ist nicht zwingend der Verfassung zu entnehmen. Auf Antrag der Regierung oder des Parlamentes darf der Präsident Volksabstimmungen initiieren. Er ernennt Mitglieder wichtiger Gremien, etwa drei der neun Mitglieder des Verfassungsrates, alle Mitglieder des Obersten Rates für den Richterstand sowie die Staatsanwälte. Der Staatspräsident ist keiner Kontrolle durch die Judikative unterworfen, dem Parlament gegenüber ist er nur bei Hochverrat verantwortlich. Außerdem befiehlt der Staatspräsident über die Streitkräfte und den Einsatz der Atomwaffen; im Falle der Ausrufung des Notstandes hat der Präsident fast unbeschränkte Autorität. Dem Präsidenten steht das Präsidialamt als Berater und Unterstützer zur Seite.
Der Präsident leitet die ihm verliehene staatliche Autorität an den Premierminister und die Regierung weiter, wobei die Regierung die vom Präsidenten vorgegebenen Richtlinien umzusetzen hat. Dies erfordert eine enge Zusammenarbeit zwischen Präsidenten und Premierminister, die in einer Cohabitation schwierig sein kann, also wenn Präsident und Premierminister aus zwei entgegengesetzten politischen Lagern kommen. Der Präsident ernennt formell ohne jegliche Einschränkungen einen Premierminister und, auf Vorschlag des Premierministers, die Regierungsmitglieder. Die Regierung hängt in der Folge vom Vertrauen des Parlamentes ab, der Präsident kann eine einmal ernannte Regierung formal nicht entlassen. Die Regierung besteht aus Ministern, Staatsministern, ministres délegués, also Ministern mit speziellen Aufgaben, und Staatssekretären. Regierungsmitglieder dürfen in Frankreich kein anderes staatliches Amt, keine sonstige Berufstätigkeit oder Parlamentsmandat ausüben. Sie sind in ihrer Funktion dem Parlament verantwortlich.

### Legislative

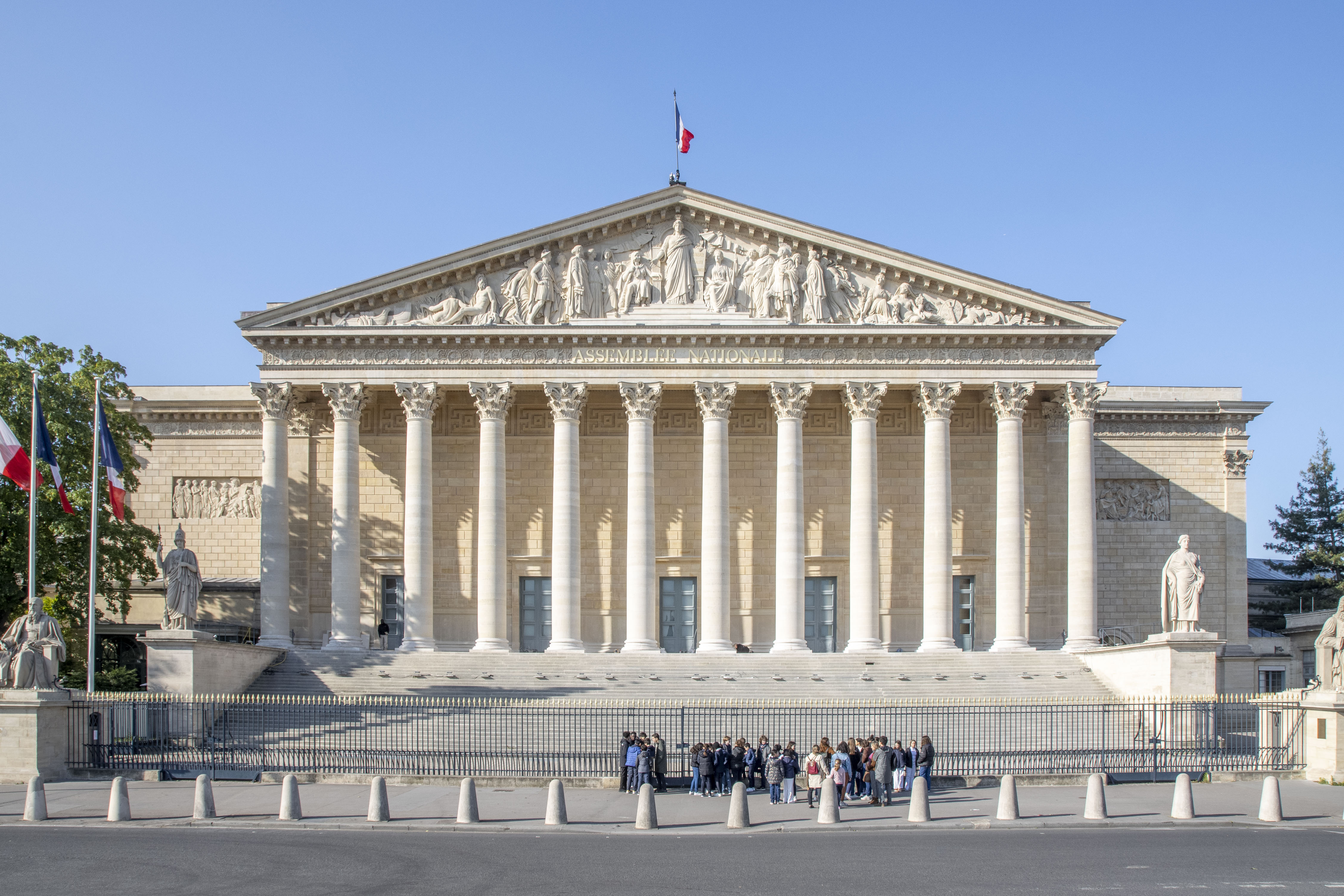
Das Palais Bourbon, Sitz der Nationalversammlung

Das Parlament der V. Republik besteht aus zwei Kammern. Die Nationalversammlung (Assemblée nationale) hat 577 Abgeordnete, die direkt auf fünf Jahre gewählt werden. Der Senat hat 348 Mitglieder (seit 2011, Stand 2015). Diese werden indirekt für eine Amtszeit von sechs Jahren gewählt. Die Wahl des Senats wird auf Ebene der Départements durchgeführt, wobei das Wahlkollegium aus den Abgeordneten des Départements, den Generalräten und Gemeindevertretern besteht.
Die Wahlen zur Nationalversammlung 1967, 1973, 1978, 1986, 2002, 2007, 2012 und 2017 fanden turnusgemäß statt, die übrigen waren vorgezogene Wahlen.
Die Initiative für Gesetze kann vom Premierminister oder einer der beiden Parlamentskammern ausgehen. Nach der Debatte in den Kammern muss der Gesetzestext von beiden Kammern gleichlautend verabschiedet werden, wobei das Weiterreichen des Textes als navette bezeichnet wird. Nach der Annahme durch das Parlament hat der Präsident nur einmal das Recht, einen Gesetzestext zurückzuweisen. Das Parlament hat zudem die Aufgabe, die Arbeit der Regierung durch Anfragen und Aussprachen zu kontrollieren. Die Nationalversammlung hat die Möglichkeit, die Regierung zu stürzen. Das Parlament hat nicht die Befugnis, den Staatspräsidenten politisch herauszufordern. Der Staatspräsident darf jedoch die Nationalversammlung auflösen; von diesem Recht wurde in der Vergangenheit wiederholt Gebrauch gemacht, um schwierige Phasen der Cohabitation zu beenden. Um der bis dahin weit verbreiteten Ämterhäufung entgegenzuwirken, dürfen gemäß einem 2014 verabschiedeten Gesetz Senatoren und Mitglieder der Nationalversammlung seit 2017 nicht mehr zugleich Bürgermeister, Präsident eines Départements- oder Regionalrates oder bestimmter Gemeindeverbände sein.

### Recht

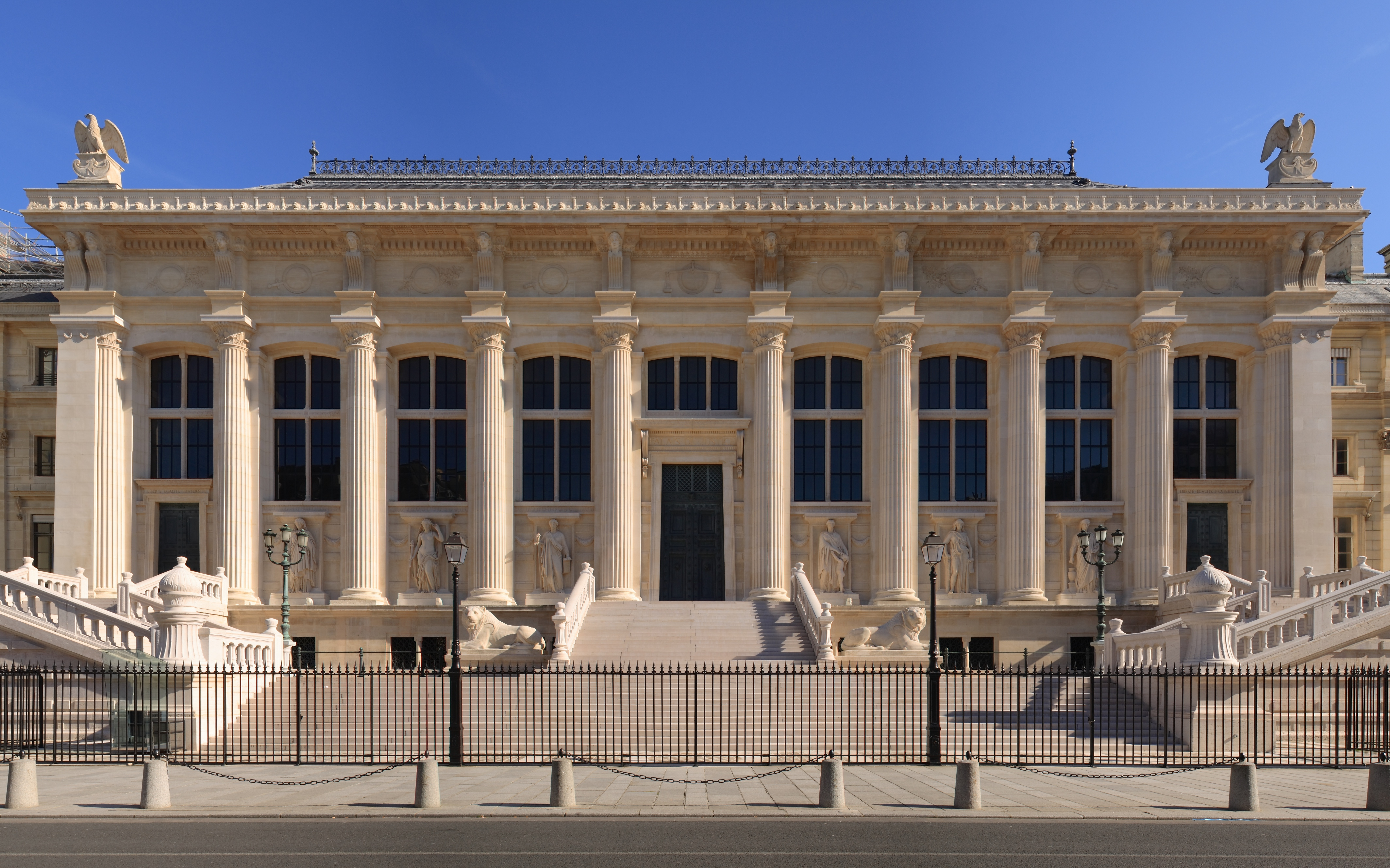
Palais de Justice (Justizpalast) in Paris

Nach einer wechselvollen Geschichte des Rechts in Frankreich übernimmt heute, in der Fünften Republik, der Verfassungsrat (Conseil constitutionnel) die Kontrollfunktion innerhalb des politischen Systems. In einem nicht erneuerbaren Mandat ernennen der Staatspräsident und die Präsidenten der Nationalversammlung und des Senats jeweils drei Abgeordnete für eine Amtszeit von neun Jahren. Der Rat überprüft Gesetze auf Anfrage, überwacht die Gesetzesmäßigkeit von Wahlen und Referenden. Für eine Überprüfung von Gesetzen sind jeweils 60 Abgeordnete der Nationalversammlung (10,4 Prozent der Abgeordneten) oder des Senats (18,1 Prozent der Senatoren) nötig.
Die Todesstrafe wurde in Frankreich 1981 abgeschafft.

### Politische Indizes
| Name des Index                     | Indexwert    | Weltweiter Rang | Interpretationshilfe | Jahr |
| ---------------------------------- | ------------ | --------------- | --- | ---- |
| Fragile States Index               | 28,3 von 120 | 162 von 179     | Stabilität des Landes: nachhaltig 0 = sehr nachhaltig / 120 = sehr alarmierend Rang: 1 = fragilstes Land / 179 = stabilstes Land | 2024 |
| Demokratieindex                    | 7,99 von 10  | 26 von 167      | Unvollständige Demokratie 0 = autoritäres Regime / 10 = vollständige Demokratie                                                  | 2024 |
| Freedom in the World Index         | 89 von 100   | —               | Freiheitsstatus: frei 0 = unfrei / 100 = frei                                                                                    | 2024 |
| Rangliste der Pressefreiheit       | 78,7 von 100 | 21 von 180      | Zufriedenstellende Lage für die Pressefreiheit 100 = gute Lage / 0 = sehr ernste Lage                                            | 2024 |
| Korruptionswahrnehmungsindex (CPI) | 67 von 100   | 25 von 180      | 0 = sehr korrupt / 100 = sehr integer                                                                                            | 2024 |

### Staatshaushalt
1974 hatte der Staatshaushalt zum letzten Mal keine Neuverschuldung; er war ausgeglichen. 2016 umfasste er Ausgaben von 1369 Milliarden US-Dollar, dem standen Einnahmen von 1288 Milliarden US-Dollar gegenüber. Das Haushaltsdefizit betrug 81 Milliarden US-Dollar beziehungsweise 3,3 Prozent des Bruttoinlandsprodukts (BIP).
Die Staatsverschuldung betrug 2010 1591 Milliarden Euro oder 82,3 Prozent des BIP. Damit lagen Neuverschuldung und die Staatsschuldenquote in Frankreich weit über der in den EU-Konvergenzkriterien („Maastricht-Kriterien“) genannten Obergrenzen von 3 Prozent pro Jahr bzw. 60 Prozent (Art. 126 AEU-Vertrag). Im Jahr 2021 betrug die Neuverschuldung 5,2 Prozent des BIP. Die Staatsverschuldung betrug in diesem Jahr 1717,3 Milliarden Euro.
Ende 2012 stieg der Schuldenstand auf rund 89 Prozent des Bruttoinlandsprodukts. Der größte Posten im Budget 2012 waren die Zinszahlungen: insgesamt rund 48,8 Milliarden Euro. Das Schatzamt (siehe auch Agence France Trésor) hat die Ermächtigung, Staatsanleihen im Wert von 179 Milliarden Euro auszugeben, um die Schuldenlast zu finanzieren. Im Rahmen der Eurokrise wurde Frankreich ab 2012 von den Kreditbewertungsagenturen Standard & Poor’s, Moody’s und Fitch Ratings teils mehrfach herabgestuft; Präsident Sarkozy hatte angekündigt, in den kommenden fünf Jahren rund 65 Milliarden Euro im Haushalt einzusparen, falls er bei den Französischen Präsidentschaftswahl 2012 wiedergewählt worden wäre. Unter Präsident François Hollande stiegen die Staatsschulden weiter an. Anfang 2015 gab die Europäische Kommission bekannt, dass sie auch 2015 und 2016 Haushaltsdefizite oberhalb der im Vertrag von Maastricht vorgesehenen Obergrenze von 3 % dulden würde.
2015 hatte Frankreich ein Defizit von 3,5 Prozent des BIP; nur 4 der 28 EU-Länder wiesen höhere Quoten auf. Frankreich wird auch 2016 und 2017[veraltet] die Defizitobergrenze nicht erfüllen. Im Jahr 2020, dem ersten Jahr der COVID-19-Pandemie, stieg die Staatsverschuldung auf über 100 Prozent des BIP.
2023 betrug das Haushaltsdefizit 5,5 Prozent. Die Staatsschulden stiegen auf rund 111 Prozent.
| Jahr                    | 2002 | 2003 | 2004 | 2005 | 2006 | 2007 | 2008 | 2009 | 2010 | 2011 | 2012 | 2013 | 2014 | 2015 | 2016 | 2017 | 2018 | 2019 | 2020  | 2021  |
| ----------------------- | ---- | ---- | ---- | ---- | ---- | ---- | ---- | ---- | ---- | ---- | ---- | ---- | ---- | ---- | ---- | ---- | ---- | ---- | ----- | ----- |
| Staatsverschuldung in % | 59,8 | 63,9 | 65,5 | 67,0 | 64,4 | 64,5 | 68,8 | 83,0 | 85,3 | 87,8 | 90,6 | 93,4 | 94,9 | 95,6 | 98,0 | 98,1 | 97,8 | 97,4 | 114,6 | 112,9 |
| Haushaltssaldo in %     | −3,1 | −3,9 | −3,5 | −3,2 | −2,3 | −2,5 | −3,2 | −7,2 | −6,8 | −5,1 | −4,9 | −4,1 | −3,9 | −3,6 | −3,5 | −3,0 | −2,3 | −3,1 | −8,9  | −6,5  |

Anteil der Staatsausgaben (in Prozent des Bruttoinlandsprodukt):
- für das Gesundheitssystem: 12,2 % (2020)
- für das Bildungssystem: 5,5 % (2020)
- für Militär: 2,0 % (2020)[94]

### Politische Parteien
Sitzverteilung in der Nationalversammlung
Regierung (251)
- RE 171
- DEM 51
- HOR 29

Opposition (326)
- LFI 75
- SOC 31
- ECO 23
- GDR 22

- LIOT 21
- Andere 4

Die französische Parteienlandschaft zeichnet sich durch einen hohen Grad der Zersplitterung und hohe Dynamik aus. Neue Parteien entstehen und existierende Parteien ändern häufig ihre Namen. Die Namen der Parteien geben nur sehr bedingt über ihre ideologische Ausrichtung Aufschluss, denn es ist zu einer gewissen Begriffsentfremdung gekommen. Französische Parteien haben in der Regel relativ wenige Mitglieder und eine schwache Organisationsstruktur, die sich häufig auf Paris als den Ort, wo die meisten Entscheidungen getroffen werden, konzentriert.
Die politische Linke in Frankreich wurde seit der Nachkriegszeit vom Dualismus zwischen gemäßigten und radikalen Kräften geprägt. Bis weit in die 1970er-Jahre hinein war die Französische Kommunistische Partei die bestimmende Kraft im linken Lager, auch auf kommunaler und intellektueller Ebene. Durch die Geheimrede Chruschtschows und die Enthüllungen Solschenizyns über den Gulag verlor ihre enge Anbindung an die UdSSR an Legitimation, was zum Aufstieg der 1969 gegründeten Parti Socialiste (PS) führte. Diese stellte mit François Mitterrand von 1981 bis 1995 und François Hollande von 2012 bis 2017 zweimal den Staatspräsidenten und mehrere Premierminister. Nach der Präsidentschaftswahl 2017 dominierte die linkspopulistische Partei La France insoumise (am 26. Februar 2016 von Jean-Luc Mélenchon gegründet) zeitweise das – insgesamt geschrumpfte – linke Lager. Mélenchon gründete im Mai 2022 das Parteienbündnis Nouvelle union populaire écologique et sociale (NUPES). Sie umfasst La France insoumise, Parti socialiste, Les Écologistes, Parti communiste francais, Ensemble! und Génération.s. Bei der Parlamentswahl im Juni 2022 erhielt NUPES 25,7 % der Stimmen und 131 der 577 Sitze. Die grüne Partei in Frankreich heißt Les Écologistes – Europe Écologie Les Verts, wobei grüne Politik in Frankreich tendenziell weniger Zulauf hat als in den deutschsprachigen Staaten.
Das konservative Lager wird dominiert von der gaullistischen Partei, die seit dem Beginn der Fünften Republik mehrmals ihren Namen geändert hat und seit 2015 Les Républicains (LR) heißt. Neben Charles de Gaulle stellte sie in der Fünften Republik die Staatspräsidenten Georges Pompidou, Jacques Chirac und Nicolas Sarkozy. Sie teilt sich die Besetzung des bürgerlichen Lagers mit verschiedenen zentristisch ausgerichteten Parteien, darunter dem Parteienbündnis Union des démocrates et indépendants (UDI) und der Partei Mouvement démocrate (MoDem).
Deutlich weiter rechts von der politischen Mitte angesiedelt ist das Rassemblement National (RN, bis 2018 Front National, FN). Seit die Partei ab 2011 von Marine Le Pen graduell neu ausgerichtet wurde, hat sie sich zu einem starken dritten Lager entwickelt, was schließlich zur Teilnahme Le Pens an der Stichwahl zum Amt des Präsidenten 2017 und erneut 2022 führte. Bei den Parlamentswahlen 2022 konnte RN zum ersten Mal (mit Ausnahme der Wahl nach Verhältniswahlrecht von 1986) signifikant Abgeordnete in die Nationalversammlung entsenden und dort eine Fraktion bilden.
2016 gründete Emmanuel Macron für seine Präsidentschaftskampagne die politische Bewegung En Marche! und betonte, die Teilnahme sei mit der Mitgliedschaft in anderen Parteien vereinbar. Der Charakter einer offenen Bewegung ging jedoch verloren, inzwischen ist sie eine Partei wie andere. Im Jahr 2022 erfolgte die Umbenennung in Renaissance. Die Partei positioniert sich zentristisch.

### Außen- und Sicherheitspolitik

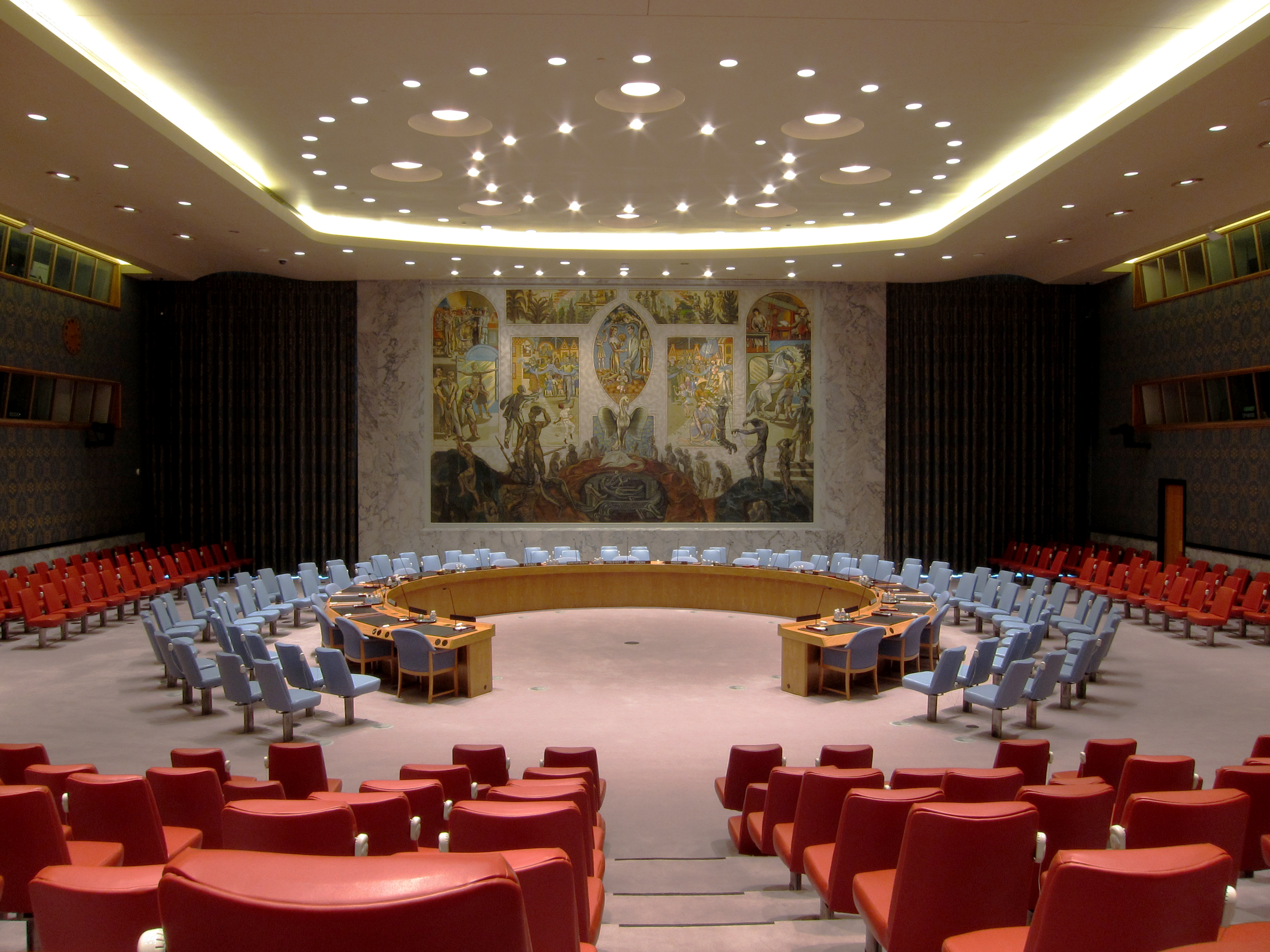
Sitzungssaal des UN-Sicherheitsrats, Frankreich ist UNO-Vetomacht.

Das Europaparlament in Straßburg. Frankreich ist einer von 27 EU-Mitgliedstaaten.

Die französische Sprache weltweit:
Muttersprache
Verwaltungssprache
Zweit- oder Verkehrssprache
frankophone Minderheit

Frankreich ist eine Atommacht sowie Vetomacht im UN-Sicherheitsrat und betreibt eine aktive Außenpolitik. Mit Botschaften in 160 Ländern hatte Frankreich 2017 die dritthöchste Anzahl an ausländischen Botschaften hinter den Vereinigten Staaten und der Volksrepublik China.
Nach dem Zweiten Weltkrieg gaben Deutschland und Frankreich die seit 1870/71 währende Erbfeindschaft auf; unter anderem vor dem Hintergrund des Kalten Krieges. Zwischen den beiden Ländern entstanden enge Beziehungen.
Beide Länder waren Gründungsmitglieder der Europäischen Union. Zeitweise wurde ein „Europa der zwei Geschwindigkeiten“ diskutiert mit Deutschland, Frankreich und einigen weiteren Staaten in einem Kerneuropa.
Generell folgen Frankreichs Grundinteressen in der Europäischen Union jedoch dem intergouvernementalen Ansatz, welcher zunächst keine Übertragung weiterer Kompetenzen auf die EU-Ebene vorsieht. Zentrales Ziel der französischen Europapolitik ist, die Führungsrolle Frankreichs in Europa zu festigen. Aufgeweicht wird diese Position jedoch teilweise durch neue pragmatische Ansätze. Besonders in der Klima- und Energie-, der Wirtschafts- und Finanz- sowie der Sicherheits- und Verteidigungspolitik ist Frankreich vermehrt Vorreiter europäischer Positionen. Der grundsätzliche Fokus auf nationalen Interessen bleibt allerdings erhalten.
In der Eurokrise setzten sich Frankreich und Deutschland weitgehend für gemeinsame Positionen ein. Dies spiegelt sich in häufigen bilateralen Gesprächen zwischen Bundeskanzlerin Angela Merkel und François Hollande, auch im Vorfeld offizieller Gipfeltreffen, wider. Ein wichtiges Anliegen Frankreichs auf EU-Ebene ist (Stand 2008) der Aufbau einer europäischen Sicherheits- und Verteidigungspolitik.
Frankreich hatte dreizehnmal den Vorsitz im Rat der Europäischen Union inne, zuletzt im ersten Halbjahr 2022 unter dem Motto „Aufschwung, Kraft, Zugehörigkeit“.
Frankreich ist zudem ständiges Mitglied im UNO-Sicherheitsrat mit Vetorecht. Über die Vereinten Nationen koordiniert es seine internationale Entwicklungszusammenarbeit und sein humanitäres Engagement.
Frankreich war 1949 Gründungsmitglied des Nordatlantikvertrages (NATO) und erhielt militärischen Schutz durch die Vereinigten Staaten. Mit der Machtübernahme von de Gaulle 1958 änderten sich die Beziehungen zu den Vereinigten Staaten und zu der von den USA dominierten NATO dahingehend, dass Frankreich 1966 seine militärische Integration in die Strukturen der NATO aufgab und ausschließlich politisch integriert blieb. Im März 2009 kündigte Präsident Sarkozy die vollständige Rückkehr Frankreichs in die Kommandostruktur der NATO an. Das französische Parlament bestätigte am 17. März 2009 diesen Schritt, indem es Sarkozy das Vertrauen aussprach.
Unter de Gaulles Führung entwickelte sich Frankreich 1960 zu einer Atommacht und verfügte ab 1965 mit der Force de dissuasion nucléaire française über Atomstreitkräfte, die zunächst 50 mit Kernwaffen (Atombomben) ausgestattete Flugzeuge in Dienst stellte. 1968 hatte Frankreich bereits 18 Abschussrampen für Mittelstreckenraketen aufgestellt, die 1970 und 1971 mit Atomsprengköpfen ausgestattet wurden. In den 1970er-Jahren erweiterte Frankreich seine Atommacht auch auf See. Vier Atom-U-Boote tragen je 16 atomar bestückte Mittelstreckenraketen.
Eine weitere Säule der französischen Außenpolitik ist die internationale Kooperation auf dem Gebiet der Sicherheitspolitik und der Entwicklungszusammenarbeit bei ständiger Wahrung der französischen Souveränität. Dazu ist Frankreich Mitglied in zahlreichen sicherheitspolitischen Organisationen wie der OSZE und nimmt am Eurokorps teil. Frankreich hat bisher (Stand 2020) nicht verlautbaren lassen, auf das Potenzial seiner Atomwaffen verzichten zu wollen.
Ebenfalls von großer Bedeutung für die französischen Außenbeziehungen ist die französische Kulturpolitik und die Förderung der Frankophonie. International hat die französische Sprache mit ungefähr 140 Millionen Sprechern einen hohen Stellenwert. Dies unterstützt das französische Außenministerium mit einer Unterabteilung namens AEFE, deren etwa 280 Schulen in ungefähr 130 Ländern von rund 16.000 Jugendlichen besucht werden. Die Leistungen der knapp 1000 Lokalitäten der Agence française nehmen ungefähr 200.000 Studenten in aller Welt in Anspruch.
Hinzu kommt ein Engagement auch nach Ende der Kolonialherrschaft in Afrika, wo Frankreich bis heute in einigen Ländern die bestimmende Ordnungsmacht geblieben ist („Françafrique“). In den Jahren 2020 und 2021 waren je rund 17.500 bis 18.500 Soldaten im Ausland und in Übersee-Departements stationiert.

### Militär

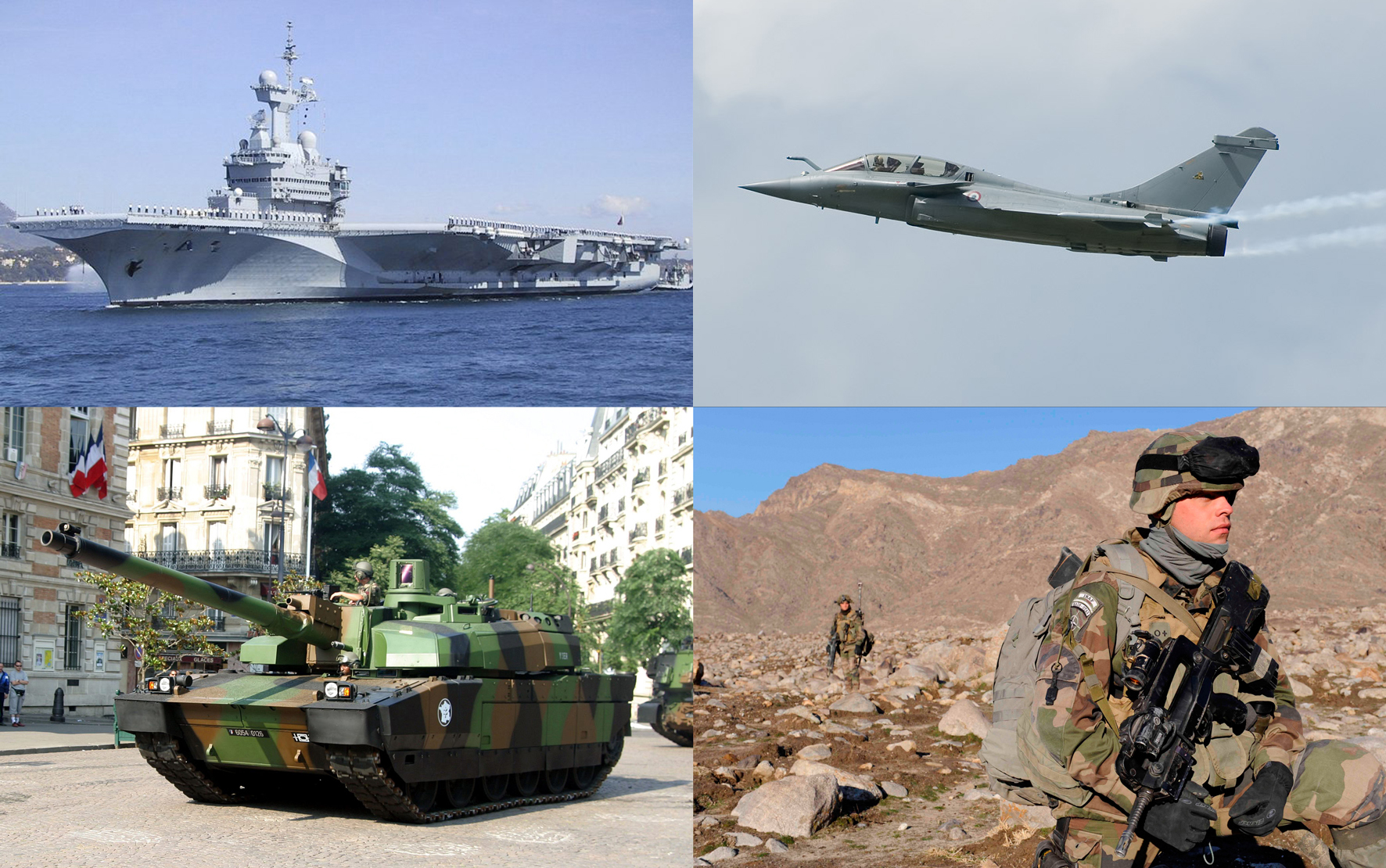
Beispiele des französischen Militärs. Oben links: Flugzeugträger Charles de Gaulle, oben rechts: Kampfflugzeug Rafale, unten rechts: Chasseurs alpins (Gebirgsjäger), unten links: Kampfpanzer Leclerc

Frankreich hat einen der höchsten Rüstungsetats der Welt und gehört zu den führenden Militärmächten sowie zum Kreis der offiziellen Atomwaffenstaaten. Die französischen Streitkräfte sind seit Ende der 1990er-Jahre eine Berufsarmee und umfassen 350.000 Männer und Frauen. Frankreich gab 2017 knapp 2,3 Prozent seiner Wirtschaftsleistung oder 57,8 Milliarden US-Dollar für seine Streitkräfte aus und lag damit weltweit auf dem sechsten Platz. International liegen die französischen Streitkräfte auf dem siebten Platz der schlagkräftigsten Streitkräfte, in der NATO sind sie das zweitstärkste Militär. 20.000 Soldaten sind in den Übersee-Départements und -territorien stationiert, weitere 8.000 in afrikanischen Staaten, mit denen Verteidigungsabkommen vereinbart wurden. Die Streitkräfte teilen sich dabei in die drei klassischen Sektoren Heer (Armée de terre), Luftwaffe (Armée de l’air et de l’espace) und Marine (Marine nationale). Frankreichs Nuklearstreitkräfte (Force de dissuasion nucléaire) mit ca. 350 Sprengköpfen stellen die Marine und zum kleineren Teil die Luftwaffe. Weiterhin ist die Polizeitruppe Gendarmerie nationale dem Verteidigungsministerium unterstellt. Militärisches und populärkulturelles Aushängeschild des französischen Militärs ist die Fremdenlegion (Légion étrangère).

### Administrative Gliederung

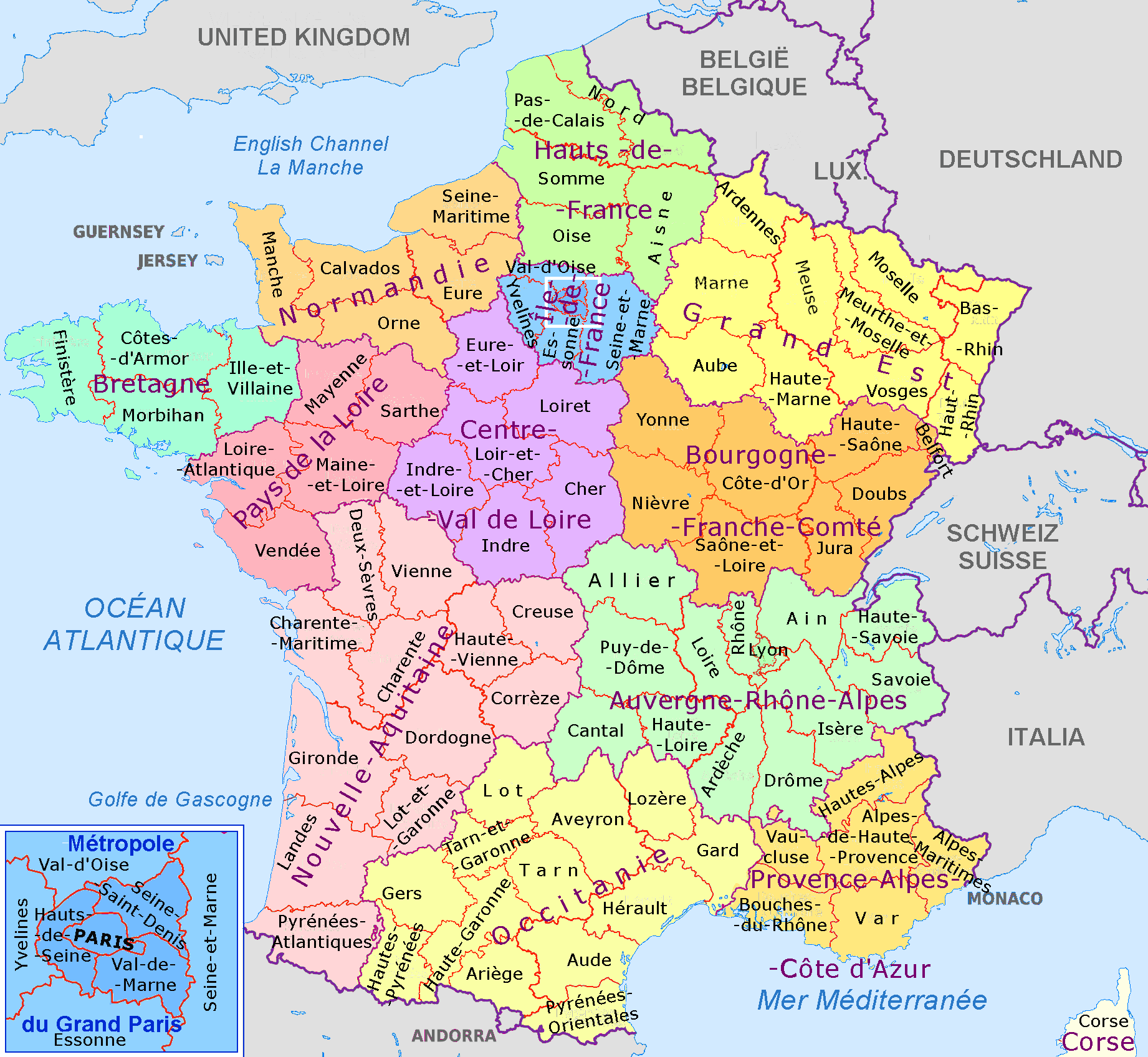
Regionen (seit 2016) und Départements (ohne überseeische Gebiete)

Frankreich gilt spätestens seit Ludwig XIII. und Kardinal Richelieu als Inbegriff des zentralisierten Staates. Zwar wurden später Maßnahmen zur Dezentralisierung ergriffen, diese hatten jedoch eher den Zweck, die Zentralgewalt näher zum Bürger zu bringen. Erst seit der Verwaltungsreform der Jahre 1982 und 1983 wurden Kompetenzen von der Zentralregierung auf die Gebietskörperschaften verlagert.

Die 18 Regionen Frankreichs, seit der Reform von 2016

Auf oberster Ebene ist Frankreich seit dem 1. Januar 2016 in 18 Regionen (régions) gegliedert, zuvor waren es 27. Regionen gibt es erst seit 1964, seit 1982/83 haben sie den Status einer Collectivité territoriale (Gebietskörperschaft). Jede Region verfügt über einen vom Volk gewählten Regionalrat (Conseil régional), der wiederum einen Präsidenten wählt. Weiterhin ist der vom französischen Staatspräsidenten ernannte Präfekt des Hauptortes auch Präfekt der gesamten Region, womit er über den anderen Präfekten der Départements steht. Regionen sind zuständig für die Wirtschaft, die Infrastruktur der Berufs- und Gymnasialausbildung und finanzieren sich über Steuern, die sie erheben dürfen, und über Transferzahlungen der Zentralregierung. Korsika hat unter den Regionen einen Sonderstatus und wird als Collectivité territoriale bezeichnet. Fünf Regionen (Französisch-Guayana, Guadeloupe, Martinique, Mayotte und Réunion) befinden sich in Übersee und hatten bis zur Verfassungsänderung 2003 den Status eines Übersee-Départements. Die Regionen bilden die europäische Statistikebene NUTS-2 (auf der übergeordneten Ebene NUTS-1 bestehen 8+1 Zones d’études et d’aménagement du territoire (ZEAT, Raumplanungs- und -ordnungszonen)).

95 der 103 französischen Départements liegen in Europa. Die Regionen zeigen die Einteilung Frankreichs vor der Reform von 2016.

Eine Region ist ihrerseits in Départements unterteilt. Départements ersetzten 1790 die traditionellen Provinzen, um den Einfluss der lokalen Machthaber zu brechen. Von den heute 103 Départements liegen 95 in Europa. Die hohe Zahl dieser relativ kleinen Verwaltungseinheiten ist immer wieder Gegenstand von Diskussionen. Départements wählen einen Départementrat (Conseil départemental), der einen Präsidenten als Exekutivorgan wählt. Erster Mann im Département ist jedoch der vom französischen Staatspräsidenten ernannte Präfekt. Départements haben die Aufgabe, sich um das Sozial- und Gesundheitswesen, die Collèges, Kultur- und Sporteinrichtungen, Departementsstraßen und den Sozialbau zu kümmern. Sie dürfen Steuern erheben und erhalten Transferzahlungen der Zentralregierung. Die Départements bilden die europäische Statistikebene NUTS-3.
Die 335 Arrondissements, davon 13 in Übersee, stellen keine eigene Rechtspersönlichkeit dar. Sie dienen vorrangig der Entlastung der Départementsverwaltung, in jedem Arrondissement liegt eine Sous-Préfecture.
Ebenso dienen die 2054 Kantone (Cantons), 72 in Übersee, (Zahlen ab 2014) nur noch als Wahlbezirk für die Wahl der Départementräte. Die Arrondissements der Städte Paris, Lyon und Marseille haben den Status von Kantonen.
Die kleinste und gleichzeitig älteste organisatorische Einheit des französischen Staates sind die Gemeinden (communes). Sie folgten 1789 den Pfarreien und Städten nach. In den letzten Jahren hat die enorm hohe Zahl der Kommunen leicht abgenommen. Waren es 2012 noch 36.700 Gemeinden, so ist die Zahl zu Beginn des Jahres 2017 auf 35.498 und zum 1. Januar 2022 auf 34.955 zurückgegangen, davon 129 in Übersee. Trotz der hohen Zahl der Gemeinden, die größtenteils nur sehr wenige Einwohner haben, kommen Bemühungen um eine Gemeindereform nur sehr schleppend voran. Jede Gemeinde wählt einen Gemeinderat (Conseil municipal), der dann aus seiner Mitte einen Bürgermeister wählt. Seit 1982 haben die Gemeinden deutlich mehr Rechte und werden vom Staat weniger bevormundet. Auf Gemeindeebene werden Grundschulbildung, Stadtplanung, Abfallbeseitigung, Abwasserreinigung und Kulturaktivitäten organisiert; auch sie finanzieren sich über eigene Steuern und Transferzahlungen.
Die hohe Anzahl von z. T. sehr kleinen Gemeinde erschwerte die Verwaltung, daher hat man sich bemüht, die Anzahl durch Zusammenlegung zu reduzieren. Ein erster Versuch war 1971 die Commune Associée (Assoziierte Gemeinde), die beiden Gemeinden behielten ihre Identität, die Gemeinderäte tagten zusammen, der Bürgermeister des kleineren wurde stellvertretender Bürgermeister. Dies fand nur wenig Anklang. 1999 hat man mit der Communauté de Communes (Verbandsgemeinde) eine neue Ebene zwischen dem Departement und der Gemeinde geschaffen. In der Communauté de Communes sind die umliegenden Gemeinden vertreten und verwalten gemeinsam die Angelegenheiten, die sie zusammen betreffen, hauptsächlich Straßen, Wasserversorgung und -entsorgung u. ä. Außerdem kann die Communauté de Communes ihre Anliegen besser beim Staat vertreten. 2022 gab es 1254 Communautés de Communes, in denen die überwiegende Mehrheit der Bevölkerung lebt.
Verwaltungsrechtliche Sonderstatus gelten für die Überseegebiete (Collectivités d’outre-mer, COM) Französisch-Polynesien, Saint-Barthélemy, Saint-Martin, Saint-Pierre und Miquelon, Wallis und Futuna, die Gebietskörperschaft mit Sonderstatus (Collectivité sui generis) Neukaledonien und die Französischen Süd- und Antarktisgebiete (Terres australes et antarctiques françaises, TAAF) sowie die Clipperton-Insel.
Frankreich sowie seine Überseeregionen und -départements und Saint-Martin sind Teil der Europäischen Union. Die restlichen Überseegebiete sind keine Mitglieder der Europäischen Union. In Frankreich erlassene Gesetze gelten in den COM (Collectivités d’outre-mer) nur, wenn dies ausdrücklich erwähnt ist.

## Wirtschaft

Frankreich ist Teil des Europäischen Binnenmarkts. Zusammen mit 19 weiteren EU-Mitgliedstaaten (blau) bildet es eine Währungsunion, die Eurozone.

Traditionell betreiben staatliche Akteure in Frankreich eine intensive Wirtschaftspolitik und Industriepolitik; es gibt vergleichsweise starke staatliche Eingriffe. Die Ideen des Merkantilismus – speziell des Colbertismus – wirken in Frankreich bis heute nach.
Nach dem Ersten Weltkrieg wurde der Typus des „gemischten Unternehmens“ geschaffen. Mit dieser Partnerschaft von privatem und öffentlichen Kapital sollte der nationalen Industrie das Vordringen in Bereiche ermöglicht werden, in die sich privates Kapital allein nicht heranwagte (Ölindustrie: Compagnie Française des Pétroles (CFP). Chemie). Zuvor war es in Frankreich in ähnlichen Fällen üblich gewesen, dass der Staat einer einzelnen Firma eine exklusive Konzession erteilte.
1946 begann die damalige Regierung Frankreichs ein System staatlicher Planung der Volkswirtschaft, die sogenannte Planification. Der Finanzsektor wurde weitgehend verstaatlicht, der Staat kontrollierte fast 60 % aller Banken und über die Hälfte der Investitionsfinanzierung. 1981 kam mit François Mitterrand der erste sozialistische Staatspräsident an die Regierung; er regierte bis Mai 1995 und betrieb zahlreiche Verstaatlichungen.
Frankreich ist eine gelenkte Volkswirtschaft. Ein staatlich festgelegter Mindestlohn, der SMIC, sichert den Angestellten einen Brutto-Stundenlohn von 9,67 Euro (Stand 2016).
Die französischen Exporte entstammen größtenteils dem Maschinenbau, der Automobilindustrie, der Luft- und Raumfahrttechnik, der Pharmaindustrie, der Elektronik, dem Weinbau und der Lebensmittelbranche. Auch der Tourismus und die Luxusgüterindustrie spielen eine große Rolle.
Das Bruttoinlandsprodukt (BIP) stieg in den Jahren 1995 bis 2005 um durchschnittlich 2,1 Prozent jährlich und erreichte 2005 den Wert von 1689,4 Milliarden Euro. Im Vergleich mit dem BIP der Europäischen Union, ausgedrückt in Kaufkraftstandards, erreichte Frankreich im Jahr 2014 einen Index von 107 (EU-28: 100).
Frankreich war, laut einer Studie der Bank Credit Suisse aus dem Jahre 2017, das Land mit dem sechst-größten nationalen Gesamtvermögen weltweit. Der Gesamtbesitz der Franzosen an Immobilien, Aktien und Bargeld belief sich auf insgesamt 12.969 Milliarden US-Dollar. Das Vermögen pro erwachsene Person beträgt 263.399 Dollar im Durchschnitt und 119.720 Dollar im Median (Deutschland: 203.946 bzw. 47.091 Dollar). Der Gini-Koeffizient bei der Vermögensverteilung lag 2016 bei 72,0 was auf eine mittlere Vermögensungleichheit hindeutet.
Die Erwerbstätigenstruktur hat sich gegenüber früher grundlegend gewandelt. So arbeiteten 2003 nur noch vier Prozent der Erwerbstätigen in der Land- und Forstwirtschaft und Fischerei. In der Industrie waren es 24 Prozent und im Dienstleistungsbereich 72 Prozent.
Frankreich exportierte 2016 16,1 Prozent seines Exportvolumens nach Deutschland, das seinerseits am Import mit 19,6 Prozent beteiligt war. Deutschland ist seit vielen Jahren der wichtigste Handelspartner Frankreichs. Frankreich importierte 2016 Waren im Wert von etwa 517,2 Milliarden Euro und exportierte Waren im Wert von ca. 452,8 Milliarden Euro und hat damit ein Handelsbilanzdefizit.
2001 hatte das Defizit erst 5,8 Mrd. Euro betragen; 2016 betrug es 64,7 Mrd. Euro. Die EU-Kommission veröffentlichte im Februar 2016 einen Bericht, laut dem Frankreich seit der Jahrtausendwende ein Viertel seines Exportmarktanteils verloren hat; seine Wettbewerbsfähigkeit hat nachgelassen.
Wirtschaftspolitisch bedeutend ist Frankreichs Teilnehmerschaft an der Europäischen Union. Das Land ist Gründungsmitglied aller EU-Vorgängerinstitutionen seit den 1950er-Jahren. Mit zusammen rund 500 Millionen Einwohnern erwirtschaftete die Europäische Union 2011 ein nominales Bruttoinlandsprodukt von 17,6 Billionen US-Dollar und war der größte Binnenmarkt der Welt. Frankreich ist auch Teil der Eurozone, einer Währungsunion von insgesamt 20 EU-Staaten, die 2023 etwa 340 Millionen Einwohner umfasst. Offizielles Zahlungsmittel in der Eurozone ist der Euro; seine Währungspolitik wird von der Europäischen Zentralbank gesteuert. Die vorherige Währung war bis 2002 der Französische Franc.
Im Global Competitiveness Index, der die Wettbewerbsfähigkeit eines Landes misst, belegte Frankreich 2017 Platz 22 von 137 Ländern. Im Index für wirtschaftliche Freiheit belegte Frankreich im Jahr 2022 Platz 52 von 177 Ländern.

### Wirtschaftssituation

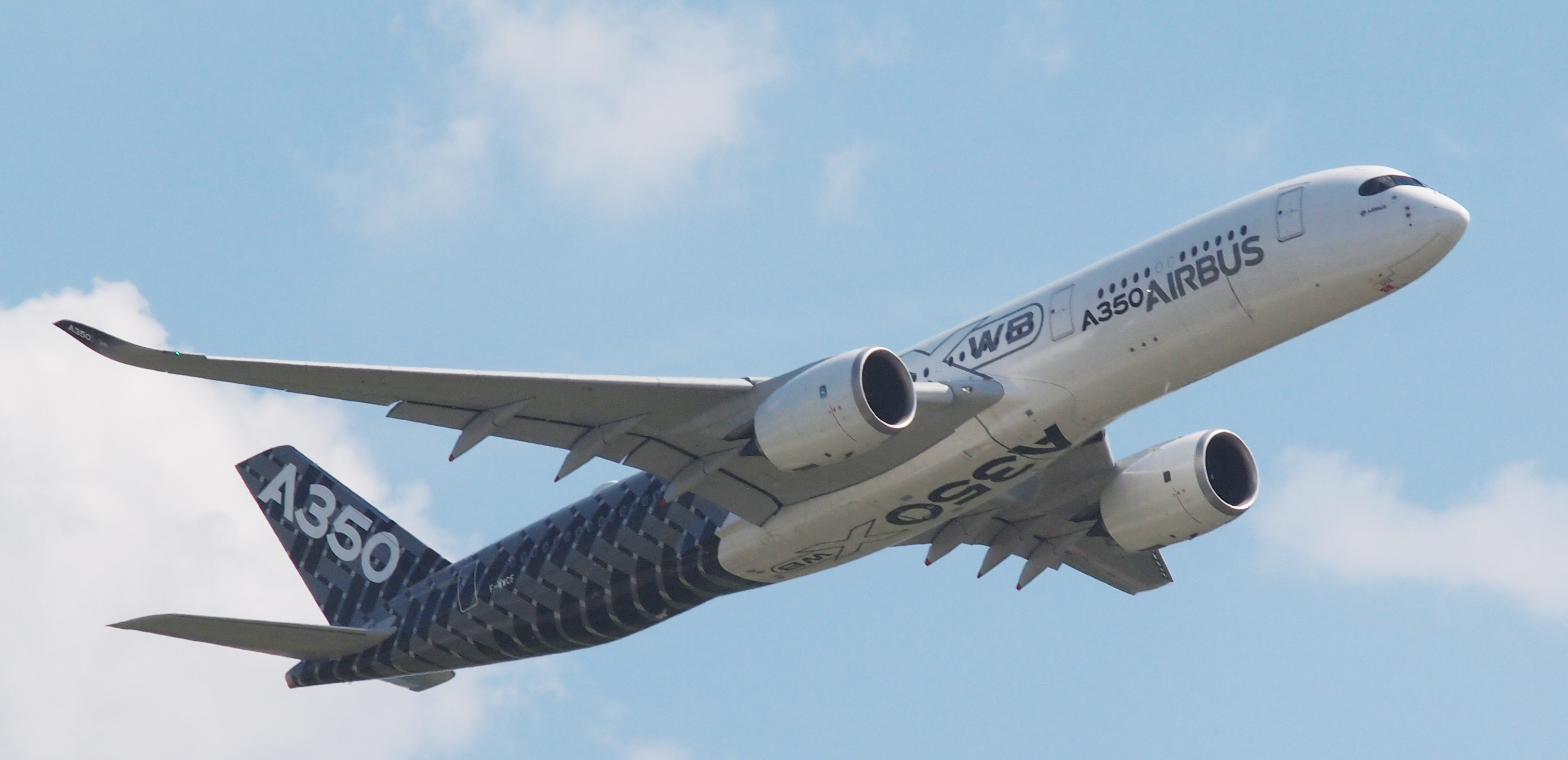
Die Flugzeugindustrie ist für die französische Wirtschaft bedeutend, so hat etwa Airbus seine Konzernzentrale in Toulouse.

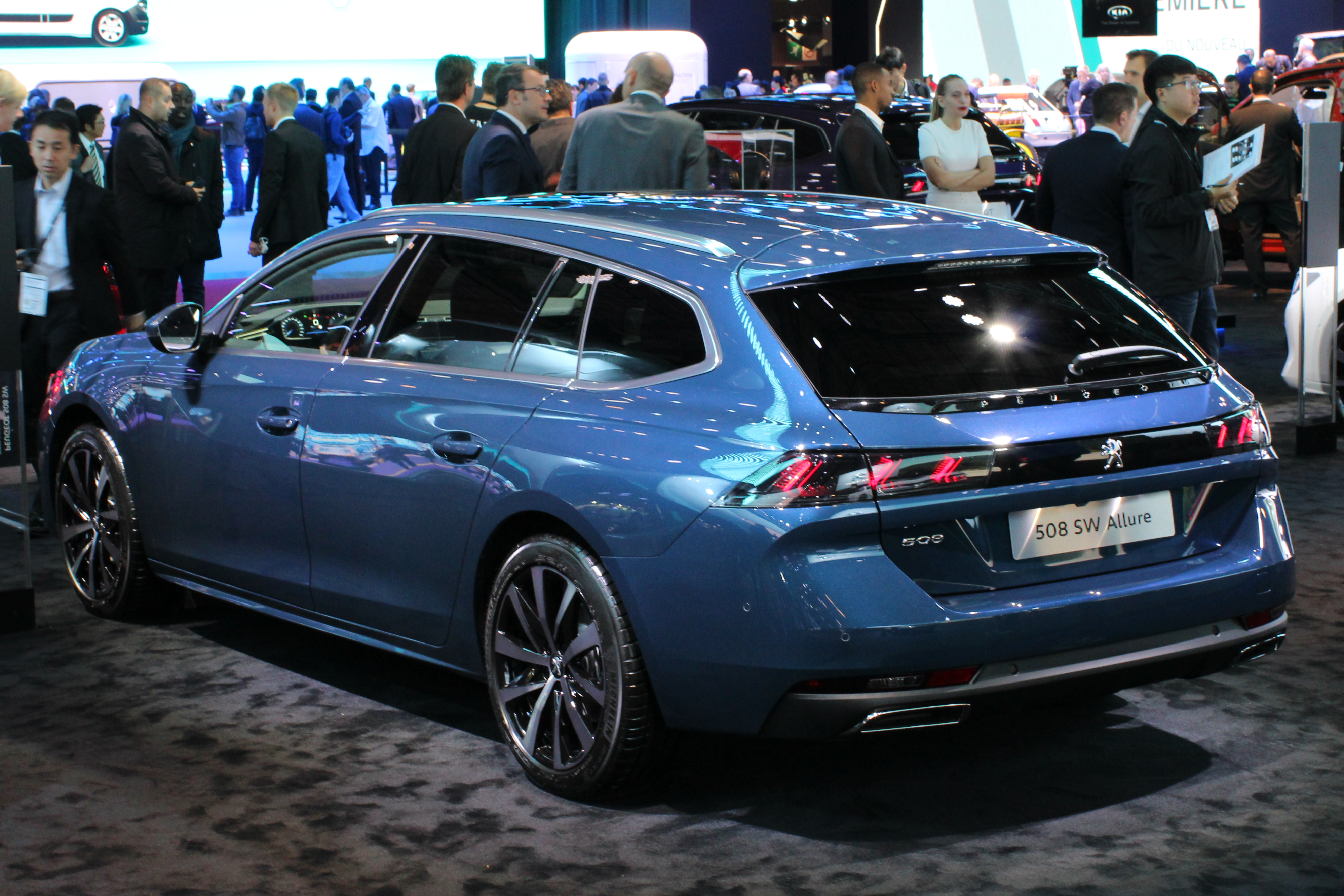
Auch die Automobilindustrie spielt eine wichtige Rolle in der französischen Wirtschaft (hier ein Peugeot 508 auf dem Pariser Autosalon 2018).

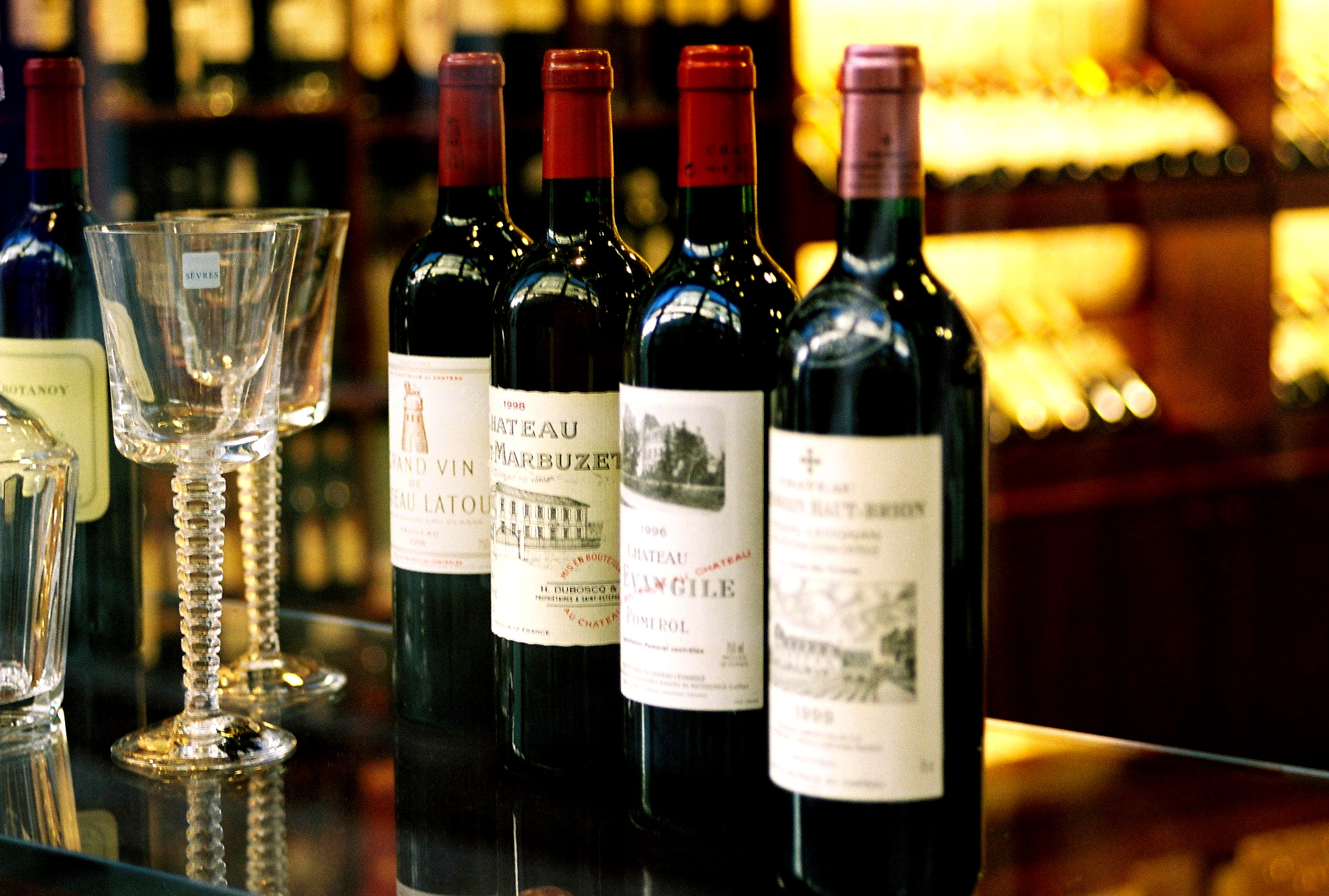
Weinbau ist ein wichtiger Bereich der französischen Landwirtschaft.

In Frankreich wuchs das reale Bruttoinlandsprodukt (BIP) in den Jahren 1999 bis 2008 in Frankreich durchschnittlich um 2 Prozent (zum Vergleich: Italien plus 1,2 Prozent, Deutschland plus 1,5 Prozent). Im Krisenjahr 2009 ging es um 2,9 Prozent zurück; 2007 und 2008 war es um jeweils um 2,4 Prozent gewachsen. 2018 wuchs das BIP um 1,9 Prozent und 2019 um 1,8 Prozent (siehe Wirtschaft Frankreichs#Aktuelle wirtschaftliche Lage). Das durchschnittliche Wachstum im Zeitraum 2005 bis 2010 betrug 0,6 Prozent. Die Arbeitslosigkeit betrug im Juli 2014 mit 3,3 Millionen Menschen 10,2 Prozent, ein Allzeithoch seit Aufzeichnungsbeginn 1955. 2014 waren gut 500.000 Menschen mehr arbeitslos als 2004. Im Juni 2018 lag die Arbeitslosigkeit immer noch bei 9,2 Prozent. Im Jahr 2017 betrug die Jugendarbeitslosigkeit 23,6 Prozent. 2016 arbeiteten 2,8 Prozent aller Arbeitskräfte in der Landwirtschaft, 20 Prozent in der Industrie und 77,2 Prozent im Dienstleistungssektor. Die Gesamtzahl der Beschäftigten im Jahr 2017 wurde auf 30,68 Millionen geschätzt; davon waren 47 Prozent Frauen. Die Staatsverschuldung betrug 2021 2,8 Billionen Euro (siehe Wirtschaft Frankreichs#Aktuelle wirtschaftliche Lage). Die Staatsverschuldung stieg von 2008 bis 2014 64 Prozent auf 94 Prozent des Bruttoinlandsprodukts. Seit der Einführung des Euro hat Frankreichs Export ein Drittel seiner Weltmarktanteile verloren. Der Industrieanteil am französischen Bruttoinlandsprodukt ging von 18 Prozent auf 12,6 Prozent zurück. Frankreichs Anteil an den weltweiten Exporten ist von mehr als 6 Prozent im Jahr 2000 auf 4 Prozent 2012 gesunken. In Frankreich ist die Deindustrialisierung weit fortgeschritten: der Anteil der Industrie am Bruttoinlandsprodukt sank von 24 Prozent im Jahr 1980 auf 10 Prozent im Jahr 2021. Der Anteil der Staatsausgaben in Prozent des Bruttoinlandsproduktes betrug 2012 in Frankreich 57 Prozent. Sie gehören damit zu den höchsten in den Industrieländern. 23 Prozent aller Beschäftigten arbeiten in Frankreich für den öffentlichen Dienst. Die französische Automobilindustrie war 2013 in einer schwierigen Lage: 2013 wurden mit knapp 1,8 Millionen Fahrzeugen so viele Einheiten verkauft wie 1997. Die Europäische Union unterstützte diesen Wirtschaftszweig massiv. Die Ratingagentur Standard & Poor’s stufte Frankreichs Bonität 2012 von AAA auf AA+ zurück und im November 2013 von AA+ auf AA. Der 2017 ins Amt gewählte neue Präsident Emmanuel Macron versprach strukturelle Reformen, um die Wettbewerbsfähigkeit des Landes wieder zu erhöhen. Ende Mai 2024 stufte Standard & Poor’s Frankreichs Bonität von AA auf AA– zurück. Nach der Parlamentswahl in Frankreich 2024, als keiner der drei politischen Blöcke die absolute Mehrheit erringen konnte, drohte die Ratingagentur Moody’s mit einer Herabsetzung der Bonität Frankreichs.
| Jahr                                    | 2010    | 2015    | 2016    | 2017    | 2018    | 2019    | 2020    | 2021    | 2022    | 2023    |
| --------------------------------------- | ------- | ------- | ------- | ------- | ------- | ------- | ------- | ------- | ------- | ------- |
| BIP in Mrd. USD (Kaufkraftparität)      | 2.448,2 | 2.810,7 | 2.857,9 | 2.975,8 | 3.114,9 | 3.445,3 | 3.345,0 | 3.656,8 | 4.020,1 | 4.211,4 |
| BIP pro Kopf in USD (Kaufkraftparität)  | 39.005  | 43.711  | 44.330  | 46.037  | 48.036  | 52.925  | 51.250  | 55.825  | 61.169  | 63.881  |
| BIP-Wachstum (real)                     | 1,8 %   | 1,0 %   | 0,7 %   | 2,3 %   | 1,6 %   | 2,1 %   | −7,6 %  | 6,8 %   | 2,6 %   | 1,1 %   |
| Inflation (in Prozent)                  | 1,7 %   | 0,1 %   | 0,3 %   | 1,2 %   | 2,1 %   | 1,3 %   | 0,5 %   | 2,1 %   | 5,9 %   | 5,7 %   |
| Staatsverschuldung (in Prozent des BIP) | 85 %    | 95 %    | 98 %    | 98 %    | 98 %    | 98 %    | 115 %   | 113 %   | 111 %   | 110 %   |

### Außenhandel
|           | 2021      | 2021      | 2022      | 2022      | 2023      | 2023 |
| Mrd. Euro | % gg. Vj. | Mrd. Euro | % gg. Vj. | Mrd. Euro | % gg. Vj. |      |
| Einfuhr   | 605,3     | −0,4      | 782,9     | +29,3     | 727,1     | −7,1 |
| Ausfuhr   | 495,0     | −0,9      | 589,7     | +19,1     | 600,0     | +1,7 |
| Saldo     | −110,3    |           | −193,2    |           | −127,1    |      |

| Export nach (in Prozent) | Export nach (in Prozent) | Import aus (in Prozent) | Import aus (in Prozent) |
| ------------------------ | ------------------------ | ----------------------- | ----------------------- |
| Deutschland              | 13,7                     | Deutschland             | 14,6                    |
| Italien                  | 9,2                      | Belgien                 | 11,3                    |
| Vereinigte Staaten       | 7,9                      | Niederlande             | 8,2                     |
| Belgien                  | 7,9                      | Spanien                 | 7,7                     |
| Spanien                  | 7,6                      | Italien                 | 7,4                     |
| Vereinigtes Königreich   | 5,7                      | Vereinigte Staaten      | 6,9                     |
| Niederlande              | 4,2                      | Volksrepublik China     | 6,3                     |
| sonstige Staaten         | 43,8                     | sonstige Staaten        | 37,6                    |

### Finanzwirtschaft
Das Land führt eine Wertpapierbörse – die Pariser Börse – mit ihrem Leitindex, dem CAC 40. Außerdem verfügt der französische Staat mit der BPIFrance über eine Investitionsbank mit Staatsfonds-ähnlichem Charakter.

### Unternehmen
Liste der 15 größten französischen Unternehmen nach Umsatz (alle Daten beziehen sich auf das Geschäftsjahr 2016).
| Rang | Name                  | Hauptsitz            | Umsatz (Mrd. USD) | Gewinn (Mrd. USD) | Mitarbeiter | Wirtschaftszweig  |
| ---- | --------------------- | -------------------- | ----------------- | ----------------- | ----------- | ----------------- |
| 1.   | AXA Group             | Paris                | 143,722           | 6,446             | 97.707      | Versicherungen    |
| 2.   | TotalEnergies         | Courbevoie           | 127,925           | 6,196             | 102.168     | Öl und Gas        |
| 3.   | BNP Paribas           | Paris                | 109,026           | 8,517             | 184.839     | Banken            |
| 4.   | Groupe Carrefour      | Paris                | 87,112            | 0,825             | 384.151     | Einzelhandel      |
| 5.   | Crédit Agricole       | Paris                | 80,258            | 3,915             | 70.830      | Banken            |
| 6.   | Électricité de France | Paris                | 78,740            | 3,153             | 154.808     | Versorger         |
| 7.   | Engie                 | Paris                | 73,692            | −0,459            | 153.090     | Versorger         |
| 8.   | Groupe BPCE           | Paris                | 70,517            | 4,410             | 102.827     | Einzelhandel      |
| 9.   | Société Générale      | Paris                | 69,335            | 4,284             | 151.341     | Banken            |
| 10.  | Groupe PSA            | Paris                | 59,749            | 1,913             | 175.341     | Automobile        |
| 11.  | Auchan                | Croix                | 58,862            | 0,652             | 342.709     | Einzelhandel      |
| 12.  | Renault               | Boulogne-Billancourt | 56,667            | 3,781             | 124.849     | Automobile        |
| 13.  | Finatis               | Paris                | 48,154            | 0,688             | 232.503     | Einzelhandel      |
| 14.  | CNP Assurances        | Paris                | 47,804            | 1,327             | 5.035       | Versicherungen    |
| 15.  | Orange                | Paris                | 45,249            | 3,246             | 155.202     | Telekommunikation |

### Kreativ- und Kulturwirtschaft
In Frankreich hat die Kulturwirtschaft einen erheblich größeren Anteil als in anderen Staaten. Das Gesamtvolumen beträgt 74 Milliarden Euro (Stand 2012), davon werden 61,4 Milliarden direkt erwirtschaftet. Die französische Kulturindustrie ist mit den direkten Erlösen größer als der Automobilwirtschaftszweig oder die Produzenten von Luxusgütern und liegt nur knapp hinter der Telekommunikation.
In zentralen Bereichen der Kultur haben große Unternehmen ihren Sitz in Frankreich. 2013 war die Universal Music Group der größte Musikverlag der Welt, Groupe Lagardère (früher Hachette) stand an Nummer zwei der Buchverlage und Ubisoft war der drittgrößte Anbieter von Computerspielen. Frankreich stand auf Platz zwei der Filmproduktionsländer und war der viertgrößte Kunstmarkt der Erde.

### Tourismus
Der Tourismus spielt in Frankreich eine wichtige wirtschaftliche Rolle. Rund eine Million Menschen arbeiten im Tourismussektor; dort werden rund zehn Prozent des Bruttosozialproduktes erwirtschaftet. Das Land galt 2019 mit 90 Millionen ausländischen Besuchern als das bedeutendste Touristenziel der Welt. Paris und sein Umland, die Île-de-France, die Mittelmeerküste (z. B. Côte d’Azur) und die französischen Alpen sind wichtige Urlaubsregionen. Im Jahr 2023 hatte das Land 52 UNESCO-Welterbestätten.
Im Travel and Tourism Competitiveness Report 2019 des World Economic Forum, das die Leistungsstärke eines Landes in Bezug auf den Tourismus misst, belegte Frankreich Platz 2 von 140 Ländern.

### Energie

Produktion von elektrischer Energie in Frankreich:
Wasserkraft
Kernenergie
fossile Brennstoffe
andere erneuerbare Energien

Die Energiewirtschaft Frankreichs beschäftigte 2008 194.000 Personen (0,8 Prozent der Erwerbsbevölkerung) und trug 2,1 Prozent zum BIP bei. Frankreich hatte früher reiche Kohlevorkommen. Die Kohleförderung erreichte 1958 mit der Förderung von 60 Millionen Tonnen ihr Maximum; dann begannen eine Phase günstigen Öls und eine Kohlekrise. 1973 förderte man noch 29,1 Millionen Tonnen, 2004 schloss mit La Houve in Lothringen die letzte Kohlegrube Frankreichs. Kohle wird heute (2008) vor allem aus Australien, den USA und Südafrika importiert und in der Stahlindustrie und Wärmekraftwerken (6,9 GW installierte Leistung) verwendet.
Frankreich hat sehr geringe Vorkommen an Erdöl und Erdgas; sie könnten rechnerisch den Gesamtverbrauch des Landes zwei Monate lang decken. Neben den knapp einer Million Tonnen Öl, die 2008 in Frankreich selbst gefördert wurden, wurde Erdöl aus dem Nahen Osten (22 Prozent), den Nordsee-Anrainerstaaten (20 %), Afrika (16 Prozent) und der früheren Sowjetunion (29 Prozent) importiert. Insgesamt verbrauchte Frankreich 2008 82 Millionen Öleinheiten an Erdölprodukten, davon knapp die Hälfte für den Verkehr. Die 13 Raffinerien des Landes können 98 Millionen Tonnen Öl jährlich verarbeiten. 22 Prozent des Energieverbrauches wird von Erdgas abgedeckt, vor allem im Wohnbereich und in der Industrie. Frankreich importierte 2008 Erdgas vor allem aus Norwegen, Russland, Algerien und den Niederlanden; Frankreich zahlte dafür 26 Milliarden Euro.
Kernenergie
Die Ölpreiskrise der 1970er-Jahre veranlassten die Regierung, ein Nuklearprogramm zu initiieren, nach Pierre Messmer auch bekannt als Messmer-Plan. Der Bau der ersten drei Kernkraftwerke (Tricastin, Gravelines und Dampierre) begann 1974. Die Wiederaufarbeitungsanlage La Hague wurde 1976 der Staatsfirma Cogema übergeben, um abgebrannte Brennelemente nach dem PUREX-Prozess zu recyceln. Mit dem Bau der Gasdiffusionsanlage Georges Besse I wurde 1975 begonnen, der Betrieb wurde 1979 aufgenommen. Bereits 15 Jahre später waren 56 Kernreaktoren in Betrieb. Von den 44 Millionen Öleinheiten an Energie, die Frankreich 1973 produzierte, stammten noch neun Prozent aus Atomkraftwerken. 2008 wurden 137 Millionen Öleinheiten produziert, davon waren 84 Prozent aus Atomkraftwerken. Zu Beginn des Jahres 2009 waren in Frankreich 21 Kernkraftwerke mit 59 Reaktoren und einer Gesamtleistung von 63,3 Gigawatt am Netz.

Lage kerntechnischer Anlagen in Frankreich

Das Kernkraftwerk Cattenom in Lothringen

Die Kernkraftwerke Frankreichs basieren auf vier unterschiedlichen Entwürfen. Die ersten sind Kraftwerke vom Typ CP0, CP1 und CP2, welche etwa 900 Megawatt elektrischer Leistung haben und hauptsächlich zwischen 1970 und 1980 errichtet wurden. Gegenüber der CP0- und CP1-Serie wurde bei der CP2-Serie die Redundanz erhöht, ab CP1 kann in Notfällen auch Wasser ins Containment gesprüht werden. Dieser Reaktortyp wurden mehrfach exportiert, zum Beispiel für das Kernkraftwerk Koeberg und Hanul (bis 2013 Uljin) oder die chinesische CPR-1000-Reaktorbaureihe. Die nachfolgende Baureihe P4 und P’4 liefert etwa 1300 Megawatt elektrischer Leistung, das Kernkraftwerk Cattenom gehört zu dieser Bauart. Davon abgewandelt wurde das N4-Design in Civaux und Chooz mit 1450 Megawatt. Die neuste Baureihe ist der EPR, welcher sich mit Kernfänger, Doppelcontainment und gesteigertem Abbrand von den P4- und N4-Kraftwerken unterscheidet. Wegen des hohen Atomstromanteils von etwa 80 Prozent müssen die Kernkraftwerke auch im Mittellastbetrieb betrieben werden. Frankreich besitzt deshalb eines der größten Leitungsnetze in Europa; mehrere Kraftwerke können so gemeinsam Bedarfsschwankungen ausgleichen.
Für die Entsorgung radioaktiver Abfälle ist die Agence Nationale pour la Gestion des Déchets Radioactifs verantwortlich. Électricité de France berechnet dafür 0,14 Cent pro Kilowattstunde auf den Atomstrompreis, was mit anderen europäischen Ländern vergleichbar ist. Die Entsorgung von schwach- und mittelradioaktiven Abfällen findet in Soulaines und dem Endlager Morvillier im Département Aube statt, welches etwa 650.000 Kubikmeter aufnehmen kann. Für die Entsorgung des hochradioaktiven Abfalls (hauptsächlich Glaskokillen aus der Wiederaufarbeitung) wird das Tongestein nahe dem Ort Bure im gleichnamigen Felslabor untersucht.
Frankreich nimmt auch in der Nuklearforschung eine führende Rolle ein: So beteiligt es sich am Generation IV International Forum und arbeitet auch an der kommerziellen Nutzung der schnellen Spaltung und Kernfusion. Die Aktivitäten sind hauptsächlich in Cadarache gebündelt. An einer Weiterentwicklung der Wiederaufarbeitungstechnik wird ebenfalls gearbeitet, um in Zukunft auch andere Actinoide abtrennen zu können.
Laut einem Bericht des Rechnungshofes vom Januar 2012 kosteten die Erforschung, Entwicklung sowie der Bau der französischen Kernkraftwerke insgesamt 188 Milliarden Euro. Diese Kosten konnten bisher durch den Verkauf der Elektrizität zu etwa 75 Prozent amortisiert werden. Da die Kraftwerke größtenteils noch in Betrieb sind, werden diese Kosten aber vermutlich gedeckt werden können, jedoch gebe es kaum Rückstellungen für Folgekosten sowie die nur schwer zu schätzenden Folgen der Endlagerung des Atommülls. Durch den hohen Atomstromanteil profitiert Frankreich erheblich vom EU-Emissionshandel. Von den 442 Terawattstunden elektrischer Energie, die 2008 in Frankreich erzeugt wurden, wurden 65 Prozent in den Privathaushalten und im Dienstleistungssektor verbraucht, weitere 27 Prozent in der Industrie (ohne Stahlindustrie).
Ende November 2011 machte das Französische Institut für nukleare Sicherheit auf die Notwendigkeit der Sanierung aller in Frankreich stehenden Atomkraftwerke aufmerksam. Nur so könnten mögliche Naturkatastrophen ohne größeres Unheil überstanden werden. Daraufhin wurden von grüner und sozialistischer Seite her Forderungen nach einem vollständigen Atomausstieg laut. Laut Einigung im Jahr 2011 sollten bis 2025 nun 24 der 58 Atommeiler vom Netz gehen. Der 2012 neu gewählte Präsident François Hollande beabsichtigte, den Anteil von Atomkraft von damals etwa 75 Prozent auf 50 Prozent zu reduzieren. In Umfragen sprach sich eine große Mehrheit der Franzosen für den Ausbau der erneuerbaren Energien aus. In einer jährlichen repräsentativen Umfrage der französischen Umwelt- und Energiebehörde ADEME lag die Zustimmung zum Ausbau erneuerbarer Energien in Frankreich bei 96 Prozent (2011).
Stromhandelsbilanz
Marktführer bei der Erzeugung elektrischer Energie ist der staatlich dominierte Konzern Électricité de France. Frankreich ist im Jahresmittel Nettostromexporteur, 2008 wurden 50 Terawattstunden an die Nachbarländer verkauft, größte Abnehmer sind Italien und Großbritannien. Da in Frankreich sehr viele Elektroheizungen installiert sind, steigt der Strombedarf während der kalten Jahreszeit stark an. Während der Kältewelle 2012 erreichte die Stromnachfrage einen Höchststand von 102,1 Gigawatt, wovon knapp die Hälfte auf Elektroheizungen entfiel. Auch während der Kältewelle in Europa im Januar 2017 importierte das Land große Mengen Strom aus Deutschland und weiteren Nachbarstaaten, zumal damals mehrere französische Kernkraftwerke wegen technischer Probleme stillstanden. Unter anderem wurden in Deutschland Kraftwerke aus der Kaltreserve hochgefahren und Redispatch-Maßnahmen durchgeführt, um die Versorgungssicherheit in Frankreich zu gewährleisten.
Im Winter importiert das Land deshalb insbesondere während der Jahreshöchstlast netto mehr Strom aus anderen Staaten wie Deutschland, als es dorthin exportiert. Frankreich importierte 2012 per Saldo 8,7 Terawattstunden aus Deutschland. Zu Spitzenlastzeiten ist der Strom aus deutschen Photovoltaikanlagen für Frankreich günstiger als aus seinen eigenen, oft überlasteten Atomreaktoren. Das der französischen Regierung unterstellte „Zentrum für strategische Analysen“ (Centre d’analyse stratégique, CAS) kam 2012 zu dem Schluss, der Ausbau der erneuerbaren Energien in Deutschland sichere neben dem Klimaschutz die energetische Unabhängigkeit Deutschlands.
Energiewende

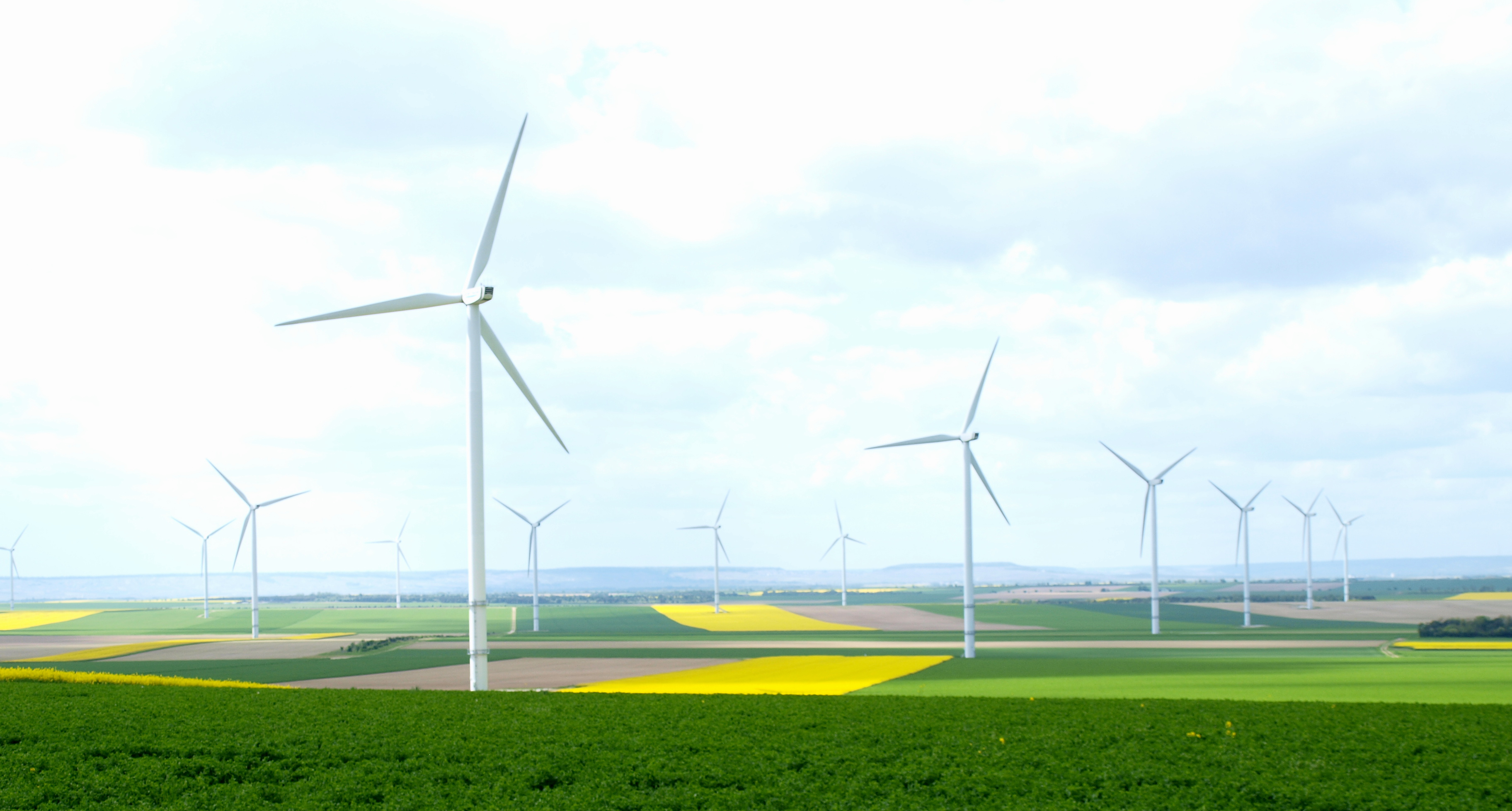
Windpark in Germinon, Département Marne

Erneuerbare Energieträger spielen in Frankreich bisher nur im Bereich der Wasserkraft eine Rolle, die Nutzung der Windenergie und Photovoltaik wurden erst in den letzten Jahren politisch gefördert. 2009 wurden 5,5 Prozent der Primärenergie aus Wasserkraftwerken, 8,7 Prozent aus Holz, 2,1 Prozent aus sonstiger Biomasse, 1,2 Prozent aus Abfall und 0,49 Prozent aus Windenergie gewonnen. 2012 betrug der Anteil der Windenergie 2,7 Prozent. 2017 waren Windkraftanlagen mit einer Nennleistung von etwa 13,8 Gigawatt installiert. Im Jahre 2011 lieferte Frankreich unter den Mitgliedstaaten der Europäischen Union 15 Prozent (44,8 Terawattstunden) der insgesamt in den EU-Ländern erzeugten Energie aus Wasserkraft. Rund 13 Prozent der elektrischen Energie stammten aus erneuerbaren Energiequellen. Das Wasserkraftwerk der Roselend-Talsperre produziert jährlich 1070 Gigawattstunden. Das Pumpspeicherkraftwerk an der Talsperre Grand-Maison ist mit einer Pumpleistung von 1200 Megawatt eines der größten weltweit.
Im Oktober 2014 wurde in der französischen Nationalversammlung mit 314 zu 219 Stimmen ein Energiewende-Gesetz beschlossen. Es sieht vor, den Anteil der Kernenergie am Strommix von 75 Prozent bis 2025 auf 50 Prozent zu reduzieren. Die Gesamtleistung der Kernkraftwerke wurde auf maximal 63,2 Gigawatt gedeckelt. Zudem soll die Gebäudeisolation stark verbessert werden; eine Million Ladestationen für Elektroautos sollen geschaffen werden und die erneuerbaren Energien stark ausgebaut werden. Dadurch soll die CO2-Emission bis 2030 um 40 Prozent sinken. Der Gesamtenergieverbrauch soll bis 2050 halbiert werden.

## Verkehr

### Straßenverkehr

Autobahnnetz in Frankreich (2012)

Ein dichtes Autobahnnetz verbindet in erster Linie den Großraum Paris mit den Regionen. Zu seiner Erschaffung seit den 1960er-Jahren wurde zunächst in erster Linie das auf Paris zulaufende Netz der Nationalstraßen ausgebaut. Nach und nach werden in jüngerer Zeit auch Querverbindungen zwischen den einzelnen Großräumen geschaffen. Die Verkehrswege Frankreichs gehören dem Staat, die meisten Autobahnstrecken werden seit 2006 aber privat betrieben, an Mautstellen müssen alle Benutzer Maut zahlen. Nur wenige Abschnitte sind mautfrei, zum Beispiel die neue A 75 oder die elsässische A 35. Ebenso verfügt die Bretagne über ein Netz mautfreier autobahnähnlicher Schnellstraßen. Zudem sind die Autobahnen im Bereich großer Ballungszentren normalerweise nicht mautpflichtig; dabei gilt aber wiederum die Ausnahme, dass bestimmte, besonders aufwendige Abschnitte auch innerhalb des Großstadtbereichs Maut kosten (z. B. Nordumgehung von Lyon oder im Raum Paris die A 14 und der Doppelstocktunnel im westlichen Teil der A 86).
Der Straßenverkehr des Landes gilt als weitestgehend sicher. 2013 kamen in Frankreich insgesamt 5,1 Verkehrstote auf 100.000 Einwohner. Zum Vergleich: In Deutschland waren es im selben Jahr 4,3 Tote. Das Land hat eine im weltweiten Vergleich hohe Motorisierungsrate. 2014 kamen im Land 578 Kraftfahrzeuge auf 1000 Einwohner.

### Schienenverkehr

Das TGV-Netz

Der öffentliche Nahverkehr ist in großen Zentren hervorragend ausgebaut. In Paris ist kein Ort weiter als 500 Meter von einer Station der Métro entfernt. Auch in anderen Städten werden die U-Bahnen mit großem Aufwand ausgebaut, zum Beispiel in Lyon, Lille, Marseille oder Toulouse. Außerhalb der großen Zentren wird der Nahverkehr hingegen nur spärlich betrieben. Frankreich war auch ab den 1980er- und 1990er-Jahren ein Zentrum der Renaissance der Straßenbahn – binnen weniger Jahre wuchsen die drei Netze, die die Stilllegungswellen früherer Jahrzehnte überlebt hatten, auf mehrere Dutzend an – ein Trend, der bis heute anhält und auch auf andere Länder Europas sowie nach Nordamerika und Nordafrika ausstrahlt.
Landesweit wurde seit Anfang der 1980er-Jahre das Netz des Hochgeschwindigkeitszugs Train à grande vitesse (TGV) konsequent ausgebaut. Das Netz wird weiter ausgebaut und erreicht dabei auch zunehmend die Nachbarländer. Für Deutschland ist vor allem der Neubau der Ligne à grande vitesse (LGV, deutsch Hochgeschwindigkeitsstrecke) Est européenne Richtung Straßburg und Süddeutschland beziehungsweise Richtung Saarbrücken und Mannheim relevant. Der Eurostar (bis 2023 Thalys) verbindet Paris mit Brüssel, Aachen und Köln, teilweise weiter über Düsseldorf, Duisburg und Essen bis Dortmund.
Seit 2003 muss sich die Staatsbahn Société nationale des chemins de fer français (SNCF) privater Konkurrenz stellen. De facto hat sie landesweit noch ein Fast-Monopol.

### Luftverkehr

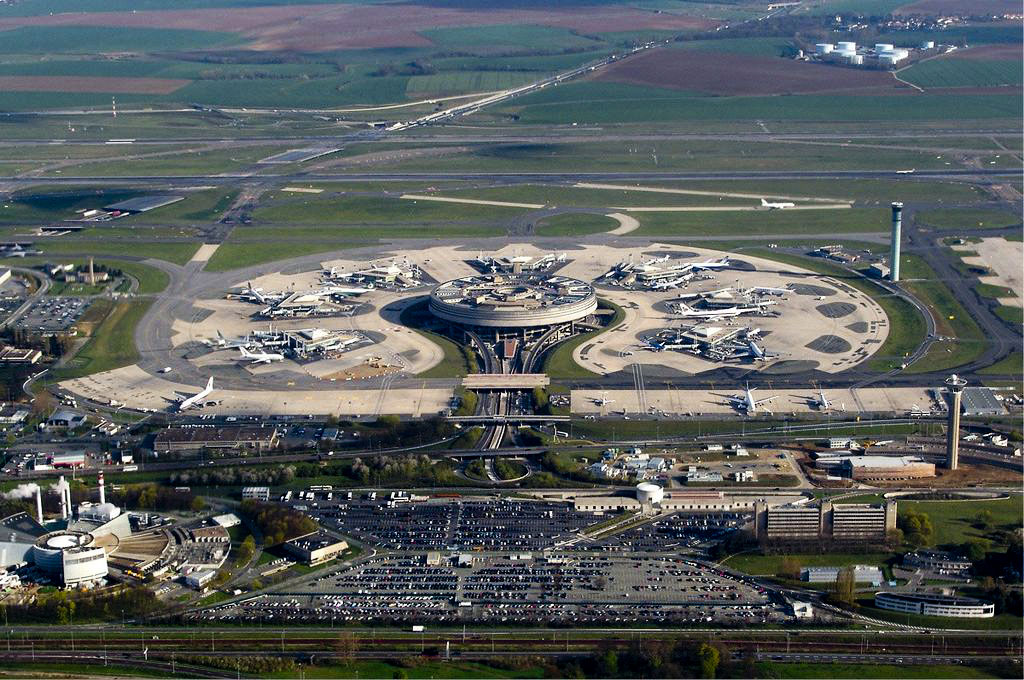
Terminal 1 von Paris-Charles-de-Gaulle

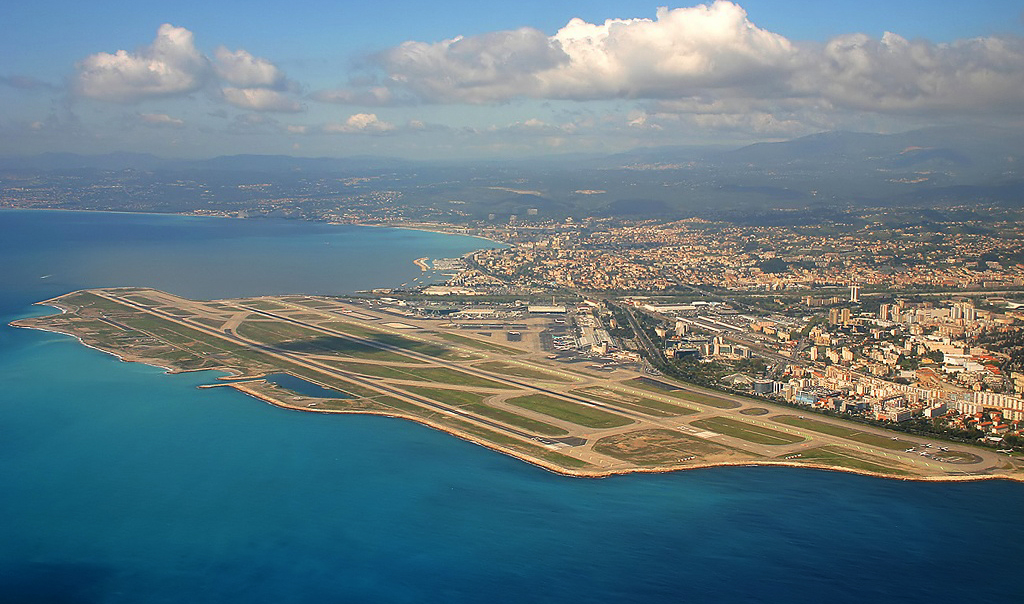
Flughafen von Nizza

Der Luftverkehr ist in Frankreich stark zentralisiert: Die beiden Flughäfen der Hauptstadt Paris (Charles de Gaulle und Orly) fertigten 2008 gemeinsam 87,1 Millionen Fluggäste ab. Charles de Gaulle ist dabei der zweitgrößte Flughafen Europas und zentrales Drehkreuz der Air France. Er wickelt praktisch den gesamten Langstreckenverkehr ab. Die größten Flughäfen außerhalb von Paris sind jene von Nizza mit zehn Millionen Passagieren, danach folgen Lyon und Marseille. Air France, die führendes Mitglied der Allianz SkyTeam ist, fusionierte 2004 mit KLM zu Air France-KLM und ist seitdem eine der größten Fluggesellschaften der Welt. Der innerfranzösische Verkehr wird seit Einführung des TGV nach und nach durch den Hochgeschwindigkeitsverkehr der Eisenbahn ersetzt, die Eröffnung einer neuen LGV führt oft binnen weniger Monate oder Jahre zu einer Streichung von Flügen durch zurückgehende Passagierzahlen.

### Schiffsverkehr
Frankreich hat die natürlichen und künstlichen Binnenwasserstraßen (Flüsse und Kanäle) aus wirtschaftlichen und militärischen Beweggründen in seiner Geschichte stark entwickelt und ausgebaut. Seine Hochblüte erlebte das Wasserwegenetz im 19. Jahrhundert mit einer Länge von 11.000 Kilometern. Durch Konkurrenz von Schiene und Straße ist es bis heute auf rund 8500 Kilometer zurückgegangen. Es wird zum Großteil von der staatlichen Wasserstraßenverwaltung Voies navigables de France (VNF) verwaltet und betrieben.
2007 wurden von der Frachtschifffahrt auf Frankreichs Wasserstraßen Güter mit einem Gesamtgewicht von 61,7 Millionen Tonnen befördert. Bezieht man die Distanz in die Statistik ein, ergibt sich ein Wert von 7,54 Milliarden Tonnen-Kilometer. Über die letzten zehn Jahre bedeutet dies eine Steigerung um 33 Prozent. Die Personenschifffahrt hat heute nur noch touristische Bedeutung, ist aber ein aufstrebender Wirtschaftsfaktor.
Der Canal Seine-Nord Europe (CSNE) war das Projekt eines 106 Kilometer langen Kanals in Süd-Nord-Richtung durch Nordfrankreich zwischen den Einzugsgebieten der Flüsse Seine und Schelde. Das Projekt war in den Verkehrswegeplan der Europäischen Union aufgenommen, wurde jedoch 2013 eingestellt.

## Kultur
Frankreich leitet seinen Rang in Europa und der Welt auch aus den Eigenheiten seiner Kultur ab, die sich auch über die Sprache definiert (Sprachschutz- und -pflegegesetzgebung). Frankreich sieht sich selbst nicht als Grande Nation. In der Medienpolitik wird die eigene Kultur und Sprache durch Quoten für Filme und Musik gefördert. Frankreich verfolgt in der Europäischen Union, der UNESCO und der Welthandelsorganisation (WTO) mit Nachdruck seine Konzeption der Verteidigung der kulturellen Vielfalt („diversité culturelle“): Kultur sei keine Ware, die schrankenlos frei gehandelt werden kann. Der Kultursektor bildet daher eine Ausnahme vom restlichen Wirtschaftsgeschehen („exception culturelle“).
Landesweite Pflege und Erhalt des reichen materiellen kulturellen Erbes wird als Aufgabe von nationalem Rang angesehen. Dieses Verständnis wird durch staatlich organisierte oder geförderte Maßnahmen, die zur Bildung eines nationalen kulturellen Bewusstseins beitragen, wirksam in die Öffentlichkeit transportiert. Im jährlichen Kulturkalender fest verankerte Tage des nationalen Erbes, der Musik oder des Kinos beispielsweise finden lebhaften Zuspruch in der Bevölkerung. Großzügig zugeschnittene kulturelle Veranstaltungen entsprechen dem Selbstverständnis Frankreichs als Kulturnation und von Paris als Kulturmetropole. Die Förderung eines kulturellen Profils der regionalen Zentren in der Provinz wird verstetigt.

### Küche

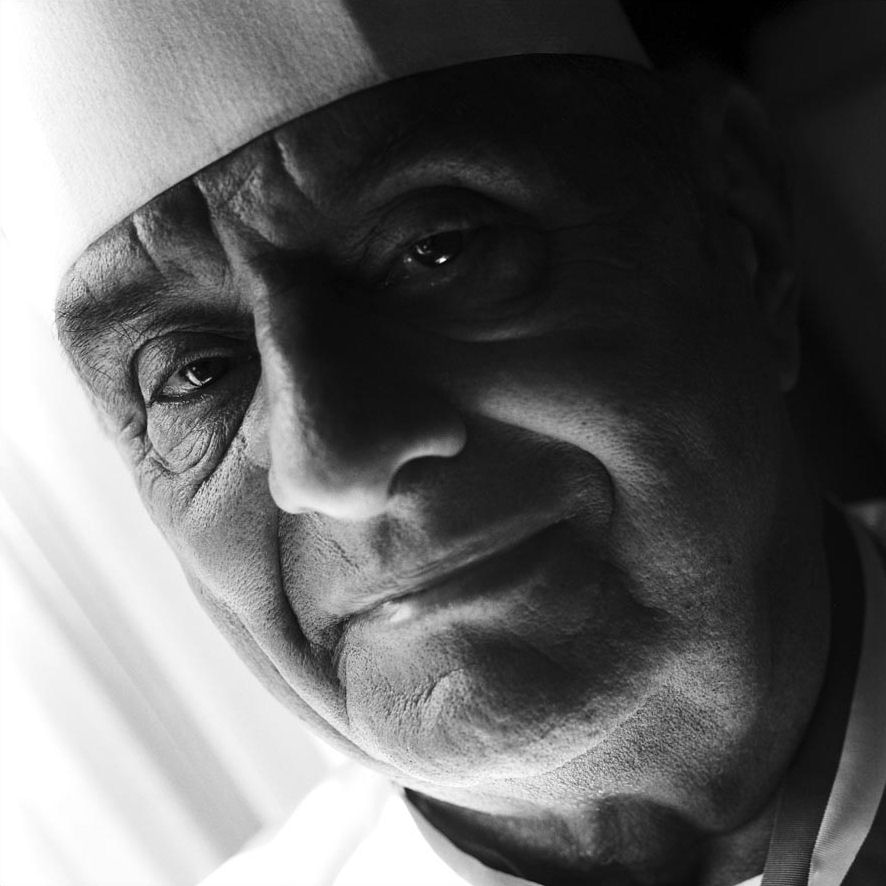
Paul Bocuse, hochdekorierter Koch

Die französische Küche (Cuisine française) gilt seit der frühen Neuzeit als einflussreichste Landesküche Europas. Sie ist sowohl für ihre Qualität als auch ihre Vielseitigkeit weltberühmt und blickt auf eine lange Tradition zurück. Das Essen ist in Frankreich ein wichtiger Bereich des täglichen Lebens und die Pflege der Küche ein unverzichtbarer Bestandteil der nationalen Kultur. Das gastronomische Mahl der Franzosen wurde 2010 als immaterielles Weltkulturerbe von der UNESCO anerkannt.

### Architektur

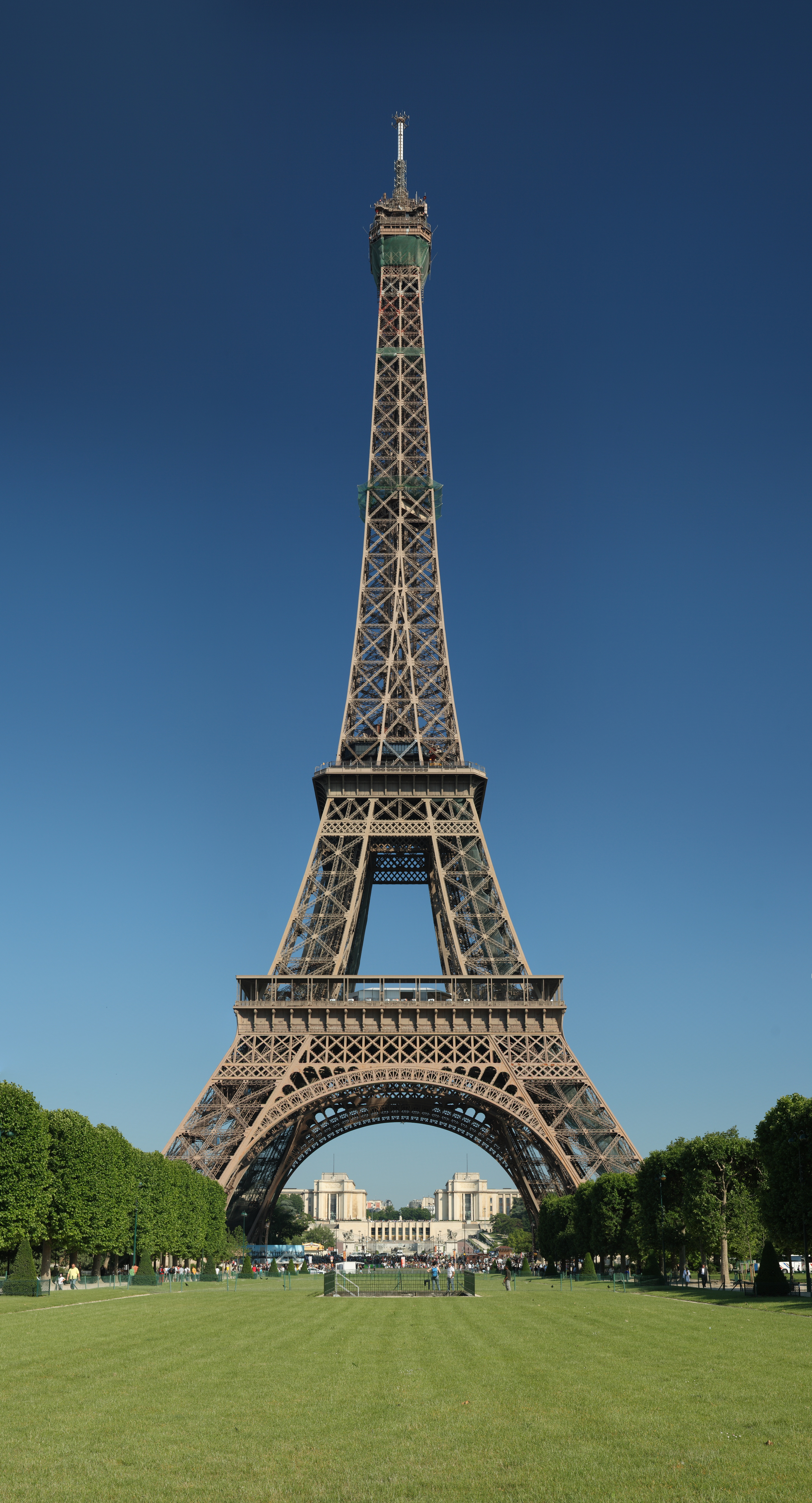
Eines der berühmtesten Bauwerke Frankreichs ist der Eiffelturm.

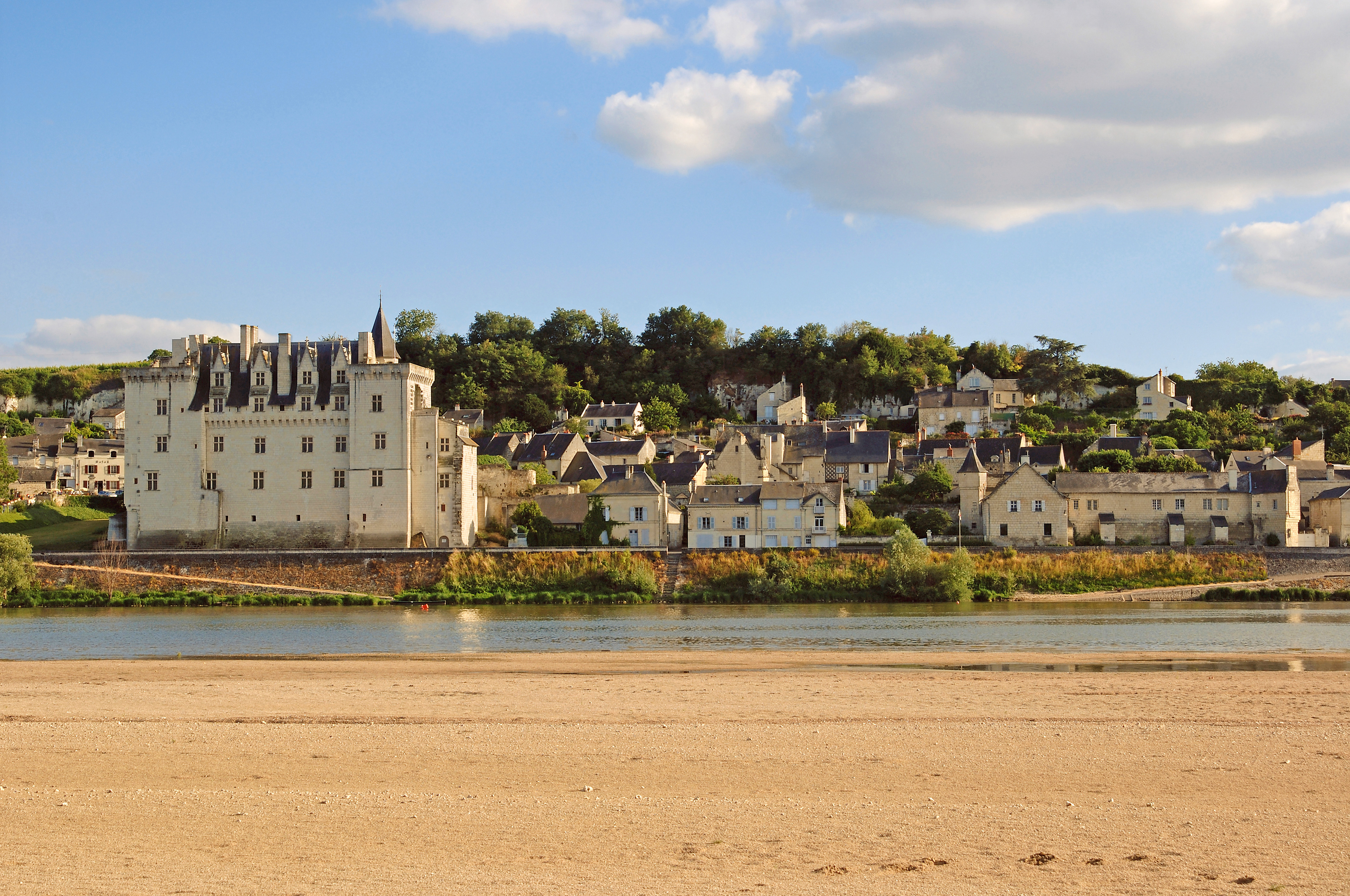
Das Renaissanceschloss Montsoreau (1453) ist das einzige der Loire-Schlösser, das im Flussbett der Loire errichtet wurde.

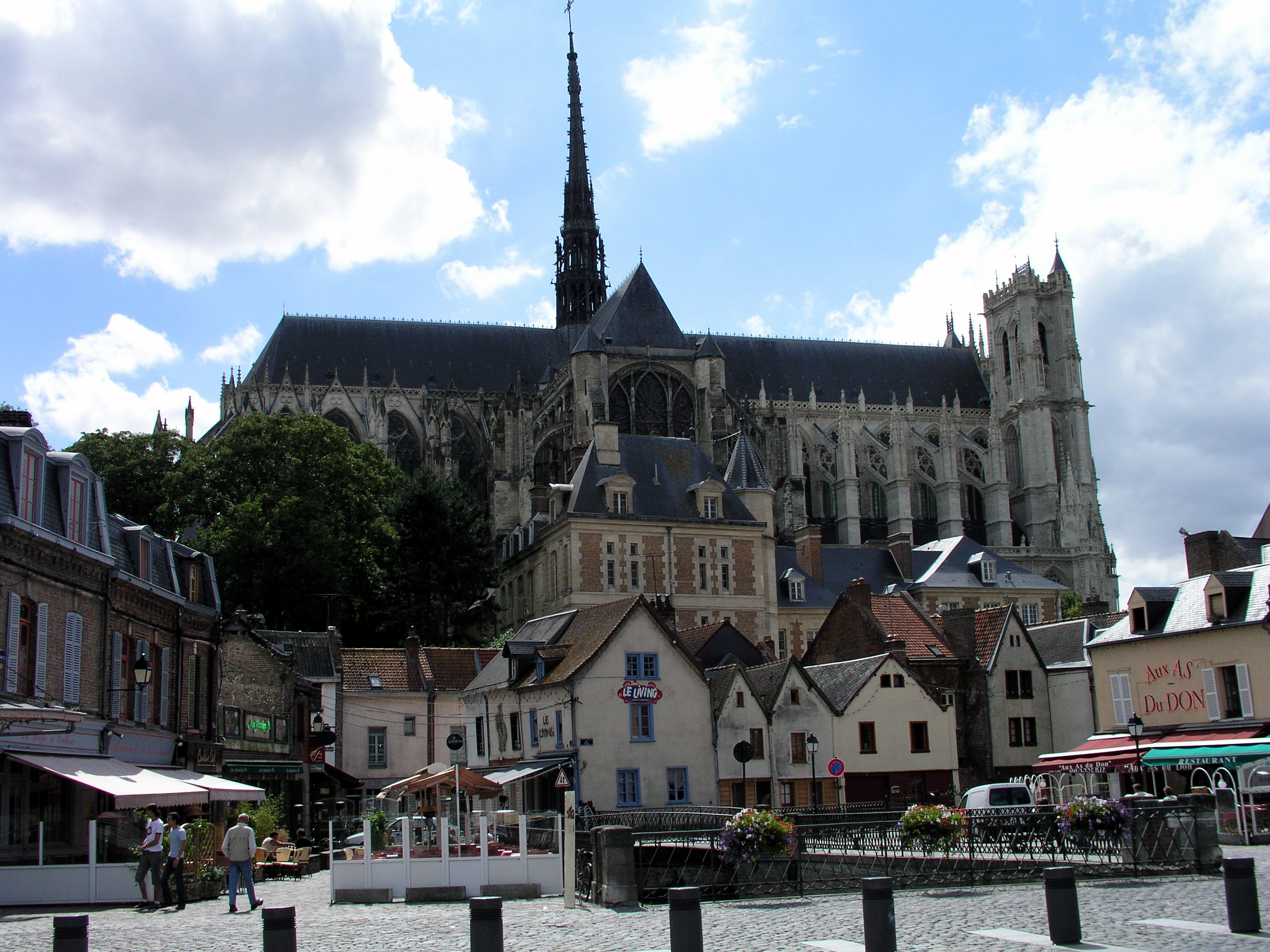
Die größte Kathedrale Frankreichs ist die Kathedrale von Amiens.

Die ältesten architektonischen Spuren in Frankreich hinterließen die Römer vor allem in Südostfrankreich, wie beispielsweise das Amphitheater von Nîmes oder die Pont du Gard. Nach dem Zerfall der römischen Herrschaft wurden zunächst keine Bauwerke errichtet, die bis heute erhalten geblieben sind. Aus dem Mittelalter sind vor allem Sakralbauten erhalten geblieben, wie das Baptisterium Saint-Jean aus der Zeit der Karolinger, Kirchen in romanischem Stil wie St-Sernin de Toulouse, Ste-Foy de Conques oder Ste-Marie-Madeleine de Vézelay sowie Kirchen in gotischem Stil wie die Kathedrale von Amiens oder die Kathedrale von Beauvais. Daneben wurden Festungsstädte wie Carcassonne oder Aigues-Mortes errichtet.

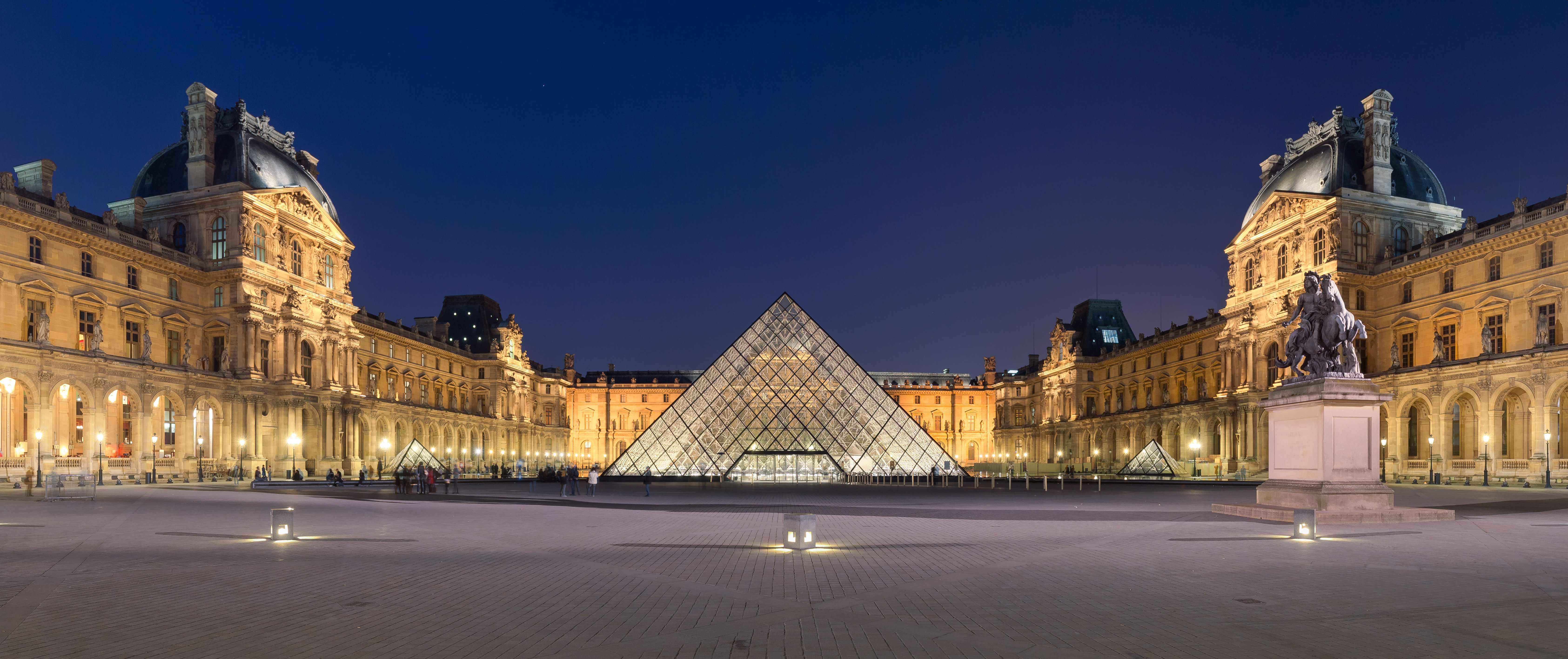
Der Louvre mit Glaspyramide vereint Historisches und Modernes.

Als die Renaissance auch in Frankreich aufkam, interpretierten die französischen Architekten diese Kunstform auf ihre Weise und errichteten zahlreiche Schlösser im ganzen Land. Das Château d’Ancy-le-France blieb das einzige vollständig von Italienern durchgeführte Bauwerk. Der Absolutismus führte dazu, dass der klassizistische Barock in ganz Frankreich bestimmend wurde, um die Macht des Königs zu symbolisieren. Zu den bedeutendsten Bauwerken dieser Zeit zählen der Louvre und Schloss Versailles, diese wurden auch zu Vorbildern für Bauwerke im Ausland, etwa Schloss Sanssouci. Der technische Fortschritt ermöglichte es, Gebäude wie das Panthéon zu errichten, das für damalige Verhältnisse sehr wenig Baumaterial im Verhältnis zum umfassten Raum benötigte.
In der Zeit nach der Französischen Revolution herrschte der Klassizismus mit kühler, disziplinierter und eleganter Architektur; Beispiele hierfür sind der Arc de Triomphe oder die Kirche La Madeleine in Paris. 1803 wurde die Académie des Beaux-Arts gegründet, französische Architektur wurde erneut in zahlreichen Ländern imitiert, besonders in den USA, gleichzeitig wurden in Frankreich neue Baumaterialien eingeführt; es entstanden Monumente wie der Eiffelturm oder die Pariser Markthallen und man begann mit der Restaurierung von Baudenkmälern.
Zu Beginn des 20. Jahrhunderts kam zunächst der Jugendstil auf, aus dem sich in Frankreich rasch das Art déco entwickelte. In diesen Stilrichtungen sind zahlreiche Eingänge von Métrostationen in Paris sowie das Théâtre des Champs-Élysées erhalten. Der Internationale Stil, der maßgebend von Le Corbusier mitgetragen wurde, zeichnete sich durch unverzierte geometrische Formen aus, Beispiel ist die Villa Savoye. Nach dem Zweiten Weltkrieg wurden einige prestigeträchtige Bauten in Frankreich erstmals durch Ausländer verwirklicht, wie das Centre Pompidou oder die Pyramide im Louvre. Zu den neueren architektonischen Errungenschaften Frankreichs gehören schließlich das Institut du monde arabe (1987) und die Bibliothèque Nationale François Mitterrand (1996).

### Film

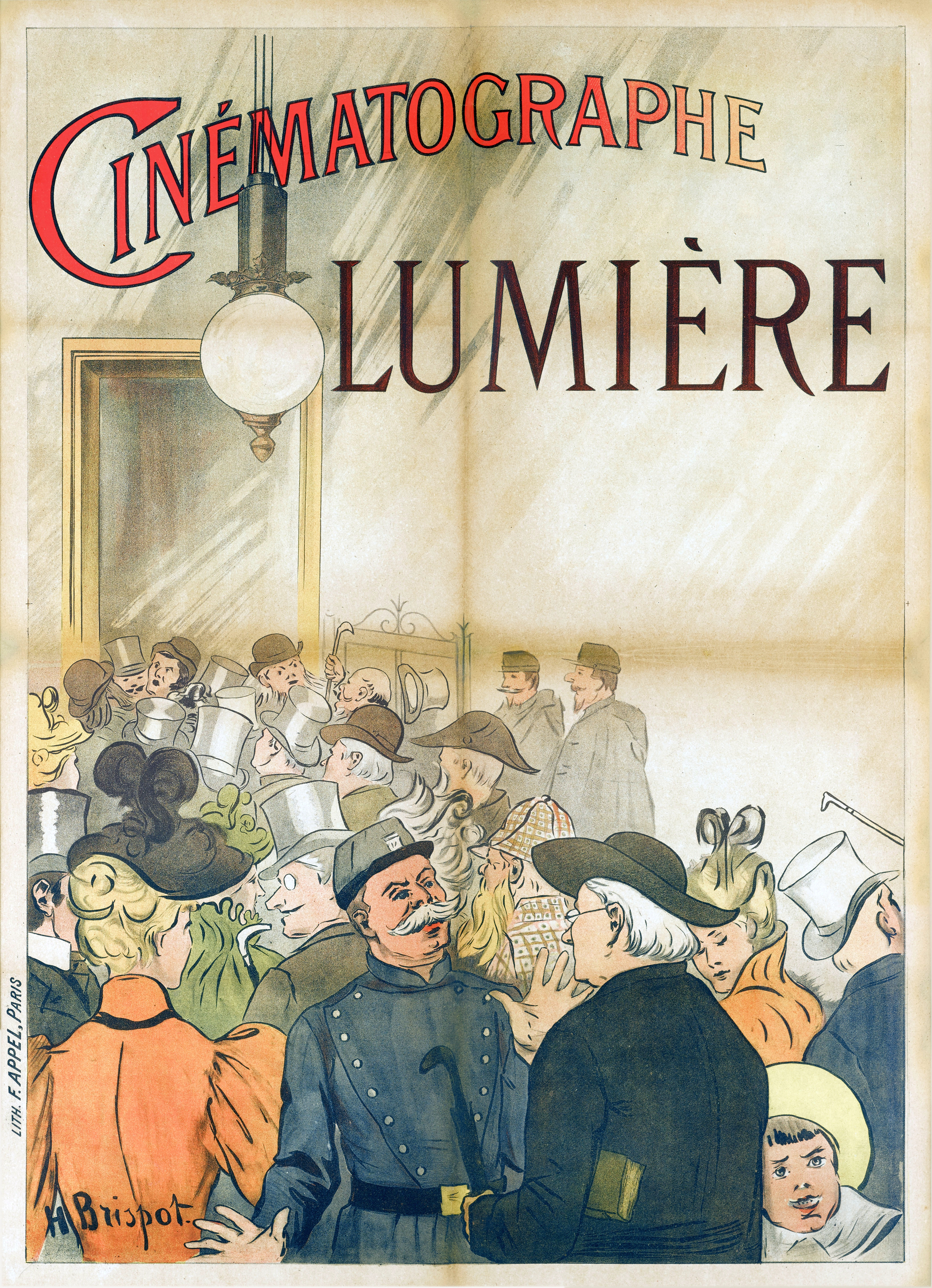
Französisches Werbeplakat aus dem Jahr 1896: Beworben wird nicht ein einzelner Film, sondern das Erlebnis der Filmvorführung.

Frankreich gilt als der Geburtsort des Filmes. Im Jahre 1895 veranstalteten die Brüder Lumière in Paris die erste kommerzielle Filmvorführung. Industrielle wie Charles Pathé und Léon Gaumont investierten große Summen in die Technik und Herstellung, sodass französische Unternehmen den Weltmarkt für Filme dominierten; in Paris gab es 1907 bereits mehr als 100 Vorführungshallen, 1920 waren es in Frankreich schon mehr als 4500. Auf Pathé geht auch die bis heute übliche Praxis des Filmverleihs zurück, seit er 1907 entschied, Filme nicht mehr als Meterware zu verkaufen. Der Ausbruch des Ersten Weltkrieges und der damit verbundenen Flucht zahlreicher Filmschaffender in die USA sowie die Einführung der Tonfilm-Technik, die in Frankreich zunächst nicht eingeführt wurde, führten dazu, dass sich der Schwerpunkt der Filmproduktion in die Vereinigten Staaten verlagerte.
Die 1930er-Jahre gelten als Goldenes Zeitalter des französischen Films. Die Weltwirtschaftskrise bedingten niedrige Budgets, junge Regisseure wie Jean Renoir, René Clair und Marcel Carné und Stars wie Jean Gabin, Pierre Brasseur und Arletty brachten sehr kreative und teils auch sehr politische Werke hervor (Poetischer Realismus). Auch nach Ausbruch des Zweiten Weltkrieges florierte der Film; die Vichy-Regierung gründete mit der Comité d’organisation de l’industrie cinématographique die Vorläuferorganisation des heutigen CNC. Trotz Mangelwirtschaft, Zensur und Emigration entstanden etwa 220 Filme, die sich vor allem auf die Ästhetik des gezeigten konzentrierten.
Nach 1945 setzt sich die französische Regierung das Ziel, die Filmindustrie wieder aufzubauen. Um die Dominanz des amerikanischen Films zu brechen, werden im Blum-Byrnes-Abkommen Einfuhrquoten festgelegt. Die Internationalen Filmfestspiele von Cannes werden gegründet, eine Zusammenarbeit mit Italien vereinbart und gesetzliche und finanzielle Unterstützungen beschlossen. In den 1950er-Jahren wurden vor allem Literaturverfilmungen mit großem Augenmerk auf die Qualität (cinéma de papa) produziert, bis 1956 die weibliche Sexualität mit dem Auftauchen eines neuen Stars, Brigitte Bardot, filmfähig gemacht wurde.
Die Nouvelle Vague, die ab dem Ende der 1950er-Jahre von einer Generation junger Regisseure wie Jean-Luc Godard, François Truffaut, Jacques Rivette, Claude Chabrol und Louis Malle getragen wurde, brachte Anti-Helden auf die Leinwand, thematisierte deren intime Gedanken, machte Filme mit hohem Tempo und offenen Enden. Neue Technik ermöglichte eine neue Ästhetik und erlaubte es Halb-Profis, mit niedrigem Budget Filme zu verwirklichen. Die Kreativität der Nouvelle Vague war international äußerst einflussreich und wurde durch die Einrichtung der Cinémas d’art et d’essai noch gefördert. Popularität erlangten auch die Protagonisten zahlreicher Filme der Nouvelle Vague, vor allem Jean-Pierre Léaud und Jean-Paul Belmondo. Das Jahr 1968 brachte auch im französischen Film eine Zäsur, die zu stark politischen Filmen und zu einer stärkeren Präsenz von Frauen im Metier führte. Gleichzeitig setzte sich das Fernsehen durch; dies brachte neue Strukturen bei der Finanzierung und Distribution von Filmen mit sich.
In den 1980er-Jahren investierte die neue sozialistische Regierung stark in die Kultur; Budgets für Filmproduktionen stiegen, während gleichzeitig die amerikanische Vorherrschaft bekämpft wurde. Es kam zu aufwendigen Verfilmungen von Literaturklassikern. Parallel kam die Strömung des unpolitischen cinéma du look auf, in dem Farben, Formen und Stil die Handlung überdeckten.

### Sport

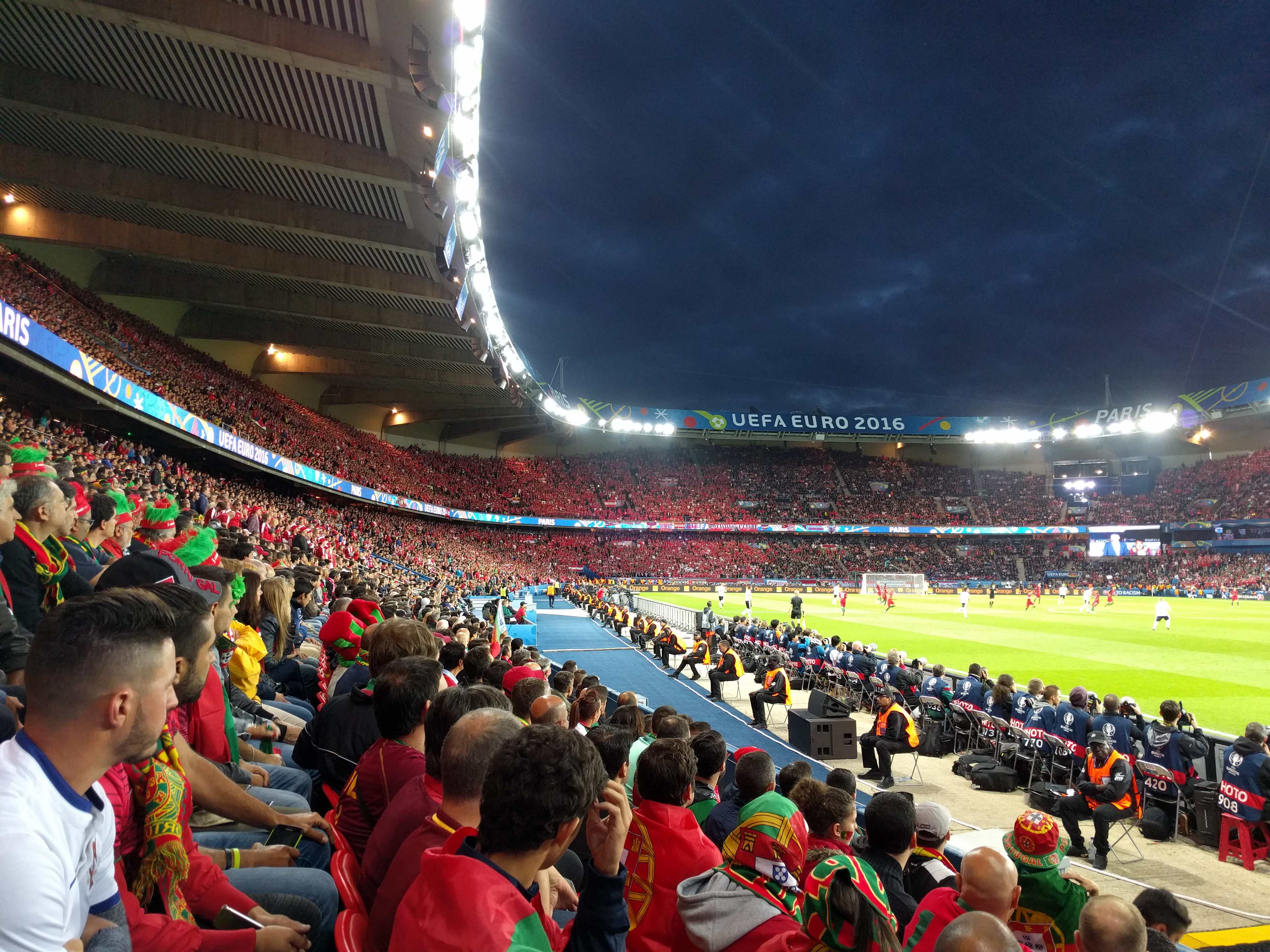
Fußballbegeisterung in Frankreich, EM-Spiel im Prinzenparkstadion (2016)

Mit der Einrichtung eines Ministeriums für Jugend und Sport (1958) zu Zeiten der Präsidentschaft von Charles de Gaulle unter dem Minister Maurice Herzog nahm der Breiten- und der Spitzensport in Frankreich einen erheblichen, vom Staat gestützten Aufschwung. Anders als in vielen anderen Ländern Europas ist der Fußball in Frankreich bis heute nicht die unangefochtene Nummer eins unter den Sportarten. Besonders Rugby ist im Südwesten des Landes populärer. Das Interesse am Fußball hängt sehr stark mit der Leistung französischer Mannschaften auf internationaler Ebene zusammen. Als identitätsstiftendes Band gerade zwischen den verschiedenen sozialen und ethnischen Gruppen Frankreichs gilt die französische Fußballnationalmannschaft. Die Équipe Tricolore (in Frankreich meist les Tricolores genannt) trägt ihre Heimspiele meist im Stade de France in Saint Denis bei Paris aus. 1998 wurde in Frankreich die Fußball-Weltmeisterschaft ausgetragen. Im Endspiel gegen Brasilien gewann der Gastgeber das Turnier. 2016 war Frankreich nach 1960 und 1984 zum dritten Mal Gastgeber der Fußball-Europameisterschaft. 2018 gewann Frankreich ein zweites Mal die Fußball-Weltmeisterschaft.

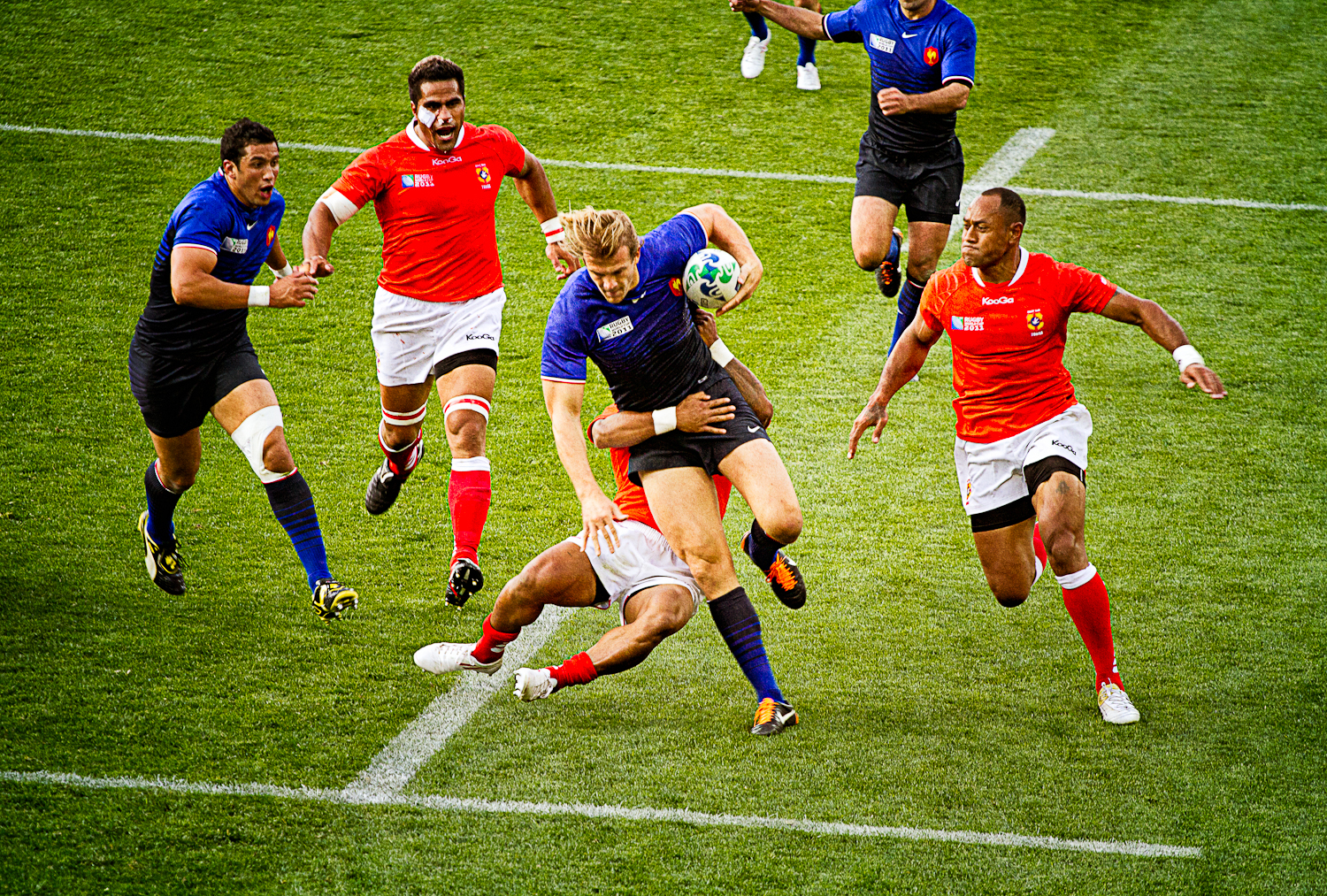
Rugby genießt große Beliebtheit in Frankreich. Hier Frankreich – Tonga 2011 RWC

Ähnlich populär dem Fußball ist Rugby Union. Gerade in den südlichen und südwestlichen Regionen ist Rugby tatsächlich der weitaus beliebteste Sport. Die höchste Liga ist die Top 14. Das Meisterschaftsendspiel findet jährlich im Stade de France statt. Die Nationalmannschaft, von den Fans Les Bleus genannt, was später auch auf die Fußballequipe übertragen wurde, gilt seit Jahrzehnten kontinuierlich als eines der besten Teams der Welt und ist bislang bei jeder Weltmeisterschaft mindestens ins Viertelfinale vorgedrungen. Insgesamt wurde sie dreimal Vizeweltmeister und errang einmal den dritten Platz. Wie im Fußball gilt das Stade de France in St. Denis nahe Paris als Nationalstadion. Frankreich war auch einer der Gastgeber der Weltmeisterschaften 1991 und 1999, während das Turnier 2007 überwiegend in Frankreich stattfand. Dabei zählte man Les Bleus zu den Hauptfavoriten auf den Titel. Allerdings kamen sie nicht über den vierten Platz hinaus. Weltmeister wurde Südafrika. Bei der 2023 ebenfalls in Frankreich ausgetragenen Rugbyweltmeisterschaft war der Gastgeber einer der Titelfavoriten, schied jedoch im Viertelfinale gegen den Titelverteidiger und späteren Weltmeister Südafrika aus. Zudem war Frankreich Ausrichter der Frauen-Weltmeisterschaft 2014. Wie die Männer nimmt die französische Frauen-Nationalmannschaft an jährlichen Six Nations der Frauen teil und qualifiziert sich regelmäßig für Weltmeisterschaften.

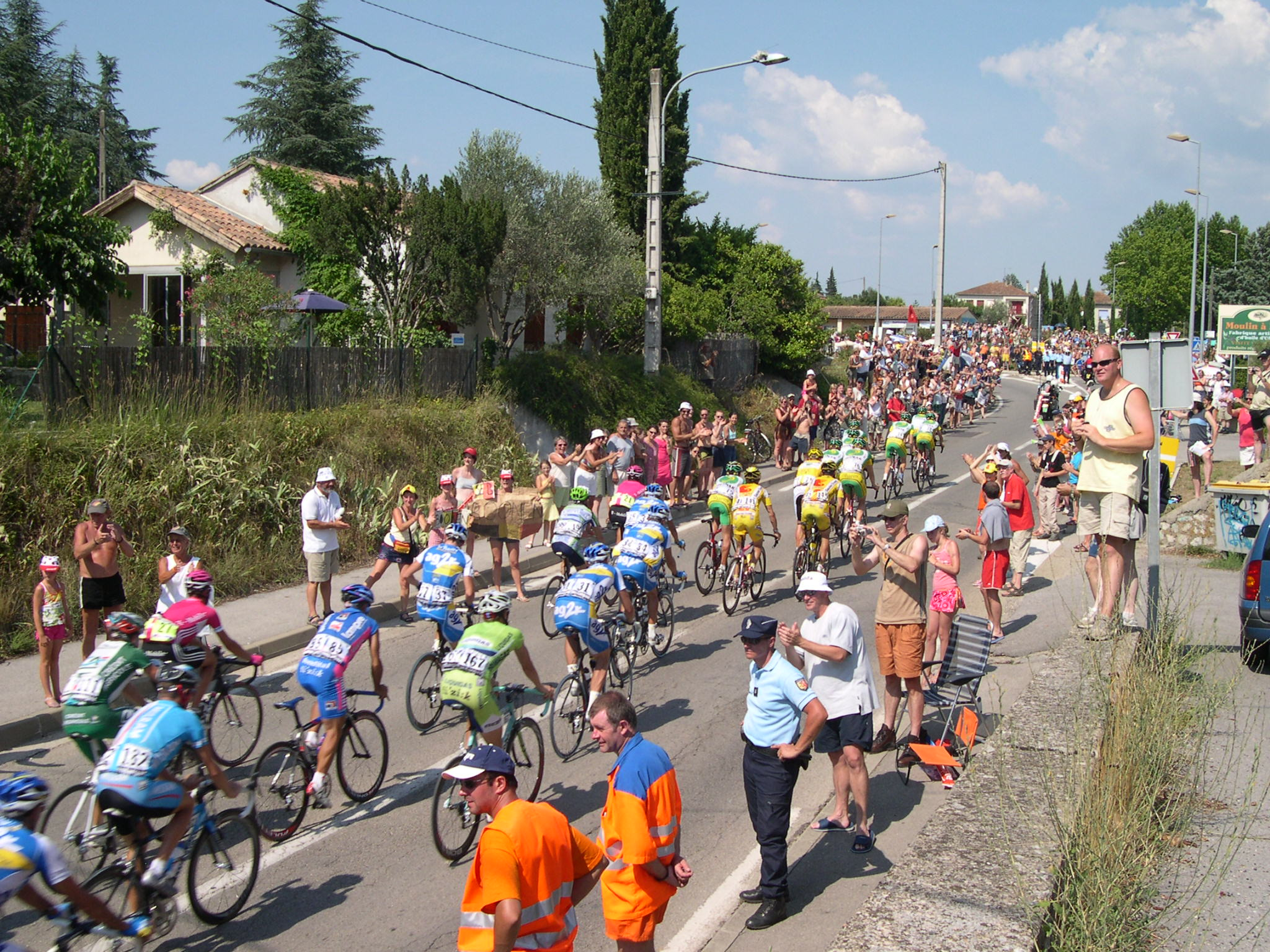
Tour de France (2006)

Weitere populäre Sportarten sind der Radsport (insbesondere im Juli, während der dreiwöchigen Tour de France), Leichtathletik, Motorsport (Großer Preis von Frankreich und 24-Stunden-Rennen von Le Mans), Pétanque (Mondial la Marseille à Pétanque), Judo, Handball, Basketball und alpiner Skisport.
Großer Beliebtheit erfreut sich auch der Tennissport. Den Davis Cup gewann Frankreich von 1927 bis 1932 jedes Jahr, außerdem in jüngerer Zeit 1991, 1996, 2001 und 2017. 1997, 2003 und 2019 konnten die französischen Tennisdamen den Billie Jean King Cup (ehemals Fed Cup) gewinnen. Die seit 1891 in Paris stattfindenden French Open zählen als eines der vier Grand-Slam-Turniere zu den Höhepunkten der internationalen Tennissaison.
In Frankreich fanden bereits mehrmals Olympische Spiele statt: Sommerspiele 1900, 1924 und 2024 in Paris, Winterspiele in Chamonix 1924, Grenoble 1968 und Albertville 1992. Auch die Olympischen Winterspiele 2030 sollen in den französischen Alpen stattfinden.
Im Motorsport ebenfalls erwähnenswert sind das legendäre 24-Stunden-Rennen von Le Mans, der MotoGP-Grand Prix von Le Mans, die ehemalige Formel-1-Rennstrecke Circuit Paul Ricard von Le Castellet nahe Avignon sowie die Grasbahn von Marmande und die Sandbahn von Morizes, wo im Rahmen der Langbahn-Weltmeisterschaft der Grand Prix von Frankreich ausgefahren wird.
Special Olympics Frankreich wurde 1991 gegründet und nahm mehrmals an Special Olympics Weltspielen teil.

### Musik
Frankreich ist seit dem Mittelalter ein Zentrum der westlichen Musiktradition. Eine der frühesten Quellen ist die Musica Disciplina von Aurelian von Réôme aus dem 9. Jahrhundert. Die Troubadours waren eine Schule von Komponisten und Sängern höfischer Lieder im Mittelalter. Im 15. Jahrhundert nahm die französische und franko-flämische Musik eine führende Stellung ein, zu ihren Vertretern zählen Josquin Desprez und Johannes Ockeghem. Auch die französische Chanson-Tradition kann bis in das 15. Jahrhundert zurückverfolgt werden.
Die französische Musik erreichte im Barock eine Blüte und brachte bedeutende Komponisten wie Jean-Baptiste Lully, Marc-Antoine Charpentier (17. Jahrhundert), François Couperin, Jean-Philippe Rameau (18. Jahrhundert) hervor. Wichtige Komponisten der Romantik sind Hector Berlioz, Charles Gounod, Georges Bizet und Camille Saint-Saëns. Den Übergang zur Moderne in gesellschaftspolitischer wie musikalischer Sicht verkörpert Debussy am besten; weiterhin sind Maurice Ravel und der ebenfalls sehr experimentell arbeitende Erik Satie in dieser Epoche bedeutend. Der Beginn der Avantgarde in der Musik wird besonders durch die Groupe des Six eingeleitet. Hauptfigur der zeitgenössischen Musik ist Pierre Boulez.
Seit dem Beginn des 20. Jahrhunderts befindet sich die populäre Musik im Aufwind. Das bekannteste einheimische Genre ist das Chanson, eine Liedgattung mit starker Konzentration auf den Text. Zu den wichtigsten Künstlern des Chanson zählen Charles Trenet, Édith Piaf, Gilbert Bécaud, Boris Vian, Georges Brassens, Charles Aznavour oder Yves Montand. Ausländische Musikstile finden ihren Widerhall in Frankreich: Nach dem Ende des Ersten Weltkrieges begann der Jazz die französische Musik zu beeinflussen, mit Django Reinhardt oder Stéphane Grappelli stellte Frankreich auch bedeutende Künstler des Jazz.

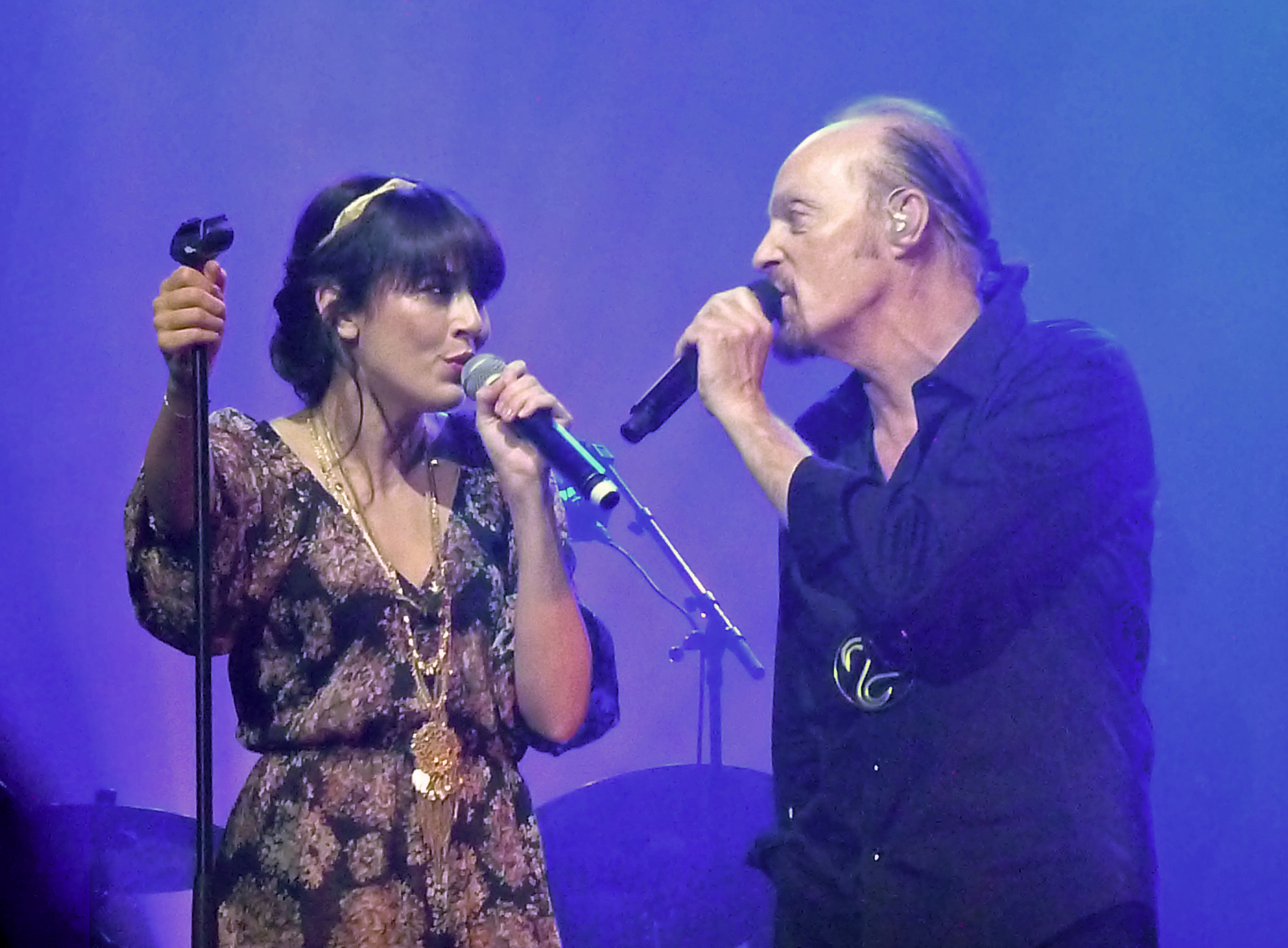
Nolwenn Leroy und Alan Stivell (2012)

In der Rock- und Popmusik prägten etwa Daft Punk und Étienne de Crécy den French House, Gotan Project ist Vorreiter des sogenannten Electrotango und St Germain steht für eine Kombination von Jazz und House. Ein bekannter Vertreter von Ambient-Musik ist Air. Der Rap wurde in Frankreich adaptiert, erfolgreichster Vertreter des Französischen Hip-Hop ist MC Solaar.
Lokal verbreitete Musikstile sind die bretonische Musik, deren bedeutendster Künstler Alan Stivell ist, oder die korsische Musik mit Bands wie I Muvrini. Zahlreiche afrikanische und maghrebinische Künstler leben und arbeiten in Frankreich, so gibt es eine lebendige Raï-Szene und zahlreiche Veranstaltungen mit afrikanischer Musik.
Die fünf Musiker, die zwischen 1955 und 2019 die meisten Platten in Frankreich verkauften, sind Johnny Hallyday, Michel Sardou, Jean-Jacques Goldman, Sheila und Claude François. D'Eux von Céline Dion ist mit mehr als vier Millionen verkauften Exemplaren das erfolgreichste Album einer französischen Musikerin im Heimatland.

### Medien
Bei der Rangliste der Pressefreiheit 2017, die von Reporter ohne Grenzen herausgegeben wird, belegte
Frankreich Platz 39 von 180 Ländern.
Die wichtigsten französischen Druckmedien sind die nationalen Tageszeitungen Le Figaro (konservativ, Auflage: 315.400 Exemplare), Le Monde (linksliberal, Druckauflage 2009 bis 2010: 285.500 Exemplare), Libération (linksorientiert, 111.700 Exemplare), La Croix (katholisch, 95.100 Exemplare), L’Humanité (kommunistisch, 50.000 Exemplare), Les Échos und La Tribune (Wirtschaft, 120.400 bzw. 68.100 Exemplare) und L’Équipe (Sport, 310.000 Exemplare). Die wichtigsten Nachrichtenmagazine in Frankreich sind L’Obs (400.000 Exemplare), L’Express (438.700 Exemplare), Le Point (407.700 Exemplare) und Marianne. Die größte Regionalzeitung ist die Ouest-France mit einer Druckauflage von 758.500 Exemplaren. Bedeutend ist auch das jeweils mittwochs erscheinende Investigations- und Satireblatt Le Canard enchaîné mit einer Auflage von 550.000 Exemplaren.
Wie in vielen anderen europäischen Ländern besteht auch in Frankreich eine Co-Existenz von öffentlich-rechtlichen und privaten Fernsehsendern. Zur 1992 gegründeten öffentlich-rechtlichen Rundfunkanstalt France Télévisions gehören die Sender France 2, France 3, France 4, France 5 und France Ô. Der größte Fernsehsender Frankreichs ist jedoch der Privatsender TF1, der bis 1987 noch öffentlich-rechtlich war. TF1 ist außerdem alleiniger Gesellschafter des Sportsenders Eurosport. Seit Dezember 2006 betreiben TF1 und France Télévisions den mehrsprachigen Auslandssender France 24. Weiterhin gibt es mit TV5 Monde und ARTE zwei weitere Sender, an denen France Télévisions beteiligt ist. TV5 Monde ist ein französischsprachiges Gemeinschaftsprogramm der Staaten Frankreich, Belgien, dem französischsprachigen Teil Kanadas und der Schweiz. ARTE ist ein deutsch-französischer Sender, der von ARTE France zusammen mit den deutschen Rundfunkanstalten ARD und ZDF betrieben wird. France Télévisions ist darüber hinaus an dem Nachrichtensender Euronews beteiligt.
Dem öffentlich-rechtlichen Radio France steht eine Vielzahl kommerzieller Anbieter gegenüber. Sowohl Radio France als auch die Kommerziellen bieten überregionale und regionale bzw. lokale Dienste an.
Im Jahr 2023 nutzten 86,8 Prozent der Einwohner Frankreichs das Internet. Der Nutzung von sozialen Medien kommt eine immer bedeutendere Rolle zu. Die Bruttoreichweite sozialer Netzwerke betrug per Januar 2011 24,8 Millionen Personen.

### Feiertage
Liste der landesweit einheitlichen Feiertage. Details und regional zusätzliche Feiertage siehe Hauptartikel.
| Datum               | Name des Feiertags                                                                    |
| ------------------- | ------------------------------------------------------------------------------------- |
| 1. Januar           | Neujahr (Jour de l’An)                                                                |
| Ostermontag         | (Lundi de Pâques)                                                                     |
| 1. Mai              | Tag der Arbeit/Maifeiertag (Fête du travail)                                          |
| 8. Mai              | Tag des Sieges (Fête de la Victoire) (Kapitulation von Nazi-Deutschland 1945)         |
| Christi Himmelfahrt | (Jour de l’Ascension)                                                                 |
| Pfingstmontag       | (Lundi de Pentecôte)                                                                  |
| 14. Juli            | Tag des 14. Juli (Fête nationale) – Jahrestag des Sturms auf die Bastille 1789        |
| 15. August          | Maria Himmelfahrt (Assomption)                                                        |
| 1. November         | Allerheiligen (Toussaint)                                                             |
| 11. November        | Waffenstillstand von Rethondes (Armistice 1918) zur Beendigung des Ersten Weltkrieges |
| 25. Dezember        | Weihnachtsfeiertag (Noël)                                                             |